# Kamen Rider Zi-O
 (novembre 2020).
Si vous disposez d'ouvrages ou d'articles de référence ou si vous connaissez des sites web de qualité traitant du thème abordé ici, merci de compléter l'article en donnant les références utiles à sa vérifiabilité et en les liant à la section « Notes et références ».
 (août 2020).
La mise en forme du texte ne suit pas les recommandations de Wikipédia : il faut le « wikifier ».
Les points d'amélioration suivants sont les cas les plus fréquents. Le détail des points à revoir est peut-être précisé sur la page de discussion.
- Les titres sont pré-formatés par le logiciel. Ils ne sont ni en capitales, ni en gras.
- Le texte ne doit pas être écrit en capitales (les noms de famille non plus), ni en gras, ni en italique, ni en « petit »…
- Le gras n'est utilisé que pour surligner le titre de l'article dans l'introduction, une seule fois.
- L'italique est rarement utilisé : mots en langue étrangère, titres d'œuvres, noms de bateaux, etc.
- Les citations ne sont pas en italique mais en corps de texte normal. Elles sont entourées par des guillemets français : « et ».
- Les listes à puces sont à éviter, des paragraphes rédigés étant largement préférés. Les tableaux sont à réserver à la présentation de données structurées (résultats, etc.).
- Les appels de note de bas de page (petits chiffres en exposant, introduits par l'outil «  Source ») sont à placer entre la fin de phrase et le point final[comme ça].
- Les liens internes (vers d'autres articles de Wikipédia) sont à choisir avec parcimonie. Créez des liens vers des articles approfondissant le sujet. Les termes génériques sans rapport avec le sujet sont à éviter, ainsi que les répétitions de liens vers un même terme.
- Les liens externes sont à placer uniquement dans une section « Liens externes », à la fin de l'article. Ces liens sont à choisir avec parcimonie suivant les règles définies. Si un lien sert de source à l'article, son insertion dans le texte est à faire par les notes de bas de page.
- La présentation des références doit suivre les conventions bibliographiques. Il est recommandé d'utiliser les modèles {{Ouvrage}}, {{Chapitre}}, {{Article}}, {{Lien web}} et/ou {{Bibliographie}}. Le mode d'édition visuel peut mettre en forme automatiquement les références.
- Insérer une infobox (cadre d'informations à droite) n'est pas obligatoire pour parachever la mise en page.

Pour une aide détaillée, merci de consulter Aide:Wikification.
Si vous pensez que ces points ont été résolus, vous pouvez retirer ce bandeau et améliorer la mise en forme d'un autre article.
Kamen Rider Zi-O (仮面ライダージオウ, Kamen Raidā Jiou) est une série télévisée japonaise de type Tokusatsu. Elle est la vingt-neuvième série de la franchise et la vingtième de l'ère Heisei.
Le slogan de la série télévisée est Allez au-delà de l'espace-temps! (時空を超えろ！, Jikū o koero!).
Tout comme Kamen Rider Decade avant elle, cette série commémore les Kamen Riders de l'ère Heisei avec le thème de l'espace-temps en plus.

## Résumé
Sougo Tokiwa, un lycéen né en 2000, rêve de devenir un jour roi. Il se retrouve recruté par une mystérieuse fille nommée Tsukuyomi, issue d'un futur dystopique en 2068 et lui adressant un sinistre avertissement: « Tu deviendras Kamen Rider Zi-O, le Roi du Temps, le démon destiné à gouverner le monde. »
Bien que troublé par son destin peut-être maudit, Sougo devient Zi-O pour sauver le continuum espace-temps tout en rencontrant ses prédécesseurs, les Kamen Riders de l'ère Heisei et en obtenant leurs pouvoirs. Cependant, même dans le même futur que Tsukuyomi apparaissent des ennemis tels que Geiz Myoukouin, un combattant de la résistance de 2068 qui se transforme en Kamen Rider Geiz avec l'intention de tuer Zi-O pour changer le futur et les Time Jackers en créant des monstres inspirés de Kamen Riders connus sous le nom de Another Riders.
Sougo est également assisté par Woz, un prophète éponyme qui est déterminé à s'assurer qu'il suit son destin et devient le roi démon. En raison des efforts de Sougo pour changer son destin, un deuxième scénario est créé dans lequel Geiz arrête Sougo et devient connu sous le nom de Geiz Revive, un sauveur célèbre pour avoir sauvé la Terre d'Oma Zi-O. Une version alternative de Woz apparaît, qui peut se transformer en Kamen Rider Woz et utiliser les pouvoirs des Kamen Riders de ce futur, de la même façon que Zi-O et Geiz qui peuvent utiliser les pouvoirs des Kamen Riders du passé, aggrave encore le conflit pour décider du véritable avenir des Kamen Riders et du monde lui-même.

## Kamen Riders de la série
Hormis les Future Riders et les Another Riders, tous les Kamen Riders de la série et des films ont pour lien d'avoir leur nom affiché sur leur visage en katakana ou en hiragana.
Les Riders de la série sont:
- Kamen Rider Zi-O
- Kamen Rider Geiz
- Kamen Rider Woz
- Kamen Rider Tsukuyomi

Les Future Riders sont:
- Kamen Rider Shinobi
- Kamen Rider Quiz
- Kamen Rider Kikai
- Kamen Rider Ginga

Les Riders exclusifs aux films sont:
- Kamen Rider Barlckxs
- Kamen Rider Zonjis
- Kamen Rider Zamonas

## Présentation des personnages

### Kamen Rider Zi-O
Sougo Tokiwa (常磐ソウゴ, Tokiwa Sōgo) est un lycéen né le 28 avril 2000. Il vit chez son grand-oncle Junichiro à la suite du décès de son père et sa mère, Soutarou Tokiwa (常磐 宗太郎, Tokiwa Sōtarō) et Namie Tokiwa (常磐 奈美恵, Tokiwa Namie) en 2009. Il fait ses études au lycée de Hikarigamori (光ヶ森高等学校, Hikarigamori Kōtō Gakkō), étant excellent en histoire mais ayant des difficultés en physique et en mathématiques. Il rêve de devenir roi un jour car quand il était enfant, Sougo a fait un rêve où des Dai Mazines attaquaient et détruisaient la ville, mais il était sauvé par un homme mystérieux qui lui disait que la crise imminente pourrait être évitée s'il devenait roi. Depuis ce rêve, Sougo a pour objectif de devenir roi, causant surprise de la part de son oncle et moqueries et chagrin de la part de ses camarades. Lorsque Tsukuyomi et Woz voyagent depuis 50 ans, il apprend qu'il est destiné à devenir le dirigeant tyrannique de leur temps, Ohma Zi-O.
Bien que troublé par la possibilité que son destin soit peut-être maudit, Sougo choisit de continuer à suivre son rêve tout en changeant son destin avec pour objectif d'être un grand roi bienveillant au lieu de devenir un tyran démoniaque grâce à sa gentillesse en devenant Kamen Rider Zi-O (仮面ライダージオウ, Kamen Raidā Jiō).
Bien que Geiz et Tsukuyomi se méfient de lui, Sougo les considère comme des amis et leur confie sa vie, leur demandant de le tuer tous les deux s'il devait suivre la voie de la transformation en Ohma Zi-O. Plus tard, après avoir été témoin du futur possible qui l'attend ainsi que de la cruauté d'Ohma Zi-O, Sougo traumatisé a failli abandonner son rôle de Kamen Rider Zi-O mais Geiz, qui a changé d'avis à son égard, intervient et le convainc qu'il pourrait encore changer l'avenir.
Sougo finirait par vaincre son traumatisme après avoir affronté son homologue du monde des miroirs, qui représentait les ténèbres intérieures de Sougo, mais le pouvoir obtenu lui aurait permis de confirmer son destin de devenir le tyrannique Ohma Zi-O, même s'il reste déterminé à changer son destin.
Comme il ne comprend pas les anciens Kamen Riders, Zi-O a tendance à s'écarter des capacités remarquables de ses prédécesseurs avec des résultats comiques et reçoit une réponse critique pour son incompétence. Cependant, il est peut-être aussi l’un des Riders les plus rusés de la série, après avoir montré son côté manipulateur en tirant parti de la loyauté de Woz envers lui-même pour le faire travailler avec Geiz et Tsukuyomi, en déjouant Geiz, qui est un soldat de la Résistance, dans des occasions où celui-ci se montre hostile envers lui et même tromper Kuroto Dan, qui est lui-même un manipulateur notable.
Pour se transformer, Sougo utilise le Ziku-Driver (ジクウドライバー, Jikū Doraibā, Driver espace-temps) en liaison avec les Ridewatches (ライドウォッチ, Raidowotchi). Lors de la transformation en sa forme de base, le mot "Rider" (イ ダ, Raidā) apparaît écrit sur la visière de Zi-O avec des caractères de couleur magenta en katakana tandis que les formes Armor (アーマー, Āmā) basées sur un autre Rider du passé sont aussi écrites en katakana. Son arme personnelle est la Zikan Girade (ジカンギレード, Jikan Girēdo), pouvant passer en Ken Mode (ケンモード, Ken Modo, mode épée) pour exécuter l'attaque finale Giri Giri Slash (ギリギリスラッシュ, Giri Giri Surasshu) et en Ju Mode (ジュウモード, Jū Mōdo, Mode Pistolet) pour exécuter l'attaque finale Sure Sure Shooting (スレスレシューティング, Sure Sure Shūtingu). Il possède également le Time Mazine, un véhicule temporel offert par Tsukuyomi qui peut se transformer en robot humanoïde. Le Faiz Phone X de Woz lui a permis de communiquer avec Tsukuyomi et Geiz à travers le temps. En appuyant sur sa Ridewatch et en tournant une seconde fois son Ziku-Driver, Zi-O peut exécuter l'attaque finale Time Break (タイムブレーク, Taimu Bureiku, Cassure du temps en français).
Sougo acquiert la Decade (ディケイド, Dikeido) Ridewatch de Tsukasa Kadoya grâce à Geiz. Datée 2009, cette Ridewatch équipe Zi-O de la Decade Armor (ディケイドアーマー, Dikeido Āmā) et l'arme du Ride Heisaber (ライドヘイセイバー, Raido Heiseibā). En tournant le Hand Selector de la Ride Heisaber, il est capable d'utiliser les pouvoirs des Riders du passé sans utiliser leurs Ridewatches. Son attaque finale est l'Attack Time Break (アタックタイムブレーク, Atakku Taimu Burēku), quand il utilise uniquement la Decade Ridewatch, et la Final Attack Time Break (ファイナルアタックタイムブレーク, Fainaru Atakku Taimu Burēku), quand elle est combinée à une autre Ridewatch.
Pendant le mois de février 2019, pour faire face à Another Ryuga, Sougo est forcé de faire face à ses ténèbres intérieures sous la forme de son lui du monde des miroirs, où il accepte finalement un avenir possible en tant que tyran mais ne perd pas espoir de changer son futur. Satisfait de sa réponse, le Sougo miroir a cessé d'être hostile à son égard et lui a donné la Ridewatch nécessaire pour obtenir la Zi-O Ridewatch II (ジオウライドウォッチⅡ, Jiō Raidowotchi Tsū) qui lui permet à Zi-O de se transformer en une forme évoluée appelée Kamen Rider Zi-O II (仮面ライダージオウⅡ, Kamen Raidā Jiō Tsū), créée par la fusion de deux Zi-O Ridewatches venues de deux différentes chronologies. Sous cette forme, il perd la possibilité d'utiliser les Rider Armors en échange d'une augmentation de puissance et du pouvoir de contrôler le passé et le futur (remonter dans le temps, capacité de précognition). Armé de la Saikyo Girade (サイキョーギレード, Saikyō Girēdo), une épée qui peut se combiner avec la Zikan Girade en Ken Mode pour former la Saikyo Zikan Girade (サイキョージカンギレード, Saikyō Jikan Girēdo), l'attaque finale de Zi-O II est le Twice Time Break (トゥワイスタイムブレーク, Tuwaisu Taimu Burēku).
Cette forme est capable de détruire les Another Watches sans avoir besoin de la Ridewatch correspondante, annulant ainsi l’immunité des Another Riders sauf s'ils sont basées sur des Kamen Riders du futur. Cependant, la précognition de Zi-O II ne peut le permettre de prédire le mouvement d'objectifs qui se déplacent trop vite pour qu'il puisse voir, comme l'ont démontré Geiz Revive Shippu et Kamen Rider Punch Hopper.
L'armure de Zi-O II apparaît comme une fusion déformée de la forme standard de Zi-O et d'Ohma Zi-O et il est possible que cela soit dû au fait que le destin supposé de Sougo est de devenir Ohma Zi-O, cela pourrait suggérer que Zi-O II est une étape vers sa transformation en Ohma Zi-O et d'une possible inspiration de Janus, l'ancien dieu romain des commencements et des fins, des choix, du passage et des portes connu pour avoir deux visages avec dont l'une tourne vers le passé et l'autre sur l'avenir.
Dans la confrontation avec Another Blade, Sougo a reçu la Zi-O Trinity Ridewatch (ジオウトリニティライドウォッチ, Jiō Toriniti Raidowotchi) du Woz blanc pour devenir Kamen Rider Zi-O Trinity (仮面ライダージオウトリニティ, Kamen Raidā Jiō Toriniti). La particularité de cette forme est que Zi-O absorbe Geiz et Woz noir et peut utiliser tous leurs pouvoirs et armes, d'une manière similaire à la Climax Form de Kamen Rider Den-O. La forme a trois attaques finales :
- Solo Time Break (ソロタイムブレーク, Soro Taimu Burēku?) qui utilise uniquement la puissance de Zi-O
- Duo Time Break Burst (デュオタイムブレークバースト, Dyuo Taimu Burēku Bāsuto?) qui utilise les puissances de Zi-O et de Geiz
- Trinity Time Break Burst Explosion (トリニティタイムブレークバーストエクスプロージョン, Toriniti Taimu Burēku Bāsuto Ekusupurōjon?) qui utilise le pouvoir de Zi-O, de Geiz et de Woz noir.

En juin 2019, une fois toutes les Ridewatches des 20 Heisei Riders acquises, elles fusionnent en GrandZi-O Ridewatch qui permet à Zi-O de devenir Kamen Rider GrandZi-O ()|仮面ライダーグランドジオウ|Kamen Raidā GurandoJiō. Sous cette forme, Zi-O est revêtu d'une armure composée de statues de ses 19 prédécesseurs ornés sur son corps avec une représentation de Zi-O servant de couronne. Kamen Rider Grand Zi-O peut invoquer des Kamen Riders (peu importe leur forme) et aussi utiliser leurs armes. Grand Zi-O a également les capacités de Zi-O II et la capacité d'Ohma Zi-O d'arrêter le temps. Son attaque finale est All Twenty Time Break (オールトウェンティータイムブレーク, Ōru Towentī Taimu Burēku). Cependant comme Sougo n'avait pas acquis la Drive Ridewatch par les moyens habituels, Ohma Zi-O peut en profiter et corrompre tous les pouvoirs liés à Kamen Rider Drive que Sougo (ou Geiz) utilise contre lui. Ceci est démontré lorsque Grand Zi-O a invoqué Kamen Rider Drive mais Ohma Zi-O a pu le corrompre et le forcer à combattre Grand Zi-O à sa place. Dans le film Kamen Rider Zi-O: Over Quartzer, Sougo obtient la Drive Ridewatch des mains de Go Shijima, ce qui lui permettant ainsi de terminer officiellement la Grand Zi-O Ridewatch et de corriger ce défaut.
Dans ce même film, Sougo obtient en plus l'Ohma Zi-O Ridewatch de son alter-ego du futur qui lui permet de devenir Kamen Rider Zi-O Ohma Form (仮面ライダージオウ オーマフォーム, Kamen Raidā Jiō Ōma Fōmu). Il est capable d'invoquer tous les Heisei Riders sous leurs formes finales. Il a la Zi-O Ridewatch sur le front et trois kanjis du mot "Roi" de chaque côté de la tête. L'Ohma Form a pour attaque finale King Time Break (キングタイムブレイク, Kingu Taimu Burēiku). Sous cette forme, Sougo a pu vaincre Kamen Rider Barlckxs mais cause l'effacement par inadvertance de Geiz et Tsukuyomi. Les autres Quartzers ont pu les faire revenir en sacrifiant l'Ohma Form.
Après avoir appris que Sworz a manipulé les évènements de sa vie, que Tsukuyomi l'a trahi (bien que cela n'était qu'une façade pour tuer Sworz) et que Geiz a été tué par Sworz pour le protéger, Sougo influencé par sa colère transforme son Ziku-Driver en Ohma Zi-O Driver et devient finalement Kamen Rider Ohma Zi-O (仮面ライダーオーマジオウ, Kamen Raidā Ōma Jiō). Il bat Another Decade avec un Rider Kick après qu'il est tué Tsukuyomi. Il est assez puissant pour détruire quiconque le gênerait en une seule attaque, contrôle l'espace-temps et possède tous les pouvoirs de tous les Heisei Riders (pas seulement les 20 Riders principaux). Cependant, Sougo choisit de sacrifier le pouvoir d'Ohma Zi-O pour rétablir le temps et la réalité et réparer les dommages causés par Sworz dans l'histoire. Cela crée un monde où il n'est plus destiné à être roi et il revit sa dernière année en 2018 avec un nouveau Geiz, une nouvelle Tsukuyomi, un nouveau Heure et une nouvelle Ora qui sont ses camarades de classe dans cette nouvelle chronologie.
Depuis le début de l'année 2019, Sougo a développé la capacité de créer inconsciemment des futurs alternatifs qu'il pensait être des rêves prophétiques de Kamen Riders issus du scénario de Woz blanc.
Sougo Tokiwa est joué par So Okuno (奥野 壮, Okuno Sō) pour sa version adulte et Rui Takahashi (高橋 琉晟, Takahashi Rui) pour sa version enfant. Le personnage porte ce nom en référence à Tokiwa-sō, l'ancien appartement de Shotaro Ishinomori.

### Ohma Zi-O
Ohma Zi-O (オーマジオウ, Ōma Jiō), également connu sous le nom Roi Démoniaque (魔王, Maō), est le dictateur dirigeant la Terre lors de l'année 2068.
Sa véritable identité est un vieux Sougo Tokiwa de 68 ans. Les pouvoirs omnipotents d'Ohma Zi-O convainquent Tsukuyomi et Geiz que le seul moyen de le vaincre est d'aller au passé et de changer l'histoire en interceptant Sougo, le passé de Ohma Zi-O. Jusqu'à présent, les actions de Sougo ont semblé créer une nouvelle chronologie où le règne d'Ohma Zi-O a été empêché après sa défaite par Geiz Revive. Plus tard, il est révélé que l’avenir où Sougo deviendra Ohma Zi-O n’est que l’un des nombreux avenirs possibles pour lui et que son destin peut effectivement être changé, comme en témoigne son existence ancrée même après que les événements du jour d'Oma qui ont été modifiés lorsque Zi-O est devenu Zi-O Trinity au lieu d'Ohma Zi-O. Plus tard, il passe un contrat avec Daiki Kaito via un mur dimensionnel pour voir son alter-ego plus jeune et son ennemi, Kamen Rider Geiz, afin de féliciter Sougo d'avoir obtenu la Blade Ridewatch et de leur dire de récupérer les Ridewatches restantes, à savoir l'Agito Ridewatch, l'Hibiki Ridewatch, la Kabuto Ridewatch, la Den-O Ridewatch, la Kiva Ridewatch et la Drive Ridewatch qui permettront à Sougo de lui ouvrir la voie vers la conquête et la royauté, une fois les six pouvoirs de ces Riders restants acquis. Après que Sougo ait gagné le pouvoir de Grand Zi-O et ait battu Another Den-O, Oma Zi-O le téléporte à son emplacement en l'an 2068 pour une revanche. Au milieu de ce combat, Ohma Zi-O révèle que, parce qu'il n'a pas correctement obtenu le pouvoir de Drive, Sougo ne peut pas combattre à pleine puissance en tant que Grand Zi-O. L'existence d'Ohma Zi-O est finalement révélée être le résultat de l'influence des Quartzers sur la chronologie de Sougo. Le roi démoniaque révèle son ultime atout pour vaincre Barlckxs: il crée une Ridewatch contenant ses pouvoirs actuels et la remet à son jeune alter-ego afin de pouvoir lutter contre Barlckxs dont la mort libérera finalement Sougo de son futur en tant qu'Ohma Zi-O. En outre, Tsukuyomi et Geiz apprennent que leur avenir est une réalité alternative où Ohma Zi-O existe.
Sougo du futur utilise une variante de couleur dorée du Ziku-Driver, l' Ohma Zi-O Driver (オーマジオウドライバー, Ōma Jiō Doraibā) pour se transformer en Ohma Zi-O. Comme dans la forme de base de Zi-O, le mot « Rider » (ライダー, Raida) apparaît écrit sur la visière de Ohma Zi-O en katakana, mais de couleur rouge au lieu de magenta et son masque est rempli d'un motif comprenant les kanjis pour le mot « Roi » (王, Ō). Sa visière katakana est également modifiée pour prendre la forme d’un aigle qui peut faire référence au logo de Shocker, le premier groupe d'antagonistes de la première série Kamen Rider. À lui tout seul, Ohma Zi-O est capable de geler le temps et de détruire toute une armée de résistants en quelques secondes. Il est également en possession de Ridewatches et une seule activation suffit pour exploiter leurs pouvoirs individuels. Ohma Zi-O a également la capacité de Grand Zi-O d'invoquer des Kamen Riders de l'ère Heisei et a été capable de corrompre Kamen Rider Drive après que son alter-ego de l'an 2019 l'ait invoqué puisqu'il n'avait pas obtenu le pouvoir de Drive convenablement. Son attaque finale est Ohma Zi-O Hissatsugeki  (逢魔時王必殺撃, Ōma Jiō Hissatsugeki).
Comme Ohma Zi-O est la version future de Sougo, Ohma Zi-O sera effacé de l'existence si le Ziku-Driver de Sougo est détruit et restera effacé jusqu'à ce que Sougo en reçoive un nouveau ou encore si Sougo meurt. Il est également révélé que Ohma Zi-O n'a pas l'intention d'aller à l'encontre de son jeune soi pour cette même raison, un fait reconnu par le jeune Sougo lui-même après leur troisième et dernier combat. La capacité d'Another Zi-O II à modifier le temps est capable de nuire à l'existence d'Ohma Zi-O.
Ohma Zi-O est beaucoup plus fort que toute autre forme de Zi-O. Cependant comme Zi-OTrinity n'était pas présent dans sa chronologie et que ce Sougo n'a jamais eu d'amis contrairement à son jeune alter-ego, Ohma Zi-O de la chronologie initiale n'est pas pleinement conscient du pouvoir de cette forme et a pu être brièvement affaibli face au Sougo du présent.
Ohma Zi-O est doublé par Rikiya Koyama (小山 力也, Koyama Rikiya), mais son apparence humaine est représentée par un acteur inconnu.
"Oma" dans son nom fait référence à Ōmagatoki (逢魔時, littéralement "L'heure de la rencontre avec les mauvais esprits") dans la mythologie japonaise mais aussi du terme Maō à l'envers.

### Kamen Rider Geiz
Geiz Myoukouin (明光院 ゲイツ, Myokoin Geitsu) est un combattant de la Résistance âgé de 18 ans qui lutte contre Ohma Zi-O pendant l'année 2068. Comme la Résistance a perdu la bataille, il devient Kamen Rider Geiz (仮面ライダーゲイツ, Kamen Raida Geitsu) et voyage dans le temps avec pour but de tuer Tokiwa Sougo persuadé qu'il deviendra Ohma Zi-O dans un futur proche.
Bien qu’il soit certain d’avoir une cause juste contre Sougo, il cède après que Zi-O l’a sauvé et l’aide à vaincre Another Build, acceptant la demande de Tsukuyomi de rester avec lui et de regarder les événements se dérouler. bien qu'il se réfère toujours à Sougo sous le nom de Zi-O au lieu de son nom actuel.
Lui et Tsukuyomi deviennent des invités chez les Tokiwa pour garder un œil sur Sougo, mais s'éloignent quand il réalise qu'il est en train de devenir plus doux envers le futur roi démoniaque, conservant sa peur et ses soupçons envers lui. Cependant, après avoir vu Sougo traumatisé par sa rencontre avec Ohma Zi-O et avoir été attaqué par l'un des serviteurs d'Ohma Zi-O, Kasshin, Geiz change d'avis sur Sougo et lui montre un côté plus positif en le convainquant qu'il a encore le temps de redresser la situation et de s'empêcher de suivre la voie du mal, même si Ohma Zi-O existe à nouveau dans sa chronologie. Après que Sougo ait décidé de continuer en tant que Zi-O, Geiz a découvert qu'un autre avenir a été formé, où il avait vaincu le roi démoniaque et était considéré comme un sauveur sous le nom de "Geiz Revive". Après que Sougo a acquis la capacité de se transformer en Zi-O II et a obtenu des pouvoirs sur le temps semblables à ceux d'Ohma Zi-O, il prend la responsabilité d'avoir mis Sougo par inadvertance sur la voie de devenir Ohma Zi-O. Cependant, tout a changé quand il a cru que Tsukuyomi est morte en essayant de tuer Sougo dans son enfance, il a décidé de renouer avec son objectif initial de tuer Sougo et est devenu Geiz Revive. Malgré cela, il commença lentement à regretter cette décision, considérant vraiment que Sougo était son ami. En fin de compte, il abandonne sa vendetta pour l'aider dans son combat contre les Another Riders, après quoi il devient plus ouvert sur ses sentiments; se joignant même à Sougo pour faire une blague à Tsukuyomi en prétendant qu'ils étaient toujours résolus à mettre fin à la vie de chacun et combattre Woz noir pour avoir volé sa chambre.
Comme Sougo, Geiz utilise un Ziku-Driver avec les Ridewatches pour se transformer. Lors de la transformation en sa forme de base, le mot "Rider" (らいだー, Raidā) apparaît écrit sur la visière de Geiz avec des caractères jaunes en hiragana, tandis que les formes Armor basées sur un ancien Rider portent le nom du Rider respectif écrit de la même manière. Son arme personnelle est le Zikan Zax  (ジカンザックス, Jikan Zakkusu), qui peut passer du Yumi Mode (ゆみモード, Yumi Mōdo, Mode arc) pour exécuter l'attaque finale Kiwa Kiwa Shoot  (キワキワシュート, Kiwa Kiwa Shūto) à l'Ono Mode (おのモード, Ono Mōdo, Mode Hache) Mode pour faire le Zakkuri Cutting (ザックリカッティング, Zakkuri Kattingu). Il possède également son propre Time Mazine de couleur rouge et un Faiz Phone X. En appuyant sur sa Ridewatch et en tournant une seconde fois son Ziku-Driver, Geiz peut exécuter l'attaque finale Time Burst (タイムバースト, Taimu Bāsuto, Éclat du temps en français).
En mars 2019, il acquiert la Geiz Revive Ridewatch (ゲイツリバイブライドウォッチ, Geitsu Ribaibu Raidowotchi) après le rassemblement des 3 Miridewatches de Woz Blanc et la détermination de Geiz à devenir plus fort pour vaincre Sougo et changer l'Histoire lui permet de devenir Geiz Revive (ゲイツリバイブ, Geitsu Ribaibu), celui est supposé vaincre Ohma Zi-O dans le futur scénario alternatif. Armé de la Cleaving Carve Zikan Jaclaw (裂風削烈ジカンジャックロー, Reppū Sakuretsu Jikan Jakkurō), Kamen Rider Geiz Revive a deux formes:
- Geiz Revive Goretsu (ゲイツリバイブ剛烈, Geitsu Ribaibu Gōretsu?, "Geiz Revive Force Ardente" en français) est la forme orientée puissance qui utilise le Zikan Jaclaw en Noko Mode (のこモード, Noko Mōdo?, Mode scie) qui lui permet d'exécuter la Super Noko Setsudan (スーパーのこ切断, Sūpā Noko Setsudan?, Super Coupe de la scie).
- Geiz Revive Shippu (ゲイツリバイブ疾風, Geitsu Ribaibu Shippū?, "Geiz Revive Ouragan") est la forme orientée vitesse et qui peut voler qui utilise le Zikan Zaclaw en Tsume Mode (つめモード, Tsume Mōdo?, Mode griffe) qui lui permet d'exécuter le Super Tsume Renzan (スーパーつめ連斬, Sūpā Tsume Renzan?, Super Multi-tranche de la griffe). La vitesse de Geiz Revive Shippu rivalise avec le Clock Up des ZECT Riders de Kamen Rider Kabuto.

Ses attaques finales sont l'Ichigeki Time Burst (一撃タイムバースト, Ichigeki Taimu Bāsuto, Éclat du temps en un coup) en Revive Goretsu et l'Hyakuretsu Time Burst (百烈タイムバースト, Hyakuretsu Taimu Bāsuto, Cent Éclats du temps) en Revive Shippu.
Cependant, l'utilisation par Geiz de la GeizRevive Ridewatch met son corps à rude épreuve, car l'expansion et la contraction du temps de la Revive Ridewatch (qui donnent l'extraordinaire puissance de Geiz Revive Goretsu et l'extraordinaire vitesse de Geiz Revive Shippu) mettent à rude épreuve le corps de Geiz et l'endommager, au point qu'il s'est mis à saigner du nez et à cracher du sang, prenant le risque de mourir en l'utilisant cette Ridewatch. À partir de l'épisode 31, Geiz a poussé son corps au-delà des contraintes physiques en s’entraînant pour contrôler le pouvoir de Geiz Revive et ne souffre donc plus des effets secondaires.
La capacité d'accélération lourde des Roidmudes et d'Another Drive peut ralentir les mouvements à grande vitesse de GeizRevive Shippu, ce qui le rendant vulnérable à toute offensive ennemie du fait de sa faible puissance défensive.
Geiz Revive Goretsu et Shippu partagent un nom et des couleurs similaires aux cartes Survive Rekka et Survive Shippu Advent que les Kamen Riders Ryuki et Knight utilisent respectivement.
La Geiz Revive Ridewatch elle-même semble être un clin d'œil à la FullFull RabbitTank Bottle de Kamen Rider Build, car les deux formes sont accessibles par le même bibelot, mais les pouvoirs sont inversés (le rouge est la force et le bleu la vitesse).
Pour le futur Hyper Battle DVD Kamen Rider Bibibi no Bibiru Geiz, Geiz obtient une nouvelle forme dû à sa peur des fantômes et à une nouvelle Ridewatch, la Bibill Ridewatch: Kamen Rider Bibill Geiz (仮面ライダービビルゲイツ, Kamen Raidā Bibiru Geitsu, littéralement Kamen Rider Geiz poule mouillée),. La forme est un recyclé de la GhostArmor. La forme est un jeu de mots qui fait référence à Bills Gates.
Geiz a des connaissances en allemand et son utilisation de la BuildArmor et de son attaque finale, Vortex Time Burst, indiquent que Geiz est compétent en équation et en formules scientifiques laissant suggérer qu'il est plus intelligent qu'il y parait devant les autres.
Geiz est capable de suivre discrètement une cible ou d'arriver où cette cible apparaîtra sans préavis, ce qui confirme ses capacités de soldat de la Résistance.
Geiz Myōkōin est joué par Gaku Oshida (押田 岳, Oshida Gaku).
"Geiz" est un mot allemand qui signifie "avarice sordide". Cependant, selon Woz, Geiz signifie en réalité "roi" (王Ō) dans la série en tant que contrepartie de "Zi-O". C'est un jeu de mots sur le mot anglais "Gates" puisque dans les cultures japonaise et égyptienne antique, l'empereur du Japon (Mikado) et Pharaon ont tous deux des étymologies de noms en rapport avec les portes: "une porte relie Dieu et l'homme" ou "une porte relie l'humanité et l'avenir".

### Kamen Rider Woz
Kamen Rider Woz  (仮面ライダーウォズ, Kamen Raidā Wozu) est originellement l'alter-ego de Woz blanc, accessible par un BeyonDriver (ビヨンドライバー, Biyondoraibā) et un autre type de Ridewatches appelé MiRidewatches (ミライドウォッチ, Miraidowotchi), lui donnant accès à des formes basées sur les Kamen Riders du futurs (Shinobi, Quiz et Kikai) appelées Futurerings (フューチャーリング, Fyūchāringu). Après avoir assisté à l'ascension de Geiz sur Geiz Revive et à l'attaque subséquente de Sougo, Woz noir coopéra avec Hiryū et Heure pour voler les capacités de Kamen Rider Woz à Woz blanc dans le cadre d'une attaque mettant en scène des Another Riders. La tentative de Woz blanc de le récupérer avec son livre échoue lorsque Woz noir réussit à le lui voler par une erreur sémantique de la part de Woz blanc; permettant à Woz noir d’avoir accès à l’alter ego de son homologue.
L'arme de Kamen Rider Woz est la Zikan Despear (ジカンデスピア, Jikan Desupia), qui a trois modes: Yari Mode (ヤリモード, Yari Mōdo, "Mode Lance"), Kama Mode (カマモード, Kama Mōdo, "Mode Scythe ") et Tsue Mode (ツエモード, Tsue Mōdo, "Mode Canne").
Les attaques finales de la Zikan Despear :
- Bakuretsu de Lance (爆裂DEランス, Bakuretsu De Ransu?) en Yari Mode.
- Ichigeki Kaman  (一撃カマーン, Ichigeki Kamān?) en Kama Mode.
- Fukashigi Magic  (不可思議マジック, Fukashigi Majikku?) en Tsue Mode.

Son attaque finale accessible avec le BeyonDriver est appelée Time Explosion (タイムエクスプロージョン, Taimu Ekusupurōjon).
Son nom fait référence à Steve Wozniak, connu également sous le surnom de Woz.

#### Woz blanc
L'Autre Woz  (もう1人のウォズ, Mōhitori no Wozu) est une version alternative de Woz noir qui provient d'une autre période de temps qui a vu le jour après la décision de Sougo de rester en tant que Zi-O.
Il est surnommé Woz blanc (白ウォズ, Shiro Wozu) pour être différencié du Woz original (qui est surnommé Woz noir) par les autres personnages.
Contrairement au Woz original qui est fidèle à Ohma Zi-O, ce dernier a juré fidélité à Geiz Myoukouin qu'il qualifie de "sauveur" car il est celui qui a vaincu Ohma Zi-O dans sa chronologie. Il vénère Geiz sous le nom de "Geiz Revive" (ce qui est un foreshadowing de ce dernier pour sa forme améliorée).
Son but est d'arrêter Ohma Zi-O dans la chronologie principale aux côtés de son idole, Geiz.
Cependant, bien qu'ils partagent un objectif commun avec Geiz et Tsukuyomi, l'approche apathique et le sadisme de Woz blanc les mettent en conflit; surtout quand il est révélé qu'il veut seulement que Geiz réussisse à vaincre Ohma Zi-O et assure ainsi sa propre existence, sans se soucier de savoir si Geiz vit ou meurt dans le processus; il ne panique que lorsque Geiz met sa vie en danger avant de vaincre Zi-O parce que cela signifierait l'effacement de sa chronologie et de son existence. Woz blanc est extrêmement apathique, insensible, condescendant, amoral et disposé à faire des actes que son homologue noir ou même les Time Jackers, qui possèdent un niveau de limites morales qu’ils ne franchiraient pas, comme essayer d'assassiner Shinji Kido pour vaincre Another Ryuga après avoir appris que ce dernier était l'homologue du monde des miroirs de Kido ; prendre plaisir à menacer Heure en le mettant en danger avec un accident de voiture quand il a refusé de révéler ce qu'il sait sur Another Shinobi ; punissant deux fois Ora en la poussant violemment pour avoir protégé avec insistance Another Quiz de Geiz. Son comportement laissant Woz noir incrédule qu’il s’agit d'un alter-ego d’un futur différent. Cependant, Woz blanc semblait savoir que ses actions avaient amené Geiz, qui lui fait encore moins confiance que Woz noir, à prendre ses distances et à s'affoler chaque fois que la vie de Geiz est menacée.
Après avoir jubilé pour que Geiz renouvelle à contrecœur son vœu de tuer Sougo et devienne Geiz Revive, Woz blanc le félicite de devenir le sauveur qu'il voulait qu'il soit. Geiz réprimande cette déclaration en déclarant qu'il n'est pas son sauveur et qu'il ne veut que vaincre Zi-O et s'en va. Après cela, Woz blanc continue de dire qu'il est son sauveur, même si le salut qu'il apporte ne concernerait que quelques privilégiés et en rit. Peu de temps après, il est attaqué par des civils obligés de se battre en tant que Another Riders, Ghost et Gaim, lorsque Hiryu parvient à lui voler ses pouvoirs. Heure se présente et explique qu'ils lui ont volé ses capacités, mais Woz blanc réagit en utilisant sa tablette tactile pour rendre les pouvoirs de Kamen Rider Woz à Woz. C’est à ce moment-là que Woz noir se présente à la dernière seconde et dit que le pouvoir est bel et bien revenu à Woz puisque son plan était de voler les pouvoirs de Kamen Rider Woz de son alter-ego afin qu'il puisse transformer et lutter contre Geiz. Il finit par perdre son sang-froid lorsque Woz noir utilisa sa propre négligence et le fait qu'ils étaient tous deux la même personne contre lui afin de voler ses pouvoirs de Rider; le faisant hurler de colère, après s'être vengé d'Heure pour l'embuscade qu'il a faite avec son homologue, il décide de rejoindre les Time Jackers.
Après avoir entendu les paroles de Sougo et constaté son erreur en aidant Sworz à forcer Blade et Chalice à se battre, il accepte son destin et utilise son énergie résiduelle de Kamen Rider avec les Zi-O II et Geiz Revive Ridewatches pour créer le Zi-O Trinity Ridewatch et vaincre Another Blade. Après la défaite de l'Another Rider qu'il avait créé et comme l'histoire prend une direction très différente de sa chronologie, cette dernière est effacée causant aussi son effacement.
Même si Woz blanc a été effacé de la chronologie, Sworz a téléporté Geiz dans l’Another World et a invoqué une version alternative de Woz blanc. Bien qu'il semble que comme les autres Dark Riders, ce Woz blanc ait l'air de servir Another Decade, il a aidé Sougo et ses amis à sauver Geiz. Il est tué par une lame d'énergie de Sworz avant son effacement de la chronologie qui l'aurait aussi tué.
Jusqu'au mois de mars 2019, il avait la capacité de se transformer en Kamen Rider Woz  (仮面ライダーウォズ, Kamen Raidā Wozu) en utilisant un BeyonDriver (ビヨンドライバー, Biyondoraibā) et un autre type de Ridewatches appelé MiRidewatches qui lui permettait d'accéder aux formes basées sur les Kamen Riders du futur, tel que Kamen Rider Shinobi.
La version de l'Another World peut se transformer en Kamen Rider Woz avec un autre BeyonDriver.
Il possède son propre Time Mazine, qui peut voyager dans différentes chronologies alternatives.
Via sa tablette tactile, Woz blanc peut manipuler le temps qui lui est imparti pour modifier les résultats de certains événements en sa faveur juste en l'écrivant. Cette capacité est si puissante qu'elle peut annuler les capacités de blocage du temps des Time Jackers.
Tout comme le Woz original, il est aussi joué par Keisuke Watanabe (渡邊 圭祐, Watanabe Keisuke).

#### Woz noir
Le mystérieux prophète Woz (謎の予言者ウォズ, Nazo no Yogen-sha Wozu) est un partisan zélé d'Ohma Zi-O de l'an 2068 qui voyage dans le temps jusqu'en 2018 et assiste Sougo Tokiwa afin de l'aider à devenir Ohma Zi-O.
Au début et à la fin des épisodes, Woz joue le rôle de narrateur et interagit avec les téléspectateurs pour raconter les aventures de Sougo.
Avec l'arrivée d'un autre Woz venu d'une chronologie différente, pour être différencié de son alter-ego, les personnages le surnomment le Woz noir (黑ウォズ, Kuro Wozu).
A chaque fois que Sougo gagne un nouveau pouvoir d'un ancien Kamen Rider puis l'utilise pour la première fois, il proclame et annonce cela: « Réjouissez-vous! Celui qui héritera de tous les pouvoirs des Kamen Riders, le roi du temps qui régnera sur le passé et le futur. Et il s'appelle Kamen Rider Zi-O (Indiquez le nom du Kamen Rider du passé ici) Armor! » (祝え！全ライダーの力を受け継ぎ、時空を超え過去と未来をしろしめす時の王者。その名も仮面ライダージオウ(...)アーマー, Iwae! Zen raidā no chikara o uketsugi jikū o koe kako to mirai o shiroshimesu toki no ōja sono na mo Kamen Raidā Jiō (...) āmā). Woz noir est heureux quand Sougo veut l'entendre prononcer son discours.
Woz noir soutient fièrement Sougo en tant qu'identité d'Ohma Zi-O, l'assistant autant qu'il le peut, mais ses motivations sont inconnues. Il ira également très loin pour protéger Sougo, comme il l’a démontré lorsqu’il a attaqué Another Fourze qui allait tuer Zi-O et qui l’empêchait d'utiliser la Fourze Armor.
Bien que Geiz et Tsukuyomi se méfient beaucoup de sa présence, cela montre également que Woz noir tente de manipuler Sougo pour qu'il devienne Ohma Zi-O, montrant même des signes de scepticisme quant à l'intention du garçon de changer son destin. Woz manifeste également un fort dégoût pour d'autres personnes que son maître qui se proclament rois pour abuser de son pouvoir, comme dans le cas de Kuroto Dan qui a utilisé ses pouvoirs d'Another OOO pour déclarer la guerre au monde.
Woz noir a montré qu'il ferait n'importe quoi pour s'assurer que Sougo reste sur la voie de devenir Ohma Zi-O. Après avoir pensé que Sougo s'était trop éloigné de ce chemin, Woz était plus que disposé à faire équipe avec les Time Jackers afin de le ramener sur ce chemin. Cela devient plus évident lorsque le Woz blanc apparaît, Woz Noir commence à voir que son homologue alternatif a commencé à utiliser Geiz comme une menace directe pour Ohma Zi-O et commence à encourager Sougo à le vaincre, au point qu'il rompt avec son calme habituel. Il est également choqué par les traits négatifs de son homologue blanc bien qu'il ne soit pas meilleur lui-même, principalement en raison de la dureté et de la volonté de l'autre Woz de commettre des actes odieux que même Woz noir ne commettrait pas, ce qui a rapidement suscité une profonde aversion pour lui et a refusé de traiter personnellement avec lui à moins que ce ne soit pour se vanter de son homologue chaque fois que Sougo acquiert un nouveau pouvoir.
Pendant le mois de mars 2019, Woz noir est devenu le second Kamen Rider Woz, en volant la Miridewatch de Woz blanc avec l'aide d'Heure et d'Hiryu dans l'objectif de protéger Zi-O de Geiz Revive et de forcer personnellement Geiz à épuiser sa forme de Revive, quel que soit le résultat du combat. Une fois que Sougo et Geiz ont réglé leurs différends, Woz noir décide de faire la paix avec Geiz et s'installe dans la maison des Tokiwa, mais il agace ensuite Geiz en révélant qu'il avait repris la chambre d'origine de Geiz.
Lors du mois de mai 2019, Woz noir vole la Ginga Miridewatch à Sworz et obtient sa forme finale Kamen Rider Woz Ginga Finaly (仮面ライダーウォズギンガファイナリー, Kamen Raidā Wozu Ginga Fainarī).
Woz est semblable à Ankh de Kamen Rider OOO en ce sens qu’ils étaient à la fois fidèles à un tyran (Ohma Zi-O et le premier OOO) et bienfaiteurs des protagonistes (Sougo Tokiwa et Eiji Hino), tout en manipulant lesdits protagonistes pour atteindre leurs objectifs et même en changeant de camp allant dans celui des antagonistes - Ankh trahit Eiji quand il retrouva sa forme complète, alors que Woz se rangea secrètement aux côtés des Time Jackers quand il en eut marre que Sougo agisse contre son gré, mais ce ne sera que pour un temps jusqu'à ce que Sougo choisisse de continuer à devenir Zi-O.
Il dispose d'une force surhumaine, peut voler et libérer une attaque énergétique. Son écharpe est extensible.
Il est toujours en compagnie de son livre intitulé Ohma Kourin Reki (逢魔降臨暦, Ōma Kōrin Reki, Calendrier de l'avènement du Roi Démoniaque en français).
Le fait qu'il devient le second Kamen Rider Woz ressemble beaucoup à Mitsuzane Kureshima de Kamen Rider Gaim quand il a pris le Genesis Driver de son frère aîné, Takatora, pour devenir Kamen Rider Zangetsu Shin.
Il est joué par Keisuke Watanabe (渡邊 圭祐, Watanabe Keisuke).

### Kamen Rider Shinobi
Rentarō Kagura (神蔵 蓮太郎, Kagura Rentarō) est un ninja de 2022 qui peut se transformer en Kamen Rider Shinobi (仮面ライダーシノビ, Kamen Raidā Shinobi).
Comme Shinobi, il est capable d'utiliser des attaques basées sur les 5 éléments (bois, feu, terre, métal et eau). Pour se transformer, il utilise le Shinobi Driver (シノビドライバー, Shinobi Doraibā), un Mirai Driver, en conjonction avec le Menkyo Kaiden Plate (メンキョカイデンプレート, Menkyo Kaiden Purēto), qui ressemble à un shuriken. Il utilise un ninjato comme arme principale, ce qui lui permet d’attaquer ses ennemis avec plus de précision.
Dans la chronologie d'Ohma Zi-O, Rentarō était autrefois un homme ordinaire qui aimait protéger les plus faibles et démunis, mais menait une vie troublée, car il était également faible et il voulait se venger de ceux qui harcelaient des faibles comme lui. En janvier 2019, il est transformé en Another Shinobi (アナザーシノビ, Anazā Shinobi) par Heure, ce qui lui confère les mêmes capacités que son homologue de la chronologie de Geiz Revive.
Rentarō Kagura est incarné par Hideya Tawada (多和田 任益, Tawada Hideya),qui avait déjà joué un autre ninja super-héroïque de tokusatsu, Kinji Takigawa (滝川 欣士, Takigawa Kinji) alias Star Ninger (スターニンジャー, Sutā Ninjā) dans Shuriken Sentai Ninninger.

### Kamen Rider Quiz
Mondo Douan (堂安 主水, Douan Mondo) est un mystérieux génie passionné d'énigmes extrêmement fier de l'an 2040 qui peut se transformer en Kamen Rider Quiz (仮面ライダークイズ, Kamen Raidā Kuizu), un Kamen Rider bleu et rouge ayant des compétences liées à l'intelligence.
Il utilise la carte Quiz Topper (クイズトッパー, Kuizu Toppā) qu'il insère dans le Quiz Driver (クイズドライバー, Kuizu Doraibā) pour se transformer en Quiz. Son attaque finale est le Final Quiz Flash (ファイナルクイズフラッシュ, Fainaru Kuizu Furasshu).
Ce dernier sait non seulement répondre aux jeux de Quiz, mais aussi obliger ses adversaires à prendre part à ses énigmes. En combat, il pose à ses ennemis des questions qui peuvent déterminer l'issue de la bataille en fonction de la manière dont ils répondent.
Il apparaît en 2019 pour retrouver son père disparu, qui a été transformé en Another Quiz il y a 21 ans. En effet, il cache sous sa bravade, la souffrance d'avoir été abandonné par son père, ce qui explique pourquoi il est venu en 2019 pour demander à Tamotsu s'il aimait vraiment sa famille.
Contrairement aux autres Kamen Riders, dont les pouvoirs disparaissent lorsque les Time Jackers créent un Another Rider, Mondo peut toujours utiliser ses pouvoirs en tant que Kamen Rider Quiz, et ce même en dépit de la création d'un Another Quiz.
Les symboles "O" et "X" sur le costume de Kamen Rider Quiz ne servent pas uniquement à la décoration. Le "O" rouge représente "vrai", tandis que le "X" bleu représente "faux" dans les questions qu'il pose pour ses attaques.
Mondo Douan est interprété par Katsuhiro Suzuki, qui a précédemment interprété le rôle d'Hiromu Sakurada alias Red Buster dans la série Tokumei Sentai Go-Busters.
Le nom de Mondo Douan est l'homophone du mot japonais pour questions et réponses (問答, Mondō) et solution (答案, Tōan).
Les thèmes et motifs de Quiz rappellent un super-vilain de l'univers de DC Comics: l'Homme-Mystère.

### Kamen Rider Kikai
Rento Makina  (真紀那 レント, Makina Rento) est un androïde qui vit en 2121 dans un monde où la quasi-totalité de la population mondiale a été transformée en machines.
Rento se bat pour la survie des derniers humains qui peuplent encore la Terre en se transformant en Kamen Rider Kikai (仮面ライダーキカイ, Kamen Raidā Kikai) avec le Kikai Driver (キカイドライバー, Kikai Doraibā) en conjonction avec une paire de petits outils en or, en les combinant pour former une croix avant de faire apparaître les outils combinés sur le Driver.
Comme il manque généralement d’énergie après chaque combat, Rento utilise un satellite qui stocke l’énergie solaire et lui envoie un faisceau pour le reconstituer.
Ses attaques finales sont Kikai de Hakaider (キカイデハカイダー, Kikai De Hakaidā), Ultimetal Finish  (アルティメタルフィニッシュ, Arutimetaru Finisshu), et Full Metal the End  (フルメタル・ジ・エンド, Furu Metaru Ji Endo).
Tandis que des androïdes appelés Humanoise  (ヒューマノイズ, Hyūmanoizu) mettent l'humanité au bord de l'extinction, Rento défend les humains restants et rencontre Sougo dans son rêve jusqu'à ce qu'un étrange programme a piraté le faisceau du satellite de son Rider System, passant du bleu au rouge et lave le cerveau du robot. Le monde de Makina a été créée par la capacité innée de Sougo à créer un nouvel avenir grâce à sa force croissante en tant que Zi-O, Rento étant inspiré du jouet robot de Sougo, qui était l'unique "compagnon" de Zi-O pendant son enfance car il était isolé des autres enfants qui ridiculisaient son rêve de roi. Rento est un Humanoise qui a changé de camp pour défendre un groupe d’enfants sous son aile et a rencontré Sougo en l'an 2121. Lors de la recharge, son satellite a été piraté, reprogrammant Rento à son état initial jusqu'à ce que Zi-O II le rende inactif pour sauver les enfants. En utilisant un mot de passe fourni par les enfants, Will Be the BFF, Sougo a rétabli la programmation de Rento et obtient la gratitude de l’androïde avant qu'ils ne se séparent.
L'histoire de Kikai, qui met en scène un avenir sombre où les humains sont attaqués par des machines, est très similaire à la franchise Terminator et à Power Rangers : RPM.
La conception de Kamen Rider Kikai est très similaire à celle de Kamen Rider Grease de Kamen Rider Build car ils sont tous les deux des Kamen Riders avec le thème du robot avec pour couleur principale du costume l'or et les yeux de couleur rouge.
De plus, Kikai peut manipuler la glace comme la forme Blizzard de Grease.
Makina (マキナ, Makina) est un jeu de mots sur le mot "machina" qui signifie "machine" en anglais.
Kikai signifie "machine" en japonais, ce qui fait allusion au fait que Rento n'est pas humain. Cela ressemble à un des rôles précédents d'Irie en tant que Kikaider, car Kikaider n'est pas du tout un être humain.
Rento Makina est interprété par Jingi Irie, qui a précédemment joué les rôles de Jiro/Kikaider dans le film Kikaider de 2014 et de Zamigo Delma de Kaitou Sentai Lupinranger VS Keisatsu Sentai Patranger.

### Kamen Rider Hattari
Isamichi Konjō (今生 勇道, Konjō Isamichi) est le PDG de la Konjō Company (今生カンパニー, Konjō Kanpanī) et le rival de Kentaro. Il peut se transformer en Kamen Rider Hattari (仮面ライダーハッタリ, Kamen Raidā Hattari) avec un Mirai Driver, nommé Hattari Driver (ハッタリ ドライバー, Hattari Doraibā).
Il a le béguin pour Iroha Kagura, mais après avoir appris qu'elle n'a des yeux que pour Shinobi, il décide de le vaincre afin de gagner son amour. Lorsque la société Konjō a organisé un tournoi, Isamichi a sabotée les épreuves d'Iroha en raison de l'interdiction de déclarée par la société mais plus tard, fait équipe avec Shinobi quand le Serpent Arc-en-ciel l'a ciblée.
Comme Shinobi, il peut utiliser des attaques élémentaires et se bat avec un ninjatō avec en plus, la possibilité d'appeler des ninjas pour l'aider.
Le nom Hattari (はったり) signifie "Bluff" s'il est écrit en hiragana. Isamichi Konjō est interprété par Takuma Zaiki (財木 琢磨, Zaiki Takuma).

### Kamen Rider Ginga
Kamen Rider Ginga (仮面ライダーギンガ, Kamen Raidā Ginga) est un Kamen Rider intergalactique qui peut se transformer avec un Ginga Driver (ギンガドライバー, Ginga Doraibā). Il a atterri sur Terre en 2019 en raison d'une distorsion spatio-temporelle à travers une météorite. Kamen Rider Ginga émerge et attaque tout le monde, y compris les Time Jackers et même Another Kiva. Ce Kamen Rider extraterrestre s'est mis à la conquête de l'univers grâce à ses pouvoirs insondables qui surpassent la puissance de Zi-O Trinity et que les Time Jackers ont reconnu comme qu'ils font de lui un être extrêmement dangereux. Les Kamen Riders Zi-O, Geiz et Woz se sont alliés temporairement avec Another Kiva pour ramener Ginga dans son époque. Il y est renvoyé par un triple Rider Kick de Zi-O II, de Geiz Revive et de Woz. Ses pouvoirs ont été copiés par Sworz et converties en Ginga Miridewatch, qui a été volé par Woz noir.
Ginga a la capacité de manipuler de l'énergie qu'il peut utiliser pour créer des explosions d'énergie suffisamment puissantes pour faire sauter des montagnes et causer des dégâts considérables, et qu'il peut également utiliser pour créer des champs de forces suffisamment puissants pour bloquer les attaques de Zi-O Trinity.
Quand certaines conditions météorologiques telles que les nuages sombres le prive de la lumière du soleil, Ginga s’enfermera dans la pierre, ce qui laisse des ouvertures à des attaques de ces ennemis.
Converti en kanji, le nom Ginga signifie "galaxie" (銀河, Ginga) en japonais.
Kamen Rider Ginga est doublé par Tomokazu Sugita (杉田 智和, Sugita Tomokazu), qui a aussi doublé Ultraman Ginga mais aussi des personnages de Kamen Rider, les Kiva-Bats de Kamen Rider Kiva et Demushu de Kamen Rider Gaim.

### Kamen Rider Barlckxs
Voir Leader des Quartzers

### Kamen Rider Zonjis
Voir Kagen

### Kamen Rider Zamonas
Voir Jogen

### Kamen Rider Tsukuyomi
Voir Tsukuyomi

## Kujigojidō
Kujigojidō (クジゴジ堂, Kujigoji do, "De neuf heures du matin à cinq heures de l'après-midi" en français) est un magasin d'horlogerie appartenant à Junichirō Tokiwa, où il vit avec son neveu Sougo.

### Tsukuyomi
Tsukuyomi  (ツクヨミ), de son vrai nom Alpina (アルピナ, Arupina) est l'héritière d'une famille royale d'une autre époque et la sœur cadette de Sworz, qui a utilisé son pouvoir pour effacer ses souvenirs et l'abandonner dans la chronologie d'Ohma Zi-O où elle s'est retrouvée dans la Résistance qui lui a donné un nouveau nom. Elle guide Sougo Tokiwa pour devenir Kamen Rider Zi-O. Tsukuyomi est une personne sensée, mais est au moins plus amicale que Geiz puisqu'elle tente à plusieurs reprises de convaincre Sougo de ne pas se transformer en Zi-O pour l'avenir, même en le sauvant volontiers de Geiz lorsque celui-ci tente de tuer. lui. Tsukuyomi s'est également montrée très observatrice lorsqu'elle a analysé en détail la biographie et les actions de Sougo pour déterminer s'il est vraiment le Ohma Zi-O ou non. Elle commence à se demander s'il était vraiment le futur tyran après en avoir appris plus sur lui, incapable de croire que quelqu'un qui était prêt à risquer sa propre santé pour un étranger deviendrait un tyran à l'avenir, et convainc Geiz d'épargner Sougo pour le moment et de devenir des invités chez Sougo pour le surveiller.
Néanmoins, l’apparition de Woz blanc et les nouveaux pouvoirs de la Zi-O II Ridewatch qui ressemblent à ceux d'Ohma Zi-O, elle a perdu confiance en lui et remonte le temps pour tenter de tuer un jeune Sougo de l'an 2009, seulement pour découvrir la vérité: le Time Jacker Sworz est responsable de la manipulation de chaque événement survenu, notamment du fait que Sougo devienne Zi-O. Malgré sa peur de Sougo, elle tente de protéger le Sougo de 9 ans, enlevé par Sworz mais un tir du Faizphone X de Tsukuyomi fut dévié par celui-ci; ce qui provoqua par inadvertance l'accident de bus qui a coûté la vie à tous ses passagers, y compris Sougo et Hiryu.
Elle a été sauvée par Tsukasa Kadoya, qui lui a ensuite montré comment Sworz avait manipulé les événements dans le passé en kidnappant plusieurs enfants nés en 2000 (dont Sougo et Hiryu), tous susceptibles de devenir Zi-O. Elle prend conscience de l'erreur de son comportement après avoir appris de Tsukasa que Sougo devenant Ohma Zi-O n'est qu'un futur possible et décide de revenir avec Geiz chez les Tokiwa.
En avril 2019, lorsqu'un Another Agito l'a attaqué, elle découvre qu'elle peut arrêter le temps comme les Time Jackers. On sait également que ses pouvoirs sont plus forts que ceux de Sworz et elle est capable de les récupérer, comme en témoignent ses tentatives pour le récupérer après que son frère les lui a volés.
Bien que n'étant pas une Kamen Rider à la base, elle utilise un Faizphone X pour se défendre et communiquer avec Geiz et Sougo à travers le temps.
Après la mort de Chase des mains d’Another Decade, elle utilise sa propre Ridewatch et gagne un Ziku-Driver de la part de Woz noir lui permettant de se transformer en Kamen Rider Tsukuyomi (仮面ライダーツクヨミ, Kamen Raidā Tsukuyomi).
Son Time Mazine est personnalisé avec le Katakana pour "robot" (ロボ) gravé sur le torse avant de le donner à Sougo dans l’espoir de l’aider à voyager dans le temps.
Tsukuyomi n'est pas son vrai prénom, c'est un pseudonyme. Elle a perdu la mémoire et recouvrera la vérité au cours de la série.
Son pseudonyme vient du dieu de la lune et de la nuit Tsukuyomi, de la religion shintoïste et des mythes japonais.
Tsukuyomi est interprétée par Shieri Ohata (大幡 しえり, Ōhata Shieri).

### Junichirō Tokiwa
Junichirō Tokiwa  (常磐 順一郎, Tokiwa Jun'ichirō) est le propriétaire du Kujigojidō et le grand-oncle de Sougo. Bien que son magasin soit spécialisé dans les horloges, il n'a presque plus reçu de clients pour la réparation d'horloges et travaille généralement à la réparation d'autres vieux appareils pour joindre les deux bouts.
Bien qu'il ne considère pas l'idée de Sougo d'être un roi comme très bonne pour son avenir, il est heureux que Sougo ait Geiz et Tsukuyomi comme amis, c'est donc lui qui encourage Sougo à les rechercher pour qu'il se sente mieux plutôt que de le voir déprimé.
Il découvre l'identité de Sougo dans l'épisode 48.
Junichirō a également un bon niveau en cuisine ayant réussi à impressionner un professionnel comme Shouichi Tsugami.
Junichirō Tokiwa est joué par Katsuhisa Namase (生瀬 勝久, Namase Katsuhisa).

## Les partisans d'Ohma Zi-O

### Woz
Voir Woz noir.

### Kasshin
Kasshin (カッシーン, Kasshīn) est un guerrier en armure noire et doré et un fidèle serviteur robotique d'Ohma Zi-O. Il voyage dans le temps de 2068 à 2018 pour éliminer Geiz et Tsukuyomi.
Après que Sougo ai fait détruire son Ziku-Driver par Geiz, Kasshin a été rendu inutilisable jusqu'à que Sworz ne l’ait reprogrammé pour tuer le jeune garçon bien qu’il ne soit plus une menace pour les Time Jackers. Après avoir retrouvé la possibilité de se transformer, Zi-O se scinde avec la Decade Armor Ex-Aid Form L et Ex-Aid Form R ; ce dernier a détruit Kasshin avec le Heisaber pendant que son autre moitié et Geiz affrontaient les Time Jackers dans leurs Time Mazines.
Son arme principale est un trident et il utilise ses membres mécaniques pour lancer des rayons d'énergie.
On peut remarquer qu'il porte le Katakana pour "Kamen" (カメン, littéralement "Masqué") sur son front, qui montre son appartenance à Ohma Zi-O.
Son nom signifie "vassal" en japonais. Kasshin est exprimé par Kenjiro Tsuda (津田 健次郎, Tsuda Kenjirō).

## Time Jackers
Les Time Jackers  (タイムジャッカー, Taimu Jakkā) sont un groupe d'individus du futur qui s'opposent à Oma Zi-O. Cependant, contrairement à la Résistance, ils cherchent à le remplacer par leur propre roi. Ils changent l’histoire en créant des monstres appelés Another Riders, qui prennent la forme de divers Heisei Riders.

### Sworz
Sworz (スウォルツ, Suworutsu) est le chef des Time Jackers et le frère aîné de Tsukuyomi. C'est le Time Jacker le plus grand et le plus ancien, alors que ses subordonnés sont beaucoup plus jeunes qu'ils traitent comme inférieurs, notamment Heure qu'il considère être un simple enfant et qu'il nargue avec du chocolat.
Des trois, il est le plus froid, calculateur et cruel. Il est uniquement motivé par la création du nouveau roi qui remplacera Oma Zi-O à l'avenir et crée un Another Rider en le forçant. Il voit les hôtes des Another Riders comme de simples cobayes.
Il se révèle également cruel, sans cœur et perfide contre ses propres alliés, au point de trahir et de voler les pouvoirs d'Heure et d'Ora, faisant en sorte que les Another Riders les poursuivent pour les tuer.
Sa capacité à geler le temps est plus puissante que les deux, à un point tel que cela les oppose même. Sworz a également la capacité de laver le cerveau et de contrôler l’esprit de toute personne qu'il touche à la tête comme quand il a ordonné à Kasshin de tuer Sougo Tokiwa. Il peut se téléporter et également voyager à travers des chronologies alternatives, ce qui est normalement impossible même pour les Time Mazines. Sworz peut également conférer une forme plus faible de manipulation du temps à d'autres personnes, comme les Time Jackers et Daiki Kaito, et reprendre ce pouvoir à son aise.
Malgré ses avantages, sa cruauté est aussi sa faiblesse, car sa mission aurait été réussie après que Sougo avait renoncé à continuer à être Zi-O et n'était plus une menace. Cependant, en reprogrammant Kasshin pour tuer Sougo, Sworz a fait en sorte que ce dernier retrouve ses pouvoirs et sa résolution, refusant ainsi une victoire facile. Il a aussi perdu la confiance d'Heure en lui lorsqu'il l'a forcé à devenir l'hôte d'Another Kikai.
Il est ensuite révélé que Sworz avait tout planifié, manipulant tous les événements de la série, notamment en incitant Sougo à rêver de devenir un roi pour sauver le monde et à attirer subtilement Tsukuyomi dans le passé en changeant involontairement le passé en retenant Sougo enfant en otage.
Sworz a également manipulé Hiryū pour devenir Another Zi-O II pour capturer Tsukuyomi et prendre ses pouvoirs ainsi que ceux de Tsukasa. Il dissout également les Time Jackers, reprend les pouvoirs d'Ora et abandonne Hiryū après sa défaite pour commencer la phase finale et devenir roi.
Après avoir absorbé les pouvoirs de Tsukasa Kadoya, il devient Another Decade, un Another Rider dérivé de Kamen Rider Decade. Capable de manipuler des murs dimensionnels comme Tsukasa, Kaito ou encore Narutaki, Another Decade peut faire entrer des gens dans des dimensions. Another Decade possède une dimension de poche appelée Another World (アナザーワールド, Anazā Wārudo), qui est habitée par des versions alternatives d'anciens Dark Riders qui sont loyaux à Sworz.
Combattant Tsukasa et Kaito après que le destructeur des mondes ait retrouvé ses pouvoirs, Sworz décide de s'en prendre à Tsukuyomi, refusant de la laisser sauver sa chronologie. Sworz a atteint sa fin lorsque Sougo devient Oma Zi-O, après avoir été mortellement blessé par Tsukuyomi, qu'il a rapidement assassiné avant que Sougo furieux ne le détruise avec un seul Rider Kick. Les dommages causés par Sworz sont ensuite annulés lorsque Sougo sacrifie le pouvoir de Oma Zi-O. Dans la nouvelle chronologie, Sworz est un professeur.
Le design démoniaque d'Another Decade fait référence au fait que Tsukasa soit qualifié de "diable" par la distribution de Kamen Rider Decade à plusieurs reprises.
Sworz est interprété par Kentarou Kanesaki (兼崎 健太郎, Kanesaki Kentarō).

### Heure
Heure (ウール, Ūru) est le plus jeune de tous les Time Jackers et il est un peu enfantin. Sous ces airs enfantins, il cache un individu impitoyable qui admire les souffrances des autres mais pas autant que Sworz. Possédant une personnalité arrogante tout en développant un léger intérêt pour la décision de Sougo d'essayer de changer son destin, Heure devient rapidement mécontent lorsque les choses ne se passent pas comme prévu, le poussant à agir de manière plus impitoyable pour assurer que tout se passe comme prévu.
Malgré cela, il a également montré de la panique et de la peur lorsque le Woz blanc voulait le faire heurter par une voiture.
Lorsqu'ils forment des contrats avec les futurs Another Riders, il manipule ses cibles en leur faisant payer quelque chose qui les oblige à lui rendre des faveurs telles que sauver leur vie.
Heure ne s'entend pas bien avec Sworz, qui le regarde de haut et le voit comme un simple enfant.
Lorsque Sworz a trouvé Another Kikai, Sougo a averti trop tard Heure pour l'éviter d'être transformé en hôte de l'Another Rider parasite par son propre camarade. Il a survécu après que Kamen Rider Woz Futurering Kikai, ait détruit l'Another Rider. Cependant, contrarié que ses camarades Time Jackers l'aient utilisé à son insu, il s'est méfié de leurs intentions, ce qui l'a rendu plus disposé à coopérer avec Woz noir, même si ses actes avantagent Sougo.
Malheureusement pour lui, Sworz l'a utilisé lui et Ora pour l'aider à devenir roi et les considère maintenant comme des obstacles sur son chemin pour devenir roi, au point de les trahir, de voler les pouvoirs d'Ora et de les faire traquer par des Another Riders pour les tuer et reprendre ses pouvoirs.
Heure s'échappe avec Ora, impuissants, contraint d'accepter la protection de leur ex-ennemi, Sougo Tokiwa mais il finit par être trahi et tué par Ora.
Malgré le fait qu'il est un être humain, Heure possède des pouvoirs surhumains comme le gel du temps, la télékinésie et utilise un Time Mazine ayant des airs de ressemblance avec Captain Ghost de Kamen Rider Ghost.
Heure est incarné par Rihito Itagaki (板垣 李光人, Itagaki Rihito).

### Ora
Ora  (オーラ, Ōra) est le membre le plus décontracté de Time Jackers. Cependant, elle s'est se montrer persuasive dans la création des Another Riders en persuadant sa cible, ce qui est facile à réaliser grâce à son comportement apparemment doux et au fait que ses cibles sont souvent dans un état de détresse émotionnelle.
Cependant, sa patience et ses intentions maléfiques ont aussi ses limites, comme elle l’a montré lorsqu'elle a eu une dispute avec Heure et lorsque Sworz s’en est pris aux deux. Néanmoins, elle est capable de manipuler les autres et à leur faire croire qu'elle regrette ses propres actions passées.
Quand Sworz a volontairement transformé Heure en hôte d'Another Kikai et que sa source ait été trouvée, elle conspira avec Sworz pour obtenir l'Another Watch en manipulant les Riders, faisant croire qu'elle voulait sauver son camarade Heure et faire semblant de faire une alliance temporaire avec les Kamen Riders pour le sauver même si cela devait détruire l'Another Rider mais son plan fut déjoué par Zi-O II qui a utilisé son pouvoir de remonter le temps. Quand Heure a été vaincue, elle n'a montré aucune compassion pour lui et a simplement exprimé son dédain pour l'échec de son plan.
Elle n'a aucune tolérance à l'insubordination, car il a été démontré que sa personnalité calme et décontractée peut vite changer si la personne qu'elle change en Another Rider refuse de faire d'obéir aux Time Jackers, ce qui est démontré lorsqu'elle confronte Yuko Kitajima qu'elle avait changé en Another Kiva lorsque ce dernier la défia. Elle est aussi plutôt inquiète pour sa beauté, car après que Yuko l'ait égratignée avec une couverture de plaque d'égout, le dédain d'Ora se transforme en haine pure qui la pousse à tuer Yuko en 2015 par dépit.
Déçu par Sworz après qu'il a révélé ses véritables objectifs et l'a rendue impuissante, Ora accepte immédiatement la protection de Sougo et Geiz malgré le refus initial d'Heure. En apprenant qu'ils sont traqués par le Paradox Roidmude, qui a repris son apparence, Ora tue Heure sans regret expliquant qu'elle n'échappera jamais aux machinations de Sworz et qu'elle sera celle qui survivra.
Cependant, tout cela était un plan pour découvrir le véritable plan de Sworz et le tuer elle-même, mais cela se retourna contre elle et conduisit finalement à sa mort.
Ora semble ne pas posséder les compétences de la vie comme la cuisine car quand elle se retrouve face à cette difficulté, elle commence à bouder et à s’interroger sur le lieu où se trouve Heure.
Comme Heure et Sworz, elle est également capable de geler et de manipuler le flux de temps. De l'épisode 43 à 46, elle n’avait plus ces pouvoirs après que Sworz l’a enlevé de force. Ayant tué Heure, Sworz le lui redonna.
Ora peut produire un bouclier d'énergie et une lame d'énergie suffisant pour tuer un être humain. Elle possède également des pouvoirs psychiques.
Ora utilise un Time Mazine qui ressemble au Castle Doran de Kamen Rider Kiva.
Le nom d'Ora vient de "ora", qui signifie "heure / maintenant" en italien, et / ou de "hora", qui est "heure" en espagnol et en portugais. Cela peut également provenir du mot "oracle", ce qui correspond à son habitude de dire à ses cibles les mauvaises choses qui arriveront si elles ne le font pas un contrat avec elle.
Ora est interprétée par Ayaka Konno (紺野 彩夏, Kon'no Ayaka).

### Tid
Voir Tid.

## Another Riders
Un Another Rider (アナザーライダー, Anazā Raidā) ou Kaijin Rider (怪人ライダー, Kaijin Raidā) est un monstre Kamen Rider dont les pouvoirs sont basées sur un Kamen Rider du passé et qui a été créé par les Time Jackers. Chaque Another Rider est créé lorsqu'un Time Jacker utilise un Anotherwatch (アナザーウォッチ, Anazāwotchi) sur une personne, les transformant en une version corrompue d'un Kamen Rider. Il est démontré qu'en créant les "Another Riders", les Time Jackers provoquent le "remplacement" des Riders d'origine et de leurs monstres contemporains de l'époque. Cela crée des paradoxes qui modifient en permanence la chronologie et font perdre la mémoire aux Riders originaux. Pour remédier à cela, le voyage dans le temps de Sougo crée ses propres paradoxes qui le poussent à s'injecter dans leur passé, ce qui permet aux anciens Riders de retrouver des souvenirs lorsqu'ils le rencontrent au présent et les Ridewatches en sont ainsi créés; bien que lesdits Riders soient absents de l'histoire. Les seuls moyens de détruire définitivement un Another Rider sont de permettre à Zi-O, Geiz de le vaincre à l'aide d'une Ridewatch ou à Kamen Rider Woz avec une Miridewatch correspondant au même Rider sur lequel il était basé. Zi-O a réussi à contourner cette règle après être devenu Zi-O II et Zi-O Trinity, ayant réussi à vaincre Another Ryuga et deux Anothers Riders de l'armée d'Another Riders d'Hiryu en tant que Zi-O II et Another Blade, Another Agito et Another Hibiki en tant que Zi-O Trinity. Si l'Another Rider a été créé dans le présent et non au cours de la première année de son alter-ego héroïque, il n’effacera pas l’existence de l’original, à condition que les manifestations antérieures soient nées l’année de ses débuts. Depuis Another Zi-O (à l'exception d'Another Ryuki), les Another Riders naissent en 2019 et non lors des années des débuts des Riders originaux.

### Faiblesses
- Pouvoir d'un Rider correspondant: Un Another Rider peut être blessé et tué par le Kamen Rider dont il est issu. Bien que leur présence fasse bientôt disparaître l’histoire de Kamen Rider (même si cela ne semble pas s’appliquer à certains Riders), leur pouvoir peut être préservé et reproduit par le biais du Ridewatch manipulé par Zi-O ou Geiz sous la forme d'une Rider Armor (ou une Miridewatch utilisé par Woz sous la forme d'un Futurering si c'est un Another Rider du futur). Une fois qu'un Another Rider est vaincu par la Rider Armor correspondante, ils sont définitivement neutralisés quand leur Anotherwatch est détruite. La même règle est appliquée aux autres méthodes de réplication du pouvoir d'un Kamen Rider comme avec les Rider Cards de Decade.
  - Cette faiblesse peut être corrigée en ayant plusieurs pouvoirs en soi. Tant que le premier pouvoir n’est pas neutralisé, un Another Rider continuera à ressusciter même s’il est détruit par le Kamen Rider correspondant. En outre, le Kamen Rider original peut ne pas vaincre complètement l'Another Rider s'il ne se bat pas assez sérieux.
- Déclin de puissance: La durée de vie d'un Another Rider est limitée et finira par disparaître. Une utilisation abusive de leur pouvoir accélérerait ce processus, comme on le voit lorsque le pouvoir d'Another Faiz qui a commencé à s'estomper après sept ans[26]. Leur durée de vie peut être prolongée en prenant une nouveau Another Riderwatch et en obtenant un nouveau forme d'Another Rider si la Ridewatch est différente.
- Kamen Rider Zi-O II: En raison du pouvoir de Zi-O II de transcender à la fois l'espace et le temps, ses pouvoirs sont capables de vaincre n'importe quel Another Rider sans la Ridewatch requise pour le vaincre, quel que soit le moment ou l'endroit originaire. Cette méthode ne fonctionne que contre un Another Rider ayant un seul ensemble de pouvoirs d'un Kamen Rider.
- Kamen Rider Geiz Revive: La puissance de GeizRevive vient de la capacité de GeizRevive Ridewatch à compresser et à accélérer le temps. Selon Woz blanc, Geiz Revive peut vaincre n'importe quel Another Rider, notamment Another Zi-O puisque la Geiz Revive Ridewatch a été créée pour vaincre Oma Zi-O.
- Kamen Rider Zi-OTrinity: À l'instar de Zi-O II, Zi-OTrinity peut également éliminer un Another Rider sans la Ridewatch nécessaire pour le vaincre. Cependant, Zi-OTrinity a la capacité supplémentaire de pouvoir un Another Rider qui a absorbé plusieurs pouvoirs de Kamen Riders différents, tel que Another Blade, qui possédait également les pouvoirs de Chalice en elle. Lors de la défaite d'un Another Rider, les Ridewatches des puissances absorbées par l'Another Rider seront générées par la destruction de l'AnotherWatch. Bien que non confirmé, Zi-OTrinity aurait pu éliminer Ryuichi Sakuma, qui avait absorbé à la fois les pouvoirs de Fourze et de Faiz.
- Kamen Rider WozGingaFinaly: Tout comme Zi-O II et Zi-OTrinity, WozGingaFinaly peut vaincre un Another Rider comme il l'a démontré en battant définitivement Another Kiva et en ayant obligé Yaguruma qui était Another Kabuto à devenir Kamen Rider Kickhopper pour ne pas être vaincu.
- Kamen Rider Grand Zi-O: Comme Grand Zi-O possède les pouvoirs des 20 Heisei Riders et le pouvoir de transcender l'espace-temps de Zi-O II, il peut battre n'importe quel Another Rider, y compris ceux ayant plusieurs pouvoirs.
- Kamen Rider GeizMajesty: Geiz Majesty possède les pouvoirs des Riders secondaires de l'ère Heisei et peut vaincre n'importe quel Another Rider basé sur un Rider secondaire.
- Kamen Rider Ohma Zi-O: Comme Ohma Zi-O a tous les pouvoirs de tous les Kamen Riders existants en lui, il peut vaincre tous les Another Riders.

### Hiryu Kakogawa
Hiryu Kakogawa (加古川 飛流, Kakogawa Hiryū) est un jeune homme qui peut se transformer en Another Zi-O (アナザージオウ, Anazā Jiō), basé sur Kamen Rider Zi-O.
Comme Zi-O et Geiz peuvent utiliser les pouvoirs de leurs prédécesseurs Heisei Kamen Riders en insérant des Ridewatches dans le slot gauche du Ziki-Driver, Hiryu peut se transformer en Another Riders, d'une manière similaire à Decade, en insérant leurs Another Watches dans le slot gauche de son Driver (Exemple : en y insérant l'Another Build Watch, il deviendra Another Build).
De plus, Another Zi-O possède les pouvoirs de clairvoyance de Zi-O II et utilise des armes similaires (deux épées ressemblant à des aiguilles d'horloge qui peuvent s'assembler en naginata rappellent la Saikyo Zikan Girade de Zi-O II).
Il commence à attaquer les hôtes des précédents Another Riders pour attirer l'attention de Sougo, à qui il montre de l'hostilité car il l'accuse du décès de ses parents causés lors d'un accident de bus ayant eu lieu lors de leur enfance, dont les seuls survivants sont Sougo et lui.
Il est finalement vaincu par le travail d'équipe de Zi-O II et Geiz Revive.
Après que Sougo qui ne se souvenait pas clairement du passé, décide de s'excuser auprès de lui et lui suggérant de continuer à vivre dans le présent et de ne pas demeurer dans le passé pour toujours, Hiryu réalise qu'il a tort de blesser les gens pour son obsession de vaincre Sougo, quittant ainsi ses mauvaises voies.
Cependant, la destruction d'Another Den-O II amène Hiryū à devenir Another Zi-O II (アナザージオウⅡ, Anazā Jiō Tsū) et à devenir le Roi démoniaque. Le processus entraîne une perturbation temporelle qui a fait oublier Sougo, réécrivant l'histoire personnelle de Hiryū qui dirige le Japon comme un tyran. Il a déclaré à Sougo qu'il avait un nouvel objectif, prendre ce que Sougo aurait dû obtenir à la place et avait modifié la chronologie.
Sa ceinture de transformation est une variante noire du Ziku-Driver dont il en a besoin pour se transformer contrairement aux autres Another Riders qui absorbent leur Another Watches.
Il est également le premier Another Rider à avoir marqué sur son corps une année différente de l'année de création de celle de son homologue Kamen Rider: Sougo est devenu Kamen Rider Zi-O en septembre 2018 et Another Zi-O devrait donc avoir sur sa tête 2018 or il y est marqué 2019.
Hiryū s'est également révélé être un combattant expert, puisqu'il est capable de rivaliser avec Zi-O II sans aucun problème. Bien qu’il ait été initialement incapable de battre Geiz Revive lors de leur premier combat (fuyant le combat avec l'aide des Time Jackers qui l'ont sauvé à la dernière minute), il était capable de se défendre et de lui infliger des blessures lors de leurs combats suivants.
Pourtant, sous les émotions les plus sombres, Hiryu est essentiellement un homme blessé émotionnellement, consumé par le chagrin, ce qui est évident lorsque Sougo présente ses excuses les plus sincères, invoquant une tristesse profondément enracinée. Malheureusement, sa première défaite face à Sougo ne l’arrête pas, le rendant encore pire que la dernière fois. Plutôt que de se concentrer sur les conseils de Sougo, il s'est plutôt fixé un nouvel objectif: prendre la place de Sougo en tant que nouveau roi démoniaque.
En tant qu'Another Zi-O II, son armure a pris l'apparence du véritable Zi-O II, tandis qu'il développe lui-même la capacité d'appeler des Another Riders et de manipuler le temps pour les ressusciter. L'ascension de Hiryū comme roi révèle qu'il a eu accès à tous les Another Riders qui correspondent aux 20 Heisei Riders, y compris les inexistants Another Drive et Decade.
Le fait qu'il soit un antagoniste qui ressemble à un Kamen Rider de couleur noire et est de couleur blanche ressemble à Shadow Moon de Kamen Rider Black et N-Daguva-Zeba de Kamen Rider Kuuga.
Il est le second Another Rider à avoir une forme améliorée (le premier étant Another Kuuga).
Kako (川古) est un homophone du mot japonais pour passé (過去, Kako).
Hiryu Kakogawa est interprété par Yu Sakuma  (佐久間 悠, Sakuma Yū) en tant qu'adulte et Taiga Komie (込江 大牙, Komie Taiga) en tant qu'enfant.

### Autres Another Riders
- Another Build (アナザービルド, Anazā Birudo?): Basé sur Kamen Rider Build (Forme RabbitTank) avec la possibilité de tirer des ballons de basket enflammées de ses mains, ainsi qu'un accès aux pouvoirs individuels des Rabbit et des Tank Fullbottles. Il était un jeune basketteur de 2017 qu'Heure avait sauvé de sa mort prédestinée par un accident de la route tout en lui offrant un plus grand destin en tant que version du Kamen Rider Build du Time Jacker. En utilisant ses pouvoirs pour sceller l'essence des sportifs dans des Fullbottles  (フルボトル, Furubotoru?) et déterminer un  Best Match " (ベストマッチ, Besuto Matchi?) approprié. Another Build peut les utiliser pour exploiter les deux pouvoirs à la fois. Un an plus tard, Another Build attaque Sougo avant d'être vaincu après que ce dernier se soit transformé en Zi-O. Cependant, Heure le fait revivre, son pouvoir augmentant après chaque défaite. Finalement, Zi-O et Geiz reviennent en 2017 pour vaincre l'itération passée de Another Build. Le basketteur se réveille ensuite à l'endroit où il était censé mourir en 2017 sans aucun souvenir d'être Another Build, bien que sa mort soit toujours évitée en raison des actes antérieurs d'Heure. Le basketteur est joué par Taisei Mori  (森 大成, Mori Taisei?).
- Another Ex-Aid (アナザーエグゼイド, Anazā Eguzeido?): Iida (飯田?) est un père voulant sauver son fils Keisuke de sa maladie, a passé un contrat avec Ora pour devenir un Another Rider. Il est basé sur Kamen Rider Ex-Aid (Action Gamer Level 2) avec la possibilité de réaliser des prouesses inhumaines basées sur des jeux vidéos de plate-forme, de voyager dans le monde du jeu  (ゲームの世界, Gēmu no Sekai?) et d'utiliser le virus Bugster A (バグスターウイルスA, Bagusutā Uirusu Ē?) en tant que fantassins. Another Ex-Aid crée le "jeu que personne ne peut terminé" (誰もクリアしたことのないゲーム, Dare mo kuria shita koto no nai gēmu?) dans le but de capturer de jeunes garçons qui pourraient être des donneurs de cœur compatibles pour sauver son enfant, avec son désespoir et sa haine pour les médecins l'empêchant de se rendre compte de sa propre cruauté. Après avoir été vaincu par Zi-O en 2016, le fils de Ida est confié aux soins de Hiiro Kagami afin que son fils puisse être guéri avant que sa maladie ne devienne si avancée que seule une greffe du cœur puisse le sauver, ce qui annule également sa descente dans la méchanceté. Ida est joué par Takashi Kodama  (児玉 貴志, Kodama Takashi?).
- Another Faiz (?)|アナザーファイズ|Anazā Faizu / Another Fourze (アナザーフォーゼ, Anazā Fōze?): Ryuichi Sakuma (佐久間 龍一, Sakuma Ryūichi?) est un lycéen de l'école Ryusei. Il est auparavant devenu Another Faiz basé sur Kamen Rider 555 en 2003 sous l'influence d'Ora afin de faire revivre son ami d'enfance Karin Yamabuki  (山吹 カリン, Yamabuki Karin?) et prolonger sa vie en extrayant de la bioénergie de filles qui partagent l'âge et la date de naissance de Karin. Au moment où Sakuma assiste à l'AGHS, il perd la capacité de devenir Another Faiz mais Sworz le force à devenir Another Fourze, un Another Rider basé sur Kamen Rider Fourze (Base States) avec l’utilisation du Core Switch. Mais Sakuma ne s'attendait pas à ce que Karin fasse appel à Masato, ce qui l'a amené à faire face à Sougo avec la Fourze Ridewatch en 2018 et à Geiz avec la Faiz Ridewatch en 2003. Après avoir été battu dans les deux chronologies, il s'est finalement rendu compte qu'il faisait plus mal à Karin et a été forcée d'accepter sa mort. Heureusement, la défaite de ses soi-mêmes 2003 et 2011 annule également tous les décès et les disparitions qu'il avait causés. Ryūichi Sakuma est joué par Atom Mizuishi  (水石 亜飛夢, Mizuishi Atomu?).
- Another Wizard (アナザーウィザード, Anazā Wizādo?): Basé sur Kamen Rider Wizard (Flame Style), il est armé d'un anneau de la main gauche, canaliser les capacités des Wizard Rings de Kamen Rider Wizard. Il est transformé d'un homme appelé Hayase (早瀬?), qui est devenu un Another Rider pour soutenir le théâtre où il travaille, ayant le béguin pour le propriétaire Kaori Kinoshita (木ノ下 香織, Kinoshita Kaori?). Malheureusement, à cause de son incapacité à avouer ses sentiments, la nouvelle des fiançailles de Kaori l'a poussé à tout pour l'attaquer comme moyen de vengeance avant que Zi-O ne le batte avec la Fourze Armor. En 2012, Geiz intercepta Hayase juste après sa première transformation et utilisa le Wizard Armor pour détruire définitivement son Another Ridewatch, sauvant ainsi Tsukuyomi du coma. En utilisant le Faiz Phone X, Sougo permet au Hayase du présent de contacter son lui du passé et l’encourage à confesser ses sentiments pour Kaori même si le résultat serait similaire. Hayase est joué par Zuimaro Awashima  (粟島 瑞丸, Awashima Zuimaro?).
- Another OOO (アナザーOOO, Anazā Ōzu?): Dan Kuroto (檀 黎斗, Dan Kuroto?) est normalement Kamen Rider Genm (仮面ライダーゲンム, Kamen Raidā Genmu?) mais à la suite des modifications temporelles, il n'est qu'un développeur de jeu vidéo sous pression, il est transformé Another Rider OOO basé sur Kamen Rider OOO (Tatoba Combo) des mains du Time Jacker Heure et il se fait surnommer lui-même le Roi Kuroto Dan (檀 黎斗 王, Dan Kuroto Ō?) avec pour objectif d'être un Roi qui se place au-dessus des Dieux et d'être le Roi de l'ère Heisei. Kuroto a fondé la Dan Foundation  (檀ファウンデーション, Dan Faundēshon?) en 2016, après avoir assassiné son père Masamune pour prendre le contrôle de Genm Corp. et l'avoir réinventé en un conglomérat au cours des deux années. En octobre 2018, il proclame la création d'une nation indépendante au Japon. Il a retenu Eiji et Hina emprisonnés avant que Sougo ne les libère en se faisant passer pour sa garde royale. Another OOO du présent a été occupé par Geiz avec la Genm Armor pendant que Sougo et Tsukuyomi allaient dans le passé. En 2010, Sougo est apparu juste après sa première transformation et l'a vaincu avec la OOO Armor. En tant que Another OOO, il peut utiliser la capacité de vol du faucon,la capacité de coupe du tigre et la capacité de saut d'une sauterelle. Il est également capable de créer ou de transformer quelqu'un en un Waste Yummy avec des Cell Medals, similaire aux Greeeds de Kamen Rider OOO. Le numéro de la plaque arrière de sa forme Another Rider a un 0 fissuré qui le fait ressembler à un 6, un clin d'œil à ses débuts en tant que Kamen Rider Genm en 2016. Tetsuya Iwanaga (岩永 徹也, Iwanaga Tetsuya?) reprend son rôle de Kuroto Dan, qu'il avait joué dans Kamen Rider Ex-Aid de 2016 à 2017.
- Another Gaim (アナザー鎧武, Anazā Gaimu?): Basé sur Kamen Rider Gaim (Orange Arms), il est Asura (アスラ?), un ancien membre de l'équipe Baron expulsé par Kaito Kumon en 2013. Utilisant son nouveau pouvoir, Asura reprend la Team Baron et élimine Kaito et ceux qui osent s'opposer à son commandement. Son arme principale est une épée géante similaire à l'épée Joeshuimu de Roshuo et il a la capacité de créer des fissures pour plonger dans le monde de Helheim  (ヘルヘイム, Heruheimu?) et de commander une armée d’Inves. Asura est interprété par Yuuki Tomotsune (友常 勇気, Tomotsune Yūki?).
- Another Ghost (アナザーゴースト, Anazā Gōsuto?): Basé sur Kamen Rider Ghost (Ore Damashii), il est transformé d'un policier décédé appelé Makimura  (マキムラ?), et avait depuis prévenu de futurs accidents en prenant pour cible leurs instigateurs. Cependant, contrairement à ses prédécesseurs qui ont accepté volontiers le pouvoir de devenir un Another Rider, Makimura a immédiatement compris les intentions diaboliques d'Heure d'offrir de sauver sa vie et l'a rejeté par pure volonté, obligeant le Time Jacker à le transformer de force en Another Ghost en lui permettant de mourir et en insérant la Ridewatch en lui au moment de sa mort. Sa principale capacité est d’absorber les âmes humaines dans la structure en forme d’œil de son torse, de l’utiliser comme et d’appeler une armée semblable aux Commandos Gamma. Makimura a ensuite continué à prévenir de futurs accidents en ciblant leurs instigateurs. Takeru voyage dans le temps pour l'an 2015 avec l'âme de Sougo et évita la mort de Makimura avant qu'il ne soit transformé en Another Ghost. Another Ghost fut ensuite vaincu par Kamen Rider Zi-O Decade Armor Ghost Form. Makimura est interprété par Naotaka Horiike (堀池 直毅, Horiike Naotaka?).
- Another Double (アナザーＷ, Anazā Daburu?): Basé sur Kamen Rider W (CycloneJoker, avec les dessins secondaires sur la base des deux formes Final Form Ride et Lost Driver, à savoir CycloneCyclone / Kamen Rider Cyclone et JokerJoker / Kamen Rider Joker). Il apparaît dans Kamen Rider Heisei Generations FOREVER. Another W a pour doubleur Kentarō Itō (伊藤 健太郎, Itō Kentarō?).
- Another Den-O (アナザー電王, Anazā Den'ō?): Basé sur Kamen Rider Den-O (Sword Form). Il apparaît dans Kamen Rider Heisei Generations FOREVER. Voir Ataru

Un second Another Den-O apparaît dans la série. Son identité est Takuya Endō (遠藤 タクヤ, Endō Takuya), un jeune homme qui blâme Yukihiro Ōsumi, le petit ami de sa sœur d'être responsable de la mort. Ora l'a transformé en Another Den-O. Pour se venger et empêcher la mort de sa sœur à la suite des regrets de Yukihiro, il tente de voler le DenLiner après son crash en 2019 mais se retrouve confronté aux Kamen Rider Zeronos, Kamen Rider Den-O (Momotaros), Kamen Rider Zi-O Trinity et l'Imagin Taupe qui a contracté avec Yukihiro. Lorsque les deux groupes de Kamen Riders temporels se rendent en 2017, année de la mort de Sayuri, Takuya du passé leur apprend que sa mort est causée par son lui du futur, Another Den-O, et elle souhaite que dernière volonté que Yukihiro regarde l'horizon avec elle dans une tour. Le Takuya du futur a été aidé par l'Imagin Taupe avant d'être vaincu par les Kamen Riders Grand Zi-O, Zeronos et Den-O. Le Takuya de 2017 a réussi à arriver à la tour où se trouvent Sayuri et Yukihiro et se réconcilie avec ce dernier.
Takuya Endo est interprété par Dai Goto (後藤 大, Goto Dai).
- Another Kuuga (アナザークウガ?, Anazā Kūga): Basé sur Kamen Rider Kuuga (Mighty Form). Il apparaît dans Kamen Rider Heisei Generations FOREVER.
  - Voir Tid
- Another Shinobi (アナザーシノビ, Anazā Shinobi?): Basé sur Kamen Rider Shinobi, le Kamen Rider de l'an 2022[27]. Voir Kamen Rider Shinobi
- Another Quiz (アナザークイズ, Anazā Kuizu?): Basé sur Kamen Rider Quiz, le Kamen Rider de 2040[27]. Sa véritable identité est Tamotsu Douan (堂安 保, Dōan Tamotsu?), le père de Mondo Douan alias Kamen Rider Quiz. Tamotsu Douan est un chercheur qui s’est retrouvé dans une impasse avec ses projets, ce qui l’a fait abandonner sa femme et son fils, selon Mondo, et Tamotsu serait décédé peu de temps après. Mondo a gardé la montre-bracelet de son père comme souvenir. Lorsque Mondo arrive en 2019 avec l'aide de Woz blanc, Ora a saisi cette occasion pour transformer Tamotsu en une version tordue du futur alter-ego de son fils, Another Quiz. Cela l'a amené à attaquer les chercheurs et à absorber leurs connaissances, créant ainsi une série de cas de disparition. Lors d'une de ses attaques, Another Quiz a rencontré l'opposition de Zi-O et de Geiz, son propre fils, Mondo, avant qu'Ora ne le quitte. Le lendemain, il reprit ses attaques, mais comme Ora réussissait à le sauver à nouveau, elle fut neutralisée par Woz blanc, qui saisit cette occasion pour sortir Another Quiz de sa transformation. Il a été révélé que pendant tout ce temps, Tamotsu faisait des recherches pour sauver sa femme. Finalement, cela a convaincu Mondo que Tamotsu s'occupait d'eux après tout. Contrairement aux autres Another Riders, il est intéressant de noter que sa transformation n’a pas annulé les pouvoirs de son fils. Tamotsu Douan est similaire à Tenjuro Banno alias Kamen Rider Gold Drive de Kamen Rider Drive car ce sont tous deux des scientifiques dont la folie est le résultat de leur désir de poursuivre leurs recherches, allant même jusqu'à abandonner leur famille, qu'ils exploitent l'intelligence des autres (Another Quiz vole l'intelligence des autres, tandis que Gold Drive exploite tous les Drive Systems et donc abusant de l'intellect de Krim Streinbelt) et qu'ils sont des versions maléfiques de Kamen Riders. Cependant, ils ont des objectifs opposées: l'objectif de Tamotsu est uniquement de sauver sa femme qui est décédée avant qu'il ne puisse réussir tandis que celui de Banno n’est rien de plus que l'autosatisfaction.
- Another Ryuga (アナザーリュウガ, Anazā Ryūga?): Contrairement aux autres Another Riders, Another Ryuga est basé non pas sur le Kamen Rider principal de son année (Kamen Rider Ryuki) mais sur Kamen Rider Ryuga, la version maléfique venu du monde des miroirs de ce héros. D'ailleurs, sa véritable identité est Kamen Rider Ryuga  (仮面ライダーリュウガ, Kamen Raidā Ryūga?), un Kamen Rider originaire d'une continuité alternative apparue dans Kamen Rider Ryuki: Épisode Final. Dans la réalité originale, le Shinji du monde des miroirs est représenté comme l'aspect le plus sombre du cœur de Kido qui blâme constamment les lecteurs de ORE Journal pour leur rôle dans le démantèlement de son lieu de travail. Ayant retenu la théorie de la dimension alternative de Tsukasa, Heure parvient à le contacter par des miroirs distordus, le transformant en Another Ryuga. Avec son nouveau pouvoir, Ryuga partit à la chasse aux anciens élèves de l'ORE Journal. Alors qu'il s'attaquait à son homologue dans la vie réelle, Ryuga tenta de battre en retraite dans le monde des miroirs et amena accidentellement Sougo, l'amenant ainsi inopinément à rencontrer le Sougo du monde des miroirs. Après sa défaite face à Kamen Rider Zi-O II, Sougo dit à Ryuga que Shinji l'avait accepté comme faisant partie de lui-même, lui permettant ainsi de retrouver son reflet. Comme Another Ryuga, "Shinji" a la capacité d'entrer dans le monde humain sans aucun effet secondaire dans le temps qu'avait son ancienne forme de Kamen Rider, et est armé de versions modifiées de ses armes originales de Kamen Rider. Il peut également repousser les attaques entrantes contre leurs adversaires. Comme Another Ryuga est un ancien Kamen Rider devenu un Another Rider de lui-même, Woz blanc pensait que le seul moyen de le vaincre était d'assassiner le véritable Shinji. Le fait unique qu’il soit à la fois un Kamen Rider, un Another Rider de lui-même et un habitant du monde des miroirs fait qu'il serait presque impossible d’acquérir une Ryuga Ridewatch. Malgré cela, Sougo réussit à le vaincre en tant que Kamen Rider Zi-O II avec la Zi-O Ridewatch II. Takamasa Suga  (須賀 貴匡, Suga Takamasa?) a repris son rôle de Shinji Kido et de Shinji Kido du monde des miroirs.
- Another Kikai (アナザーキカイ, Anazā Kikai?): Basé sur Kamen Rider Kikai, Another Kikai est en réalité un phasme parasite qui veut avoir un corps. A chaque fois qu'il subit une défaite, l'insecte parasite survit et s'agglutine dans n'importe quelle matière organique pour recréer son corps, qu'il soit végétal, animal ou humain. Heure devient son hôte lorsque Sworz force Another Kikai à se lier au visage du jeune. Outre les pouvoirs de Kamen Rider Kikai, Another Kikai peut faire apparaître des vignes de ses mains et effectuer un vol d'auto-propulsion. Le corps d'Another Kikai est composé de matériaux primitifs comme le bois, ce qui est ironique, car le Kamen Rider sur lequel il est inspiré est Kamen Rider Kikai, qui lui est basé sur des machines industrielles dont les robots. Le phasme qui contrôle le corps sera toujours la tête du corps. Au moment où Geiz a pu créer un mot de passe compatible en insérant un nouveau mot de passe en anglais «Will be the king»(soit en français je serai le roi) pour Woz puisse déverrouiller la Kikai Miridewatch et se transformer en Woz Futurering Kikai, le parasite a finalement été détruit pour de bon et Heure survécut à cette défaite en tant qu'Another Kikai.
- Another Zi-O (アナザージオウ, Anazā Jiō?)[28]: Basé sur Kamen Rider Zi-O et Kamen Rider Zi-O II. Voir Hiryu Kakogawa.
- Another Blade (アナザーブレイド, Anazā Bureido?): De retour de Kamen Rider Blade, Amane Kurihara (栗原 天音, Kurihara Amane?) est la fille de Haruka Kurihara et la nièce de Kotaro Shirai, alliées des BOARD Riders et de Hajime Aikawa. En dépit d'avoir été une fauteuse de troubles, elle est également la principale raison du nouveau mode de vie de Hajime et de sa vie aux côtés des humains. En 2019, devenue une adulte âgé de 25 ans, Amane travaille toujours au café Jacaranda et n'arrête pas de penser à Hajime et à Kenzaki. Alors que ses sentiments pour Hajime ne sont pas encore partis, Woz blanc les utilise pour la transformer en Another Blade, basé sur l'Ace Form de Kamen Rider Blade, obligeant Amane à attaquer un studio de photo et à demander au personnel où se trouve Hajime. Sougo affronte Another Blade et l'a battu jusqu'à ce que Hajime apparaisse et pense apparemment que Sougo tente d'attaquer Amane. Woz blanc force Amane à absorber les cellules d'Undeads de Kazuma et de Hajime, ce qui les transforme en simples humains et fait d'Another Blade le seul Joker Undead. Another Blade appelle le Monolithe pour tenter d’exécuter une extinction massive. Heureusement, l'acquisition de la forme Trinity par Zi-O lui permet, à lui et à Geiz et Woz noir, de sauver Amane tout en éliminant les cellules du Joker et en mettant fin à la bataille. Comme Hajime et Kenzaki sont maintenant complètement humains grâce à elle, ils peuvent enfin vivre en paix. Malgré le fait que Kamen Rider Blade a débuté en l'an 2004, la date de Another Blade est 2019 tout comme Another Zi-O. Hikari Kajiwara (梶原 ひかり, Kajiwara Hikari?) reprend son rôle d'Amane Kurihara.
- Another Ryuki (アナザー龍騎, Anaza Ryūki?): Basé sur Kamen Rider Ryuki et apparaît exclusivement dans le spin-off Rider Time: Kamen Rider Ryuki.
- Another Agito (アナザーアギト, Anazā Agito?): Basé sur Another Agito de Kamen Rider Agito. Contrairement à l'Another Agito originel, les versions Time Jacker d'Another Agito conservent leurs tenues. Ils ont été créés à partir des civils et contaminent tels des zombies les autres êtres humains pour les changer en Another Agito. Après que les Time Jackers aient attiré le véritable Agito au Japon, ils lui ont volé ses pouvoirs et les ont utilisés pour renforcer le pouvoir d'Another Agito transformant le chef des Another Agitos en Kamen Rider Agito, jusqu'à ce que Tsukuyomi ait réveillé un pouvoir similaire à celui des Time Jackers et aide le véritable Agito à reprendre ses pouvoirs temporairement. Une fois que le dirigeant des Another Agitos a été vaincu par un Double Rider Kick de Zi-O Trinity et d’Agito (dans sa Trinity form), tous les infectés d'Another Agito sont guéries. Tout comme Another Blade et Another Zi-O, son année est 2019.
- Another Hibiki (アナザー響鬼,  Anazā Hibiki?): Basé sur Kamen Rider Hibiki. Il était originellement Tsutomu Tsuzumiya  (鼓屋 ツトム, Tsuzumiya Tsutomu?), le disciple du Kamen Rider Hibiki actuel, Kyosuke Kiriya, ainsi qu'un vieil ami d'enfance de Sougo lors l'école primaire, qui a été involontairement transformé en un Another Rider, malgré sa volonté de devenir un Oni à part entière. Tsutomu a quitté Kiriya parce que son maître ne se sentait pas assez fort pour remporter le titre Hibiki de son maître lui-même. Une fois que Kiriya a accepté ses responsabilités et est devenu Kamen Rider Hibiki avec l'Hibiki Ridewatch récemment éveillé, Tsutomu est sauvé par son maître et Zi-O Trinity. Après cela, Tsutomu et Kiriya se réconcilient. Tsutomu Tsuzumiya est interprété par Rihito Noda  (野田 理人, Noda Rihito?). Another Hibiki est le dernier Another Rider à apparaître dans l'ère Heisei.
- Another Kiva (アナザーキバ, Anazā Kiba?): Basée sur Kamen Rider Kiva. Sa véritable identité est Yūko Kitajima (北島 祐子, Kitajima Yūko?), le premier amour de Sougo quand ce dernier était à l'école élémentaire et que Yūko était lycéenne. En 2015, à l'âge de 24 ans, Yūko a été abandonnée par son ex-petit ami et elle a été arrêtée et incarcérée pour un meurtre qu'elle a nié avoir commis. Cependant, tout cela était un mensonge et c'est bien elle qui a commis ce meurtre. En mai 2019, âgée de 28 ans, Ora l'a fait évader de prison en la transformant en Another Kiva. Cependant, à la surprise d'Ora, Another Kiva s’est révélée hors de contrôle des Time Jackers en les forçant à s’agenouiller devant elle, au grand regret d’Ora. Elle désire devenir "Reine du Monde" à l'instar de Zi-O voulant devenir Roi et assassiner par vengeance les trois avocats de son procès. Contrôlé par cette dernière, Jiro/ Garulu a remarqué la tragédie de Yūko et a secrètement aidé les trois Kamen Riders afin qu'ils puissent la sauver et effacer son nom. Another Kiva se retrouve également en conflit avec Kamen Rider Ginga, qu'elle considère comme un concurrent pour la domination mondiale. Elle forme donc une alliance temporaire avec les trois Kamen Riders. Elle sera finalement vaincue par Kamen Woz Futurering Ginga mais sera tuée par Ora et mourra dans les bras de Sougo. La personnalité de Yuko peut être comparée au terme japonais yandere, qui fait référence au stade initial de gentillesse, d'amour et de douceur, comme elle l'a montré à son petit ami de l'époque, Tetsuya. Cependant, quand ils se sont séparés, Yuko a été dérangée et a tenté de tuer la nouvelle petite amie de Tetsuya, ce qui a abouti à sa condamnation à l'âge de 24 ans. Croyant à tort que le système de justice l'avait laissée tomber, elle s'est fortement trompée en affirmant qu'elle avait été condamnée à tort et a continué d'être dure et vengeresse quand elle est sortie. Elle est allée plus loin en assassinant les avocats et les juges qui l'ont condamnée et en annulant le mariage de son ex-petit ami. Yuko cherche à être la reine et la nouvelle loi du monde. Sans peur et avec arrogance, elle a même osé attaquer Ora, la Time Jacker qui lui avait donnée ses pouvoirs. Bien qu'elle ne soit pas l'identité du premier amour de Sougo, elle le laissa croire qu'elle l'était vraiment et proposa de se marier et d'avoir des enfants. Quand elle a appris le rêve de Sougo, Yūko lui a proposé indirectement de diriger le monde avec elle. Finalement, avant de mourir, elle a demandé à Sougo de protéger tout le monde contre la tristesse, ce qu’elle a échoué à faire. Tout comme King de Kamen Rider Kiva, Yūko est une maniaque du contrôle tyrannique qui a abusé de son pouvoir pour contrôler les gens à son avantage. Yūko Kitajima est interprétée par Yumiko Shaku (釈 由美子, Shaku Yumiko?)[21].
- Another Kabuto (アナザーカブト, Anazā Kabuto?): De retour de Kamen Rider Kabuto, Sou Yaguruma (矢車 想, Yaguruma Sō?) est Kamen Rider KickHopper (仮面ライダーキックホッパー, Kamen Raidā Kikku Hoppā?) qui a été transformé par Heure en Another Kabuto, un Another Rider basé sur la Rider Form de son rival, Kamen Rider Kabuto. Tout comme les ZECT Riders, Another Kabuto peut utiliser le Clock Up pour se mouvoir à la vitesse de la lumière. Yaguruma finit par être vaincu quand Arata utilise le Kabuto Zecter pour devenir Kamen Rider Kabuto à la place de Tendou. Il est révélé que Yaguruma savait que le Kageyama «ressuscité» qui l'aidait était un Worm, et l'avait laissé prendre la place de son défunt partenaire car son véritable but est de passer du temps avec "Kageyama" une dernière fois avant que ce Worm ne cesse d'exister lorsque Zi-O Trinity a détruit le météorite géant qui abrite les proches du Worm. Comme il est un Another Rider de l'an 2019, Yaguruma conserve sa capacité à devenir KickHopper puisque sa transformation en Another Kabuto n'a pas modifié le chronologie des ZECT Riders.

Hidenori Tokuyama (徳山 秀典, Tokuyama Hidenori) reprend son rôle de Sou Yaguruma.
- Another Drive (アナザードライブ,  Anazā Doraibu?): De retour de Kamen Rider Drive: Surprise Future, le Roidmude 108, Paradox Roidmude (パラドクスロイミュード, Paradokusu Roimyūdo?), connu sous le nom de Paradox (パラドクス, Paradokusu?) a été initialement vaincu par Kamen Rider Drive.

Avec les pouvoirs de Decade, Sworz a invoqué une version alternative de Paradox et l'a changé en Another Drive, basé sur Kamen Rider Drive (Type Speed et Super Deadheat Drive) pour tuer Heure et Ora. Another Drive peut invoquer une voiture semblable à Tridoron Another Tridoron (アナザートライドロン, Anazā Toraidoron), générer des champs d'Accélération Lourde (重加速, Jūkasoku) qui le protège contre les capacités de gel du temps des Time Jackers et peut prendre l'apparence de quelqu'un d'autre; ayant pris l'apparence d'Ora pour insuffler la confusion entre Heure et les Kamen Riders. Paradox a par la suite provoqué Ora affaiblie en l'étranglant, ce qui a entraîné sa mort par Heure. Témoin de cela, le Roidmude éclata de rire et s'exclama que quoi qu'il arrive, Ora et lui sont pareils. Ce qui mit Sougo dans une rage aveugle qui le combattit en tant que Grand Zi-O et le battit sans pitié en utilisant les pouvoirs de Kamen Rider Drive, ce qui détruisit également son Core.
Le rôle de Paradox Roidmude n'est pas repris par Rikiya Koyama, Paradox est doublé par Ayaka Konno (紺野 彩夏, Konno Ayaka) qui l'interprète également en tant qu'imitation d'Ora.
- Another Decade (アナザーディケイド, Anazā Dikeido?): Basé sur Kamen Rider Decade. Voir Sworz.
- Another Zero-One (アナザーゼロワン, Anazā Zerowan?): Basé sur la forme Rising Hopper de Kamen Rider Zero-One, il apparait dans Kamen Rider Reiwa: The First Generation. Il est daté 2019.

## Ridewatches
Ce sont des montres contenant les pouvoirs des Kamen Riders et qui est utilisé par les Riders de Kamen Rider Zi-O.

### Création de Ridewatches

#### Conditions normales
Pour être créée, une Ridewatch a besoin de respecter ses conditions :
1. Confirmation de l'existence d'un Another Rider.
2. Rencontre du Kamen Rider sur lequel est basé ce même Another Rider.
3. Don de la Ridewatch de la part du Kamen Rider vétéran à l'utilisateur, qui lui demandera de protéger ses souhaits.
4. Retour dans le passé et combat face à l'Another Rider.
5. Don d'une Ridewatch vierge aux Riders vétérans. La Ridewatch se manifestera ultérieurement lorsque l'utilisateur reviendra dans le présent pour les recevoir à l’étape 3. Il s’agit du début d’une boucle temporelle dans laquelle les Riders vétérans perdent la mémoire et les reprendra temporairement à mesure que Sougo les abordera en 2018 et en 2019.
  - Selon le récit d'ouverture du Woz Noir dans l'épisode 2, les Ridewatches "volent" les pouvoirs des anciens Riders, ainsi que toute leur existence en tant que Kamen Riders dans l'Histoire. Cela présente un aspect sinistre à leur création, car les Kamen Riders perdent leurs souvenirs et leurs pouvoirs lors de la première activation de Zi-O ou de Geiz de leur Rider Armor respective.
  - Dans l'épisode 5, les Ridewatches influencent non seulement l'histoire des Kamen Riders, mais aussi de leurs antagonistes, effaçant efficacement tous les conflits du temps et empêchant la formation d'un mauvais futur beaucoup plus imminent.

#### Création de Ridewatches dans le présent
1. Confirmation de l'existence d'un Another Rider dont la date est différente de celle du Rider sur lequel est basé, car il est né récemment.
2. Le vaincre en utilisant Zi-O Trinity.
3. La Ridewatch apparaîtra à la destruction de l'Another Watch (seulement si l’Another Rider a les pouvoirs complets des Kamen Riders).

### Création de Miridewatches
Dans le cas d’une Miridewatch, le processus de création est assez différent de celui d’une Ridewatch classique, car les Ridewatches sont basées sur des héros du passé. Cependant, les trois Riders du futur, Shinobi, Quiz et Kikai n'existent pas à l'heure actuelle, il serait donc impossible d'obtenir une Ridewatch. Chacun des Kamen Riders du futur a vu sa Miridewatch créée en utilisant une méthode unique à chaque fois.

#### Shinobi Miridewatch
Après que Zi-O a convaincu Rentaro Kagura du héros qu'il sera dans le futur, Woz blanc a pu utiliser son livre et transformer une Miridewatch vierge entre ses mains en Shinobi Miridewatch.

#### Quiz Miridewatch
Après avoir amené Kamen Rider Quiz en l'an 2019, Woz blanc a placé une Miridewatch vierge sur lui, qui a copié ses pouvoirs pour en faire une Quiz Miridewatch.

#### Kikai Miridewatch
Another Kikai a un clavier holographique sur son torse. En entrant le mot de passe, WILL BE THE KING, Woz blanc a créé la Kikai Miridewatch.

#### Ginga Miridewatch
Kamen Rider Ginga est le plus puissant des quatre Kamen Riders venus du futur et en tant que telle, la création d’un Another Ginga serait impossible. Les trois principaux Kamen Riders de la série sont obligés de collaborer avec les Time Jackers afin de vaincre Ginga. Une fois le Rider extraterrestre vaincu, Sworz scelle les pouvoirs de Ginga dans une Miridewatch vierge avant que Woz noir ne lui vole la Ginga Miridewatch avec son écharpe.

### Création de Ridewatches uniques
Certaines Ridewatches possèdent des pouvoirs plus importants et ont leurs propres méthodes de création uniques. Ces Ridewatches fonctionnent différemment avec le Ziku-Driver et ont des caractéristiques distinctes des Ridewatches normales.

#### Le cas Zi-O II
La Zi-O II Ridewatch est créée à partir de la moitié droite fournie par Woz noir et la moitié gauche donnée par le Sougo du monde des miroirs. Pour l'utiliser, Zi-O doit accepter l'éventualité de devenir Ohma Zi-O s'il veut devenir Roi.

#### Le cas GeizRevive
Une GeizRevive Ridewatch vierge a été formée à partir de l'union des trois Miridewatches obtenues par Woz blanc. Pour l'activer, Geiz doit être résolu à tuer Zi-O.

#### Le cas Zi-O Trinity
La Zi-O Trinity Ridewatch est créée à partir de la fusion des pouvoirs de la Zi-O II Ridewatch, de la GeizRevive Ridewatch et de la Woz Miridewatch.

#### Le cas GrandZi-O
La Grand Zi-O Ridewatch est la fusion des 19 principales Heisei Ridewatches collectées.

#### Le cas de la Tsukuyomi Ridewatch
La Tsukuyomi Ridewatch est créée par Ohma Zi-O qui a insufflé une partie de ses pouvoirs dans une Ridewatch vierge.

#### Le cas de l'Ohma Zi-O Ridewatch
L' Ohma Zi-O Ridewatch est créée par Ohma Zi-O pour son jeune alter-ego dans Over Quartzer.

### Chronologies alternatives ou effacées
Étant donné que la création d'une Ridewatch nécessite du temps, les Kamen Riders ne peuvent pas utiliser des chronologies alternatives ou effacées pour créer des Ridewatches. Cela a été montré avec Another Ryuga, car ses pouvoirs sont originaires de Kamen Rider Ryuga, qui existait dans une continuité alternative qui avait été effacée. En tant que tels, ni Zi-O, ni Geiz ou même le Woz Blanc ne peuvent voyager dans le temps pour commencer à créer leur Ridewatch respective, car la chronologie de la source d'énergie est alternée et effacée, ce qui signifie qu'Another Ryuga était imbattable. C'est également le cas pour les pouvoirs de Kamen Rider Ryuki.
Cependant, Ohma Zi-O est en possession de la Ryuki Ridewatch et les Time Jackers ont pu infuser les pouvoirs de Kamen Rider Ryuga dans une Anotherwatch pour créer Another Ryuga, ce qui signifie qu'il y a des moyens de contourner cette prévention. Sougo et Geiz ont pu obtenir les Ryuki et Knight Ridewatches simplement en présence de Shinji Kido car tous les pouvoirs des 13 Riders du monde des miroirs ont été restaurés en 2019 lors d'un second Rider Fight dans Rider Time: Kamen Rider Ryuki.

### Design
Une Ridewatch normale comprend les parties suivantes :
- Ride On Starter (ライドオンスターター, Raido On Sutātā?) - Le bouton d'activation au-dessus de la Ridewatch. L'activer mettra la Ridewatch en veille avant de l'insérer dans le Ziku-Driver. En appuyant à nouveau dessus, le Kamen Rider pourra exécuter une attaque finale.
- Outrigger Grip (アウトリガーグリップ, Autorigā Gurippu?) - L'ensemble du corps extérieur de la Ridewatch. La forme stabilise le mouvement de rotation de la Wake Bezel et le chargement de la Ridewatch dans le Ziku-Driver.
- Wake Bezel (ウェイクベゼル, Weiku Bezeru?) - Le cadran de la Ridewatch. C'est une valve à libération d'énergie. En le faisant basculer de son état de veille, qui affiche le symbole du coureur et la date de l'année correspondante (en année après Jésus-Christ), à son état actif, la Ridewatch devient active, ce qui affiche le visage complet du Rider.

La Decade Ridewatch comprend les parties suivantes:
- Ride On Starter (ライドオンスターター, Raido On Sutātā?) - Le bouton d'activation au-dessus de la Decade Ridewatch. L'activer mettra lcette Ridewatch en veille avant de l'insérer dans le Ziku-Driver. Il faut appuyer à nouveau dessus pour permettre au Kamen Rider d'exécuter une attaque finale.
- Progress Cylinders (プログレスシリンダー, Puroguresu Shirindā?) - Deux unités cylindriques situées entre le "visage de Decade" et la fente de la Ridewatch. Elle "met à niveau" les pouvoirs d'une Ridewatch insérée, permettant ainsi la transition vers la Decade Armor du Kamen Rider.
- Ride Canceller (ライドキャンセラー, Raido Kyanserā?) - Dispositif noir situé à l'extrémité droite de la Decade Ridewatch. C'est une sorte de dispositif de sécurité qui éjecte de force les Ridewatches connectées à la Decade Ridewatch.
- Pict Window (ピクトウィンドウ, Pikuto Uindou?) - Le moniteur principal qui prend la forme du visage de Kamen Rider Decade. Il peut afficher en mode holographique des informations telles que l'heure et les icônes de la Ridewatch.
- Groove Bezel (グルーブベゼル, Gurūbu Bezeru?) - Le cadre externe renforcée de la Decade Ridewatch, avec les barcodes au visage de Decade. Il renforce la Ridewatch et la protège des chocs.
- Wide Outrigger Grip (ワイドアウトリガーグリップ, Waido Autorigā Gurippu?) - L'extérieur de la Decade Ridewatch. Sa forme stabilise le chargement du Ziku-Driver en laissant les doigts du Rider (lorsqu'il est maintenu) agir comme une perche (bras mobile).
- F.F.T. Slot (F.F.T.スロット, F.F.T. Surotto?) - Emplacement permettant de fixer d'autres Ridewatches pour améliorer la Decade Armor.

Une Miridewatch comprend les parties suivantes :
- Miride On Starter (ミライドオンスターター, Miraido On Sutātā?) - Le bouton d'activation situé sur le dessus. Lorsque vous appuyez dessus, la Miridewatch entre en état de veille pour se préparer à l'insertion dans le BeyonDriver.
- Outrigger Grip (アウトリガーグリップ, Autorigā Gurippu?) - Le corps extérieur. La forme stabilise l'opération de chargement dans le BeyonDriver en laissant les doigts de l'utilisateur saisir la Miridewatch de manière confortable.
- Gate Activator (ゲートアクティベーター, Gēto Akutibētā?) - La vanne couvercle / capacité. Une fois inséré dans le BeyonDriver, la Gate Activator se scinde, libérant les capacités latentes de Miridewatch et permettant au BeyonDriver de lire ses données.
- Pict Window (ピクトウィンドウ, Pikuto Uindou?) - Le graphique imprimé sur la Gate Activator. Elle indique à l'utilisateur quelles sont les données et les fonctionnalités du Miridewatch.
- Send Projector (センドプロジェクター, Sendo Purojekutā?) - L'écran à l' intérieur de la Miridewatch qui est caché sous la Gate Activator. Lorsque la Miridewatch est chargée dans le BeyonDriver, le Send Projector lui transmet des données via des signaux optiques à très grande vitesse.

### Ridewatches personnelles de Zi-O
- Zi-O Ridewatch: La Ridewatch de Zi-O pour sa forme de base ainsi que pour toutes ses autres formes à l'exception de Zi-O II, Zi-O Oma Form et Ohma Zi-O. La Zi-O Ridewatch sert de couronne pour Zi-O Ohma Form. Elle est datée 2018. Dans la version Climax Scramble, l'écran affichera "GAME" au lieu de "Zi-O" et "2018"
- Zi-O Ridewatch II (le 2 est prononcé Two): La Ridewatch power-up de Zi-O pour évoluer en Kamen Rider Zi-O II. Elle se divise en deux moitiés qui peuvent être utilisées dans les deux fentes du Ziku-Driver.

La moitié gauche de cette Ridewatch est dorée et a le visage de Kamen Rider Zi-O II sur elle et la moitié droite est une Zi-O Ridewatch spéciale servant à la transformation en Zi-O II.
Contrairement aux autres Ridewatches, quand la Zi-O Ridewatch II est inséré dans le Ziku-Driver, lors de la transformation de Zi-O, la Ziku Matrix affichera des nombres enchevêtrés et la Sight Window affichera le mot "Rider" puis le mot "NEXT" pour désigner la forme de Zi-O.
- Zi-O Ridewatch (version du monde des miroirs): La Ridewatch de la version du monde des miroirs de Zi-O pour se transformer. Elle est datée 8105, c'est-à-dire 2018 à l'envers. Contrairement à la Zi-O Ridewatch, elle s'insère dans la fente gauche du Ziku-Driver.
- Zi-O Trinity Ridewatch[31]: Une Ridewatch permettant à Zi-O de fusionner avec les Kamen Riders Geiz et Woz pour évoluer en Kamen Rider Zi-O Trinity. La Ridewatch est composée de trois couvercles qui cachent les visages de Zi-O,Geiz et de Woz. Le premier couvercle s'ouvre à l'insertion de la Ridewatch dans le Ziku-Driver et révèle le visage de Zi-O. Les deux couvercles s'ouvrent quand Zi-O tourne l'Unite Ryuzer, la soupape de la Zi-O Trinity Ridewatch révélant les visages de Geiz et de Woz. L'écran du Ziku-Driver affichera "Zi-O" puis 2019.
- Grand Zi-O Ridewatch[31]: La Ridewatch de Zi-O pour accéder à sa forme finale avec tous les pouvoirs des Kamen Riders de l'ère Heisei, Kamen Rider Grand Zi-O. Quand elle est insérée dans le Ziku-Driver, la Sight Window de la ceinture affichera le mot "Rider" puis l'année 0000 pour désigner la forme finale de Zi-O. La Grand Zi-O Ridewatch est obtenue quand Sougo a obtenu les Ridewatches des 20 Heisei Riders.
- Ohma Zi-O Ridewatch: La Ridewatch de Zi-O qui lui permet d'accéder à l'Ohma Form. Elle est datée 2068 mais affichera l'année 0000 sur l'écran du Ziku-Driver pour désigner la forme finale de Zi-O. Elle apparaît dans le film Kamen Rider Zi-O: Over Quartzer.

### Ridewatches personnelles de Geiz
- Geiz Ridewatch: La Ridewatch de Geiz pour sa forme de base, ainsi que pour toutes ses autres formes.. Elle est datée 2068.
- Geiz Revive  Ridewatch: La Ridewatch sablier power-up de Geiz pour se transformer en Kamen Rider Geiz Revive Goretsu (ardent) ou Kamen Rider Geiz Revive Shippu (bourrasque) en l'insérant dans la fente gauche du Ziku-Driver. Quand le côté rouge du sablier est vers le haut et le côté bleu est en bas, il se transforme en Geiz Revive Goretsu et quand c'est l'inverse, il devient Geiz Revive Shippu. Elle est datée 0000 sous les deux formes.
- Bibiru Ridewatch: La Ridewatch de Geiz qui lui permet de se transformer en Kamen Rider Bibiru Geiz. Elle est datée 2019.

### Ridewatch personnelle de Tsukuyomi
- Tsukuyomi Ridewatch: La Ridewatch de Tsukuyomi pour se transformer en Kamen Rider Tsukuyomi. Elle est datée 2068.

Comme Zi-O II, cette Ridewatch désactive également le Ziku-Driver, ce qui provoque l'affichage de nombres enchevêtrés sur la Ziku Matrix. Elle servait de blague pour l'épisode 15.5. mais fut officialisée et canonisée dans l’épisode 48.

### Ridewatches des Quartzers
- Barlckxs Ridewatch: La Ridewatch de Barlckxs pour sa forme de base. Elle est datée 0000.
- Zonjis Ridewatch: La Ridewatch de Zonjis pour sa forme de base. Elle est datée 0000.
- Zamonas Ridewatch: La Ridewatch de Zamonas pour sa forme de base. Elle est datée 0000.

### Ridewatches des Kamens Riders de l'ère Heisei

#### Ridewatches deKamen Rider Build

##### Kamen Rider Build
- Build Ridewatch: La Ridewatch basée sur la forme RabbitTank de Kamen Rider Build. Elle permet à Zi-O ou à Geiz d'accéder à la Build Armor. Elle est datée 2017.
- Sparkling Ridewatch: La Ridewatch basée sur la forme RabbitTank Sparkling de Kamen Rider Build.
- Hazard Ridewatch: La Ridewatch basée sur la forme Hazard RabbitTank de Kamen Rider Build.
- RabbitRabbit Ridewatch: La Ridewatch basée sur la forme RabbitRabbit de Kamen Rider Build.
- TankTank Ridewatch: La Ridewatch basée sur la forme TankTank de Kamen Rider Build.
- Genius Ridewatch: La Ridewatch basée sur la forme Genius de Kamen Rider Build. Elle est datée 2017 mais affichera le mot "FIN" sur l'écran du Ziku-Driver.
- RabbitDragon Ridewatch: La Ridewatch basée sur la forme RabbitDragon de Kamen Rider Build.

##### Autres Kamen Riders de Kamen Rider Build
- Cross-Z Ridewatch: La Ridewatch basée sur Kamen Rider Cross-Z. Elle est datée 2017.

Cette Ridewatch a fait ses débuts dans le dernier épisode de Kamen Rider Build. Ryuga la donnera plus tard à Sougo, qui l'offrira ensuite à Geiz. Bien que Geiz n’ait pas utilisé la Cross-Z Ridewatch pour revêtir la forme d’une Rider Armor, il l’a utilisée dans la Zikan Zax pour achever Another Build.
- Cross-Z Charge Ridewatch: La Ridewatch basée sur Kamen Rider Cross-Z Charge. Elle est datée 2017.
- Cross-Z Magma Ridewatch: La Ridewatch basée sur Kamen Rider Cross-Z Magma. Elle est datée 2017.
- Grease Ridewatch: La Ridewatch basée sur Kamen Rider Grease. Elle est datée 2017.
- Grease Blizzard Ridewatch: La Ridewatch basée sur Kamen Rider Grease Blizzard. Elle est datée 2017.
- Rogue Ridewatch: La Ridewatch basée sur Kamen Rider Rogue. Elle est datée 2017.
- Evol Ridewatch: La Ridewatch basée sur la forme Phase 1 Cobra de Kamen Rider Evol. Elle est datée 2017.
- Black Hole Ridewatch: La Ridewatch basée sur la forme Phase 4 Black Hole de Kamen Rider Evol. Elle est datée 2017.
- MadRogue Ridewatch: La Ridewatch basée sur Kamen Rider MadRogue. Elle est datée 2017.

#### Ridewatches deKamen Rider Ex-Aid

##### Kamen Rider Ex-Aid
- Ex-Aid Ridewatch: La Ridewatch basée sur Kamen Rider Ex-Aid Action Gamer Level 2. Elle permet à Zi-O ou à Geiz d'accéder à l'Ex-Aid Armor. Elle est datée 2016.
- Double Action Gamer XX R Ridewatch: La Ridewatch basée sur Kamen Rider Ex-Aid Double Action Gamer Level XX R. Elle est datée 2016.
- Double Action Gamer XX L Ridewatch: La Ridewatch basée sur Kamen Rider Ex-Aid Double Action Gamer Level XX L. Elle est datée 2016.
- Maximum Gamer Ridewatch: La Ridewatch basée sur Kamen Rider Ex-Aid Maximum Gamer Level 99. Elle est datée 2016.
- Muteki Gamer Ridewatch: La Ridewatch basée sur Kamen Rider Ex-Aid Muteki Gamer. Elle est datée 2016 mais affichera le mot "FIN" sur l'écran du Ziku-Driver.

##### Autres Kamen Riders de Kamen Rider Ex-Aid
- Brave Ridewatch: La Ridewatch basée sur Kamen Rider Brave Quest Gamer Level 2. Elle est datée 2016.
- Brave Legacy Gamer Ridewatch: La Ridewatch basée sur Kamen Rider Brave Legacy Gamer Level 100. Elle est datée 2016.
- Snipe Ridewatch: La Ridewatch basée sur Kamen Rider Snipe Shooting Gamer Level 2. Elle est datée 2016.
- Snipe Simulations Gamer Ridewatch: La Ridewatch basée sur Kamen Rider Snipe Simulations Gamer Level 50. Elle est datée 2016.
- Lazer Ridewatch: La Ridewatch basée sur Kamen Rider Lazer Bike Gamer Level 2. Elle est datée 2016.
- Genm Ridewatch: La Ridewatch basée sur Kamen Rider Genm Action Gamer Level 2 et Kamen Rider Genm Action Gamer Level 0. Elle permet à Zi-O ou à Geiz d'accéder à la Genm Armor. Elle est datée 2016.

Lorsqu'il est utilisé dans un Time Mazine, il peut passer en mode Genm (ゲンムモード Genmu Mōdo) et utiliser des chaînes de tuyaux de Shin Kuroto Dan comme portails de téléportation.
- Genm Zombie Gamer Ridewatch: La Ridewatch basée sur Kamen Rider Genm Zombie Gamer Level X. Elle est datée 2016.
- Para-DX Ridewatch: La Ridewatch basée sur Kamen Rider Para-DX Perfect Knockout Gamer Level 99. Elle est datée 2016.
- Poppy Ridewatch: La Ridewatch basée sur Kamen Rider Poppy Crisis Gamer Level X. Elle est datée 2016.
- Cronus Ridewatch: La Ridewatch basée sur Kamen Rider Cronus Chronicle Gamer. Elle est datée 2016.

#### Ridewatches deKamen Rider Ghost

##### Kamen Rider Ghost
- Ghost Ridewatch: La Ridewatch basée sur la forme Ore Damashii de Kamen Rider Ghost. Elle permet à Zi-O ou à Geiz d'accéder à la Ghost Armor. Cette Ridewatch permet également à son détenteur de voir des entités fantomatiques. Geiz avait originellement volé la Ghost Ridewatch à Oma Zi-O, qui sera ensuite détruite par Tsukasa Kadoya. Takeru Tenkuji en avait une et la donna à Sougo Tokiwa, qui deviendra celle de Geiz.

Elle est datée 2015.
- Toucon Boost Damashii Ridewatch: La Ridewatch basée sur la forme Toucon Boost Damashii de Kamen Rider Ghost.
- Grateful Damashii Ridewatch: La Ridewatch basée sur la forme Grateful Damashii de Kamen Rider Ghost.
- Mugen Damashii Ridewatch: La Ridewatch basée sur la forme Mugen Damashii de Kamen Rider Ghost. Elle est datée 2015 mais affichera le mot "FIN" sur l'écran du Ziku-Driver.

##### Autres Kamen Riders de Kamen Rider Ghost
- Specter Ridewatch: La Ridewatch basée sur la forme Specter Damashii de Kamen Rider Specter. Elle est datée 2015.
- Deep Specter Ridewatch: La Ridewatch basée sur Kamen Rider Deep Specter. Elle est datée 2015.
- Necrom Ridewatch: La Ridewatch basée sur la forme Necrom Damashii de Kamen Rider Necrom. Elle est datée 2015.

#### Ridewatches deKamen Rider Drive

##### Kamen Rider Drive
- Drive Ridewatch: La Ridewatch basée sur la forme Type Speed de Kamen Rider Drive.Elle permet à Zi-O ou à Geiz d'accéder à la Drive Armor. Geiz a volé la Drive Ridewatch à Oma Zi-O. Elle est datée 2014.
- Type Formula Ridewatch: La Ridewatch basée sur la forme Formula de Kamen Rider Drive. Elle est datée 2014.
- Type Tridoron Ridewatch: La Ridewatch basée sur la forme Tridoron de Kamen Rider Drive. Elle est datée 2014 mais affichera le mot "FIN" sur l'écran du Ziku-Driver.

##### Autres Kamen Riders de Kamen Rider Drive
- Mach Ridewatch: La Ridewatch basée sur Kamen Rider Mach. Elle est datée 2014.
- Mach Chaser Ridewatch: La Ridewatch basée sur Kamen Rider Mach Chaser. Elle est datée 2014.
- Chaser Ridewatch: La Ridewatch basée sur Kamen Rider Chaser. Elle est datée 2014.

#### Ridewatches deKamen Rider Gaim

##### Kamen Rider Gaim
- Gaim Ridewatch: La Ridewatch basée sur la forme Orange Arms de Kamen Rider Gaim. Elle permet à Zi-O ou à Geiz d'accéder à la Gaim Armor. Elle est également en mesure d’augmenter fortement la vitesse du Ride Striker en l'accompagnant d’une traînée de pétales de fleurs rappelant le Sakura Hurricane et le Rose Attacker. Elle est datée 2013.
- Gaim Jimber Lemon Arms Ridewatch: La Ridewatch basée sur la forme Jimber Lemon Arms de Kamen Rider Gaim.
- Gaim Kachidoki Arms Ridewatch: La Ridewatch basée sur la forme Kachidoki Arms de Kamen Rider Gaim.
- Gaim Kiwami Arms Ridewatch: La Ridewatch basée sur la forme Kiwami Arms de Kamen Rider Gaim. Elle est datée 2013 mais affichera le mot "FIN" sur l'écran du Ziku-Driver.

##### Autres Kamen Riders de Kamen Rider Gaim
- Baron Ridewatch: La Ridewatch basée sur la forme Banana Arms de Kamen Rider Baron. Elle est datée 2013.
- Ryugen Ridewatch: La Ridewatch basée sur la forme Budou Arms de Kamen Rider Ryugen. Elle est datée 2013.
- Zangetsu Ridewatch: La Ridewatch basée sur la forme Melon Arms de Kamen Rider Zangetsu. Elle est datée 2013.
- Zangetsu Kachidoki Arms Ridewatch: La Ridewatch basée sur la forme Kachidoki Arms de Kamen Rider Zangetsu. Elle est datée 2013.

#### Ridewatches deKamen Rider Wizard

##### Kamen Rider Wizard
- Wizard Ridewatch: La Ridewatch basée sur la forme Flame Style de Kamen Rider Wizard. Elle permet à Zi-O ou à Geiz d'accéder à la Wizard Armor. Elle est datée 2012.
- All Dragon Ridewatch: La Ridewatch basée sur la forme All Dragon de Kamen Rider Wizard.
- Infinity Ridewatch: La Ridewatch basée sur la forme Infinity style de Kamen Rider Wizard. Elle est datée 2012 mais affichera le mot "FIN" sur l'écran du Ziku-Driver.

##### Autres Kamen Riders de Kamen Rider Wizard
- Beast Ridewatch: La Ridewatch basée sur Kamen Rider Beast. Elle est datée 2012. Cette Ridewatch est unique car après ses débuts dans l'épisode 8 de la série, elle reste en possession de Kosuke Nitoh puisqu'il a insisté pour la conserver après avoir confié la Wizard Ridewatch à Geiz.
- Beast Hyper Ridewatch: La Ridewatch basée sur Kamen Rider Beast Hyper. Elle est datée 2012.

#### Ridewatches deKamen Rider Fourze

##### Kamen Rider Fourze
- Fourze Ridewatch: La Ridewatch basée sur la forme Base States de Kamen Rider Fourze. Elle permet à Zi-O ou à Geiz d'accéder à la Fourze Armor. Elle est datée 2011.
- Cosmic Ridewatch: La Ridewatch basée sur la forme Cosmic States de Kamen Rider Fourze. Elle est datée 2011 mais affichera le mot "FIN" sur l'écran du Ziku-Driver.

##### Autres Kamen Riders de Kamen Rider Fourze
- Meteor Ridewatch: La Ridewatch basée sur Kamen Rider Meteor. Elle est datée 2011.
- Meteor Storm Ridewatch: La Ridewatch basée sur Kamen Rider Meteor Storm. Elle est datée 2011.

#### Ridewatches deKamen Rider OOO

##### Kamen Rider OOO
- OOO Ridewatch: La Ridewatch basée sur la forme Tatoba (Taka, Tora, Batta) de Kamen Rider OOO. Elle permet à Zi-O ou à Geiz d'accéder à la OOO Armor. Elle est datée 2010.
- Tajador Ridewatch: La Ridewatch basée sur la forme Tajador (Taka, Kujaku, Condor) de Kamen Rider OOO. Elle est datée 2010.
- Putotyra Ridewatch: La Ridewatch basée sur la forme Putotyra (Ptera, Tricera, Tyranno) de Kamen Rider OOO. Elle est datée 2010 mais affichera le mot "FIN" sur l'écran du Ziku-Driver.

##### Autres Kamen Riders de Kamen Rider OOO
- Birth Ridewatch: La Ridewatch basée sur Kamen Rider Birth. Elle est datée 2010.

#### Ridewatches deKamen Rider W

##### Kamen Rider Double
- Double Ridewatch: La Ridewatch basée sur la forme CycloneJoker de Kamen Rider Double. Elle permet à Zi-O ou à Geiz d'accéder à la W Armor. Elle est datée 2009.
- FangJoker Ridewatch: La Ridewatch basée sur la forme FangJoker de Kamen Rider Double. Elle est datée 2009.
- Xtreme Ridewatch: La Ridewatch basée sur la forme CycloneJokerXtreme de Kamen Rider Double. Elle est datée 2009 mais affichera le mot "FIN" sur l'écran du Ziku-Driver.

##### Autres Kamen Riders de Kamen Rider Double
- Accel Ridewatch: La Ridewatch basée sur Kamen Rider Accel. Elle est datée 2009.
- Accel Trial Ridewatch: La Ridewatch basée sur Kamen Rider Accel Trial. Elle est datée 2009.
- Eternal Ridewatch: La Ridewatch basée sur la forme Blue Flare de Kamen Rider Eternal. Elle est datée 2009.
- Joker Ridewatch: La Ridewatch basée sur Kamen Rider Joker. Elle est datée 2009.

#### Ridewatches deKamen Rider Decade

##### Kamen Rider Decade
- Decade Ridewatch: La Ridewatch basée sur Kamen Rider Decade. Elle permet à Zi-O ou à Geiz d'accéder à la Decade Armor. D'autres Ridewatches peuvent être ajoutées pour augmenter le pouvoir de la Decade Armor et accéder aux formes évoluées des Riders du passé.

Ainsi, donc Kamen Rider Zi-O Decade Armor peut devenir :
- Kamen Rider Zi-O Decade Armor Build Form (basée sur la forme RabbitTank Sparkling de Build) en y insérant la Build Ridewatch[32].
- Kamen Rider Zi-O Decade Armor Ex-Aid Form R ou Ex-Aid Form L (basée sur la forme Double Action Gamer d'Ex-Aid) en y insérant l'Ex-Aid Ridewatch[32].
- Kamen Rider Zi-O Decade Armor Ghost Form (basée sur la forme Grateful Damashii de Ghost) en y insérant la Ghost Ridewatch[32].
- Kamen Rider Zi-O Decade Armor OOO Form (basée sur la forme Tajador Combo de OOO) en y insérant la OOO Ridewatch[27].
- Kamen Rider Zi-O Decade Armor Faiz Form (basée sur l'Axel Form de Faiz) en y insérant la Faiz Ridewatch.
- Kamen Rider Zi-O Decade Armor Ryuki Armor (basée sur la forme Survive de Ryuki) en y insérant la Ryuki Ridewatch.

Elle est datée 2009.
- Gekijotai Ridewatch: La Ridewatch basée sur la forme Gekijotai (connue également sous le nom de Violent Emotion) de Kamen Rider Decade. Le Ziku-Driver affiche l'année 2009.
- Decade Complete Form Ridewatch: La Ridewatch basée sur la forme Complete de Kamen Rider Decade. Elle est datée 2009 mais affichera le mot "FIN" sur l'écran du Ziku-Driver.

##### Autres Kamen Riders de Kamen Rider Decade
- Diend Ridewatch: La Ridewatch basée sur Kamen Rider Diend. Elle est datée 2009.

#### Ridewatches deKamen Rider Kiva

##### Kamen Rider Kiva
- Kiva Ridewatch: La Ridewatch basée sur Kamen Rider Kiva. Elle permet à Zi-O ou à Geiz d'accéder à la Kiva Armor. Elle est datée 2008.
- Emperor Ridewatch: La Ridewatch basée sur la forme Emperor de Kamen Rider Kiva. Elle est datée 2008 mais affichera le mot "FIN" sur l'écran du Ziku-Driver.

##### Autres Kamens Riders de Kamen Rider Kiva
- Ixa Ridewatch: La Ridewatch basée sur Kamen Rider Ixa. Elle est datée 2008.
- Dark Kiva Ridewatch: La Ridewatch basée sur Kamen Rider Dark Kiva. Elle est datée 2008.

#### Ridewatches deKamen Rider Den-O

##### Kamen Rider Den-O
Den-O Ridewatch: La Ridewatch basée sur la forme Sword de Kamen Rider Den-O. Elle permet à Zi-O ou à Geiz d'accéder à la Den-O Armor. Elle est datée 2007.
Climax Form Ridewatch: La Ridewatch basée sur la forme Climax de Kamen Rider Den-O. Elle est datée 2007.
Liner Form Ridewatch: La Ridewatch basée sur la forme Liner de Kamen Rider Den-O. Elle est datée 2007 mais affichera le mot "FIN" sur l'écran du Ziku-Driver.

##### Autres Kamens Riders de Kamen Rider Den-O
- Zeronos Ridewatch: La Ridewatch basée sur la forme Altair de Kamen Rider Zeronos. Elle est datée 2007.

#### Ridewatches deKamen Rider Kabuto

##### Kamen Rider Kabuto
- Kabuto  Ridewatch: La Ridewatch basée sur la Rider Form de Kamen Rider Kabuto. Elle permet à Zi-O ou à Geiz d'accéder à la Kabuto Armor. Elle est datée 2006. Après avoir choisi Arata Kagami comme nouveau Kamen Rider Kabuto, le Kabuto Zecter s'est transformé en Kabuto Ridewatch. Kagami la donne à Sougo.
- Kabuto Hyper Form Ridewatch: La Ridewatch basée sur la forme Hyper de Kamen Rider Kabuto. Elle est datée 2006 mais affichera le mot "FIN" sur l'écran du Ziku-Driver.

##### Autres Kamen Riders de Kamen Rider Kabuto
- Gatack Ridewatch: La Ridewatch basée sur la Rider Form de Kamen Rider Gatack. Elle est datée 2006.

#### Ridewatches deKamen Rider Hibiki

##### Kamen Rider Hibiki
- Hibiki Ridewatch: La Ridewatch basée sur Kamen Rider Hibiki. Elle permet à Zi-O ou à Geiz d'accéder à la Hibiki Armor. Elle est datée 2005. L'Hibiki Ridewatch a été créée quand Kyosuke Kiriya a hérité du nom et du pouvoir d'Hibiki transmis par Hitoshi Hidaka, qu'il a utilisé pour se transformer en Kamen Rider Hibiki. Il la donnera à Sougo Tokiwa après qu'il l'ait aidé à sauver son disciple.
- Armed Ridewatch: La Ridewatch basée sur Kamen Rider Armed Hibiki. Elle est datée 2005 mais affichera le mot "FIN" sur l'écran du Ziku-Driver.

##### Autres Kamen Riders de Kamen Rider Hibiki
- Ibuki Ridewatch: La Ridewatch basée sur Kamen Rider Ibuki. Elle est datée 2005.

#### Ridewatches deKamen Rider Blade

##### Kamen Rider Blade
- Blade Ridewatch: La Ridewatch basée sur l'Ace Form de Kamen Rider Blade. Elle permet à Zi-O ou à Geiz d'accéder à la Blade Armor. Elle est datée 2004. Elle a été obtenue par Sougo après que Zi-O Trinity ait vaincu Another Blade, qui avait absorbé les pouvoirs de Kamen Rider Blade et de Chalice.
- King Ridewatch: La Ridewatch basée sur la King Form de Kamen Rider Blade. Elle est datée 2004 mais affichera le mot "FIN" sur l'écran du Ziku-Driver.

##### Autres Kamen Riders de Kamen Rider Blade
- Garren Ridewatch: La Ridewatch basée sur l'Ace Form de Kamen Rider Garren. Elle est datée 2004.
- Chalice Ridewatch: La Ridewatch basée sur l'Ace Form de Kamen Rider Chalice. Elle est datée 2004. Elle a été obtenue par Sougo après que Zi-O Trinity ait vaincu Another Blade, qui avait absorbé les pouvoirs de Kamen Rider Blade et de Chalice.

#### Ridewatches deKamen Rider 555

##### Kamen Rider Faiz
- Faiz Ridewatch: La Ridewatch basée sur Kamen Rider Faiz. Elle permet à Zi-O ou à Geiz d'accéder à la Faiz Armor. Elle est datée 2003.
- Axel Ridewatch: La Ridewatch basée sur la forme Axel de Kamen Rider Faiz. Elle est datée 2003.
- Blaster Ridewatch: La Ridewatch basée sur la forme Blaster de Kamen Rider Faiz. Elle est datée 200 mais affichera le mot "FIN" sur l'écran du Ziku-Driver.

##### Autres Kamen Riders de Kamen Rider Faiz
- Kaixa Ridewatch: La Ridewatch basée sur Kamen Rider Kaixa. Elle est datée 2003.
- Delta Ridewatch: La Ridewatch basée sur Kamen Rider Delta. Elle est datée 2003.

#### Ridewatches deKamen Rider Ryuki

##### Kamen Rider Ryuki
- Ryuki Ridewatch: La Ridewatch basée sur Kamen Rider Ryuki. Elle permet à Zi-O ou à Geiz d'accéder à la Ryuki Armor. Cette Ridewatch permet également d'invoquer Dragreder, le monstre contrat de Ryuki. Elle est datée 2002.
- Ryuki Survive Ridewatch: La Ridewatch basée sur Kamen Rider Ryuki Survive. Elle est datée 2002 mais affichera le mot "FIN" sur l'écran du Ziku-Driver.

##### Autres Kamen Riders de Kamen Rider Ryuki
- Knight Ridewatch: La Ridewatch basée sur Kamen Rider Knight. Elle est datée 2002.
- Knight Survive Ridewatch: La Ridewatch basée sur Kamen Rider Knight Survive. Elle est datée 2002.
- Scissors Ridewatch: La Ridewatch basée sur Kamen Rider Scissors. Elle est datée 2002.
- Zolda Ridewatch: La Ridewatch basée sur Kamen Rider Zolda. Elle est datée 2002.
- Ouja Ridewatch: La Ridewatch basée sur Kamen Rider Ouja. Elle est datée 2002.

#### Ridewatches deKamen Rider Agito

##### Kamen Rider Agito
- Agito Ridewatch: La Ridewatch basée sur la Ground Form de Kamen Rider Agito. Elle permet à Zi-O ou à Geiz d'accéder à la Agito Armor. Elle est datée 2001. Heure a créé l'Agito Ridewatch en volant les pouvoirs de Shouichi Tsugami pour empêcher Zi-O de devenir Oma Zi-O et transformer Another Agito en Kamen Rider Agito. Après avoir récupéré l'Agito Ridewatch et avoir vaincu Another Agito, Shouichi l'offre à Sougo.
- Shining Ridewatch: La Ridewatch basée sur la Shining Form de Kamen Rider Agito. Elle est datée 2001 mais affichera le mot "FIN" sur l'écran du Ziku-Driver.

##### Autres Kamen Riders de Kamen Rider Agito
- G3-X Ridewatch: La Ridewatch basée sur Kamen Rider G3-X. Elle est datée 2001.
- Gills Ridewatch: La Ridewatch basée sur Kamen Rider Gills. Elle est datée 2001.

#### Ridewatches deKamen Rider Kuuga

##### Kamen Rider Kuuga
- Kuuga Ridewatch: La Ridewatch basée sur la Mighty Form de Kamen Rider Kuuga. Elle permet à Zi-O ou à Geiz d'accéder à la Kuuga Armor. Elle est datée 2000. La Ridewatch a été créée à partir des pouvoirs restants de Kamen Rider Kuuga dans le tombeau de Riku en l'an 2000.
- Amazing Mighty Ridewatch: La Ridewatch basée sur l'Amazing Mighty Form de Kamen Rider Kuuga.
- Ultimate Ridewatch: La Ridewatch basée sur la forme Ultime de Kamen Rider Kuuga. Elle est datée 2000 mais affichera le mot "FIN" sur l'écran du Ziku-Driver.

### Ridewatches deKamen Rider Amazons

#### Kamen Rider Amazon Omega
- Amazon Omega Ridewatch: La Ridewatch basée sur Kamen Rider Amazon Omega. Elle est datée 2016.

#### Autres Kamen Riders de Kamen Rider Amazons
- Amazon Alfa Ridewatch: La Ridewatch basée sur Kamen Rider Amazon Alpha. Elle est datée 2016.
- Amazon Neo Ridewatch: La Ridewatch basée sur Kamen Rider Amazon Neo. Elle est datée 2017.

### Ridewatches des Kamens Riders de l'ère Showa

#### Kamen Rider J
- J Ridewatch: La Ridewatch basée sur Kamen Rider J. Elle est datée 1994.

#### Kamen Rider ZO
- ZO Ridewatch: La Ridewatch basée sur Kamen Rider ZO. Elle est datée 1993.

#### Kamen Rider Shin
- Shin Ridewatch: La Ridewatch basée sur Kamen Rider Shin. Elle est datée 1992.

#### Kamen Rider Black RX
- Black RX Ridewatch: La Ridewatch basée sur Kamen Rider Black RX. Elle est datée 1988.
- Robo Rider Ridewatch: La Ridewatch basée sur Robo Rider. Elle est datée 1988.
- Bio Rider Ridewatch: La Ridewatch basée sur Bio Rider. Elle est datée 1988.

### Ridewatches des Kamens Riders de l'ère Reiwa

#### Kamen Rider Zero-One
- Zero-One Ridewatch: La Ridewatch basée sur Kamen Rider Zero-One sous sa forme Rising Hopper. Elle est datée 2019.

### Miridewatches
Ce sont des Ridewatches spéciales utilisables avec un BeyonDriver.
Contrairement aux autres Ridewatches, les Miridewatches sont à l'effigie de Kamen Riders du futur.
Elles permettent à Kamen Rider Woz d'accéder aux Futurerings (Future + Featuring).
En insérant une Miridewatch dans un Ziku-Driver, la Sight Window n'affiche pas l'année du Rider mais le mot "NEW" ainsi que 0000.
Si on la met dans le slot de la Decade Ridewatch, la Ridewatch dira "Ka-Ka-Ka-Kamen Rider!".

#### Kamen Rider Woz
- Woz Miridewatch: La Miridewatch de Kamen Rider Woz pour sa forme de base.

#### Kamen Riders du futur
- Shinobi Miridewatch[34]: La Miridewatch basée sur Kamen Rider Shinobi. Elle permet à Woz d'accéder au Future Ring Shinobi.
- Quiz Miridewatch[34]: La Miridewatch basée sur Kamen Rider Quiz. Elle permet à Woz d'accéder au Future Ring Quiz.
- Kikai Miridewatch[34]: La Miridewatch basée sur Kamen Rider Kikai. Elle permet à Woz d'accéder au Future Ring Kikai.

#### Kamen Rider Ginga
- Woz Ginga Miridewatch[31]: La Miridewatch basée sur Kamen Rider Ginga. Elle permet à Woz d'évoluer pour devenir Kamen Rider Woz Ginga.

### Ridewatches spéciales
Ce sont des Ridewatches qui sont des éditions spéciales des Ridewatches standards.
- Zi-O Ridewatch (version Noël): Une Zi-O Ridewatch sur le thème de Noël qui vient avec le Zi-O Chara Deco Christmas Cake[35]. En l'insérant dans un Ziku-Driver, la Sight Window affichera 12/25 au lieu d'une année. Elle dit "Merry Christmas" (Joyeux Noël en anglais)[36] et "Party Time" (L'heure de la fête)[35].
- Woz Ridewatch: Une Ridewatch basée sur Kamen Rider Woz. Elle est étiquetée comme "Future" (Futur en anglais) et datée 0000. Elle permet à Zi-O ou à Geiz d'accéder à la WozArmor.

#### Kishiryū Sentai Ryusoulger
- Ryusoulger Ridewatch: Une Ridewatch basée sur Ryusoul Red des Kishiryū Sentai Ryusoulger[37]. Elle est datée 2019 mais affichera "--SS--" sur l'écran du Ziku-Driver.

### Another Watches
Les Another Watches (アナザーウォッチ Anazā Wotchi) sont des versions déformées de Ridewatches données par les Time Jackers pour transformer les gens en un Another Rider. Contrairement aux autres Ridewatches, celles-ci sont dépourvues de Wake Bezel et n’ont que de la couleur pourpre et noire.
En insérant une Another Watch dans un Ziku-Driver, la Sight Window n'affiche pas l'année du Rider mais le mot "EVIL" et le Driver dira "Another Time !" puis annoncera le nom de l'Another Rider.
- Another Build Watch: Une version distordue de la Build Ridewatch utilisée pour se transformer en Another Build.
- Another Ex-Aid Watch: Une version distordue de l'Ex-Aid Ridewatch utilisée pour se transformer en Another Ex-Aid.
- Another Fourze Watch: Une version distordue de la Fourze Ridewatch utilisée pour se transformer en Another Fourze.
- Another Faiz Watch: Une version distordue de la Faiz Ridewatch utilisée pour se transformer en Another Faiz.
- Another Wizard Watch: Une version distordue de la Wizard Ridewatch utilisée pour se transformer en Another Wizard.
- Another OOO Watch: Une version distordue de la OOO Ridewatch utilisée pour se transformer en Another OOO.
- Another Gaim Watch: Une version distordue de la Gaim Ridewatch utilisée pour se transformer en Another Gaim.
- Another Ghost Watch: Une version distordue de la Ghost Ridewatch utilisée pour se transformer en Another Ghost. Même sans transformation, il peut être utilisé pour invoquer des commandos de Gamma.
- Another W Watch: Une version distordue de la W Ridewatch utilisée pour se transformer en Another W.
- Another Den-O Watch: Une version distordue de la Den-O Ridewatch utilisée pour se transformer en Another Den-O.
- Another Kuuga Watch: Une version distordue de la Kuuga Ridewatch utilisée pour se transformer en Another Kuuga.
- Another Shinobi Watch: Une Ridewatch utilisée pour se transformer en Another Shinobi.
- Another Quiz Watch: Une Ridewatch utilisée pour se transformer en Another Quiz.
- Another Ryuga Watch: Une Ridewatch utilisée pour se transformer en Another Ryuga.
- Another Kikai Watch: Une Ridewatch utilisée pour se transformer en Another Kikai.
- Another Zi-O Watch: Une version distordue de la Zi-O Ridewatch utilisée pour se transformer en Another Zi-O.
- Another Ryuki Watch: Une version distordue de la Ryuki Ridewatch utilisée pour se transformer en Another Ryuki.
- Another Blade Watch: Une version distordue de la Blade Ridewatch utilisée pour se transformer en Another Blade.
- Another Agito Watch: Une version distordue de l'Agito Ridewatch utilisée pour se transformer en Another Agito.
- Another Hibiki Watch: Une version distordue de l'Hibiki Ridewatch utilisée pour se transformer en Another Hibiki.
- Another Kiva Watch: Une version distordue de la Kiva Ridewatch utilisée pour se transformer en Another Kiva.
- Another Kabuto Watch: Une version distordue de la Kabuto Ridewatch utilisée pour se transformer en Another Kabuto.
- Another Zi-O II Watch: Une version distordue de la Zi-O II Ridewatch utilisée pour se transformer en Another Zi-O II.
- Another Decade Watch: Une version distordue de la Decade Ridewatch utilisée pour se transformer en Another Decade.
- Another Drive Watch: Une version distordue de la Drive Ridewatch utilisée pour se transformer en Another Drive.
- Another Zero-One Watch: Une version distordue de la Zero-One Ridewatch utilisée pour se transformer en Another Zero-One.

### Ride Gadgets
Les Ride Gadgets sont basés sur les gadgets des précédents Riders et prennent initialement la forme de Ridewatches avant d'être activés et de passer à leurs modes actifs. Lorsque l'un d'entre eux est inséré dans l'un des emplacements du Ziku-Driver, ce dernier annonce ces Ridewatches avec les mots "Ride Gadget" à l'écran.Si on les insére dans le slot de la Decade Ridewatch, le Ride Gadget dira "Ridewatch".
- Phone Ridewatch: Une Ridewatch commune de Zi-O, de Geiz, de Tsukoyomi et de Woz pour utiliser la Faizphone X, un téléphone portable dérivé du Faizphone de Kamen Rider 555 ayant deux modes: le mode Phone servant aux appels et le mode Blaster le changeant en blaster.
- Taka Ridewatch: La Ridewatch basée sur le Taka Candroid de Kamen Rider OOO. Elle peut se transformer en robot-faucon qui peut voler en la passant en mode Taka[38] appelée Taka Watchroid.
- Kodama Ridewatch: La Ridewatch basée sur le Suika Arms de Kamen Rider Gaim[39]. Elle peut se transformer en un mini-robot, Kodama Suika Arms.

### Autres Ridewatches
- Blank Ridewatch: Une Ridewatch vierge et vide. Ce sont des Ridewatches qui n'ont pas encore reçu de pouvoir ou qui ont été scellés par suite de modifications apportées dans le temps. D'après ce que nous avons vu jusqu'à présent, Sougo en a beaucoup sous la main et constitue le catalyseur nécessaire à la création de la boucle temporelle qui donne à Sougo et à Geiz leurs différentes capacités d'Armor Time. Les Time Jackers en ont également beaucoup, car ils les utilisent pour convaincre les civils et les transformer en Another Riders.
- Blank Miridewatch: Une Miridewatch vierge et vide. Ce sont des Miridewatches qui n'ont pas encore reçu de pouvoir.
- Bike Ridewatch: Une Ridewatch commune de Zi-O et de Geiz pouvant se transformer en une moto appelée Ride Striker. Lorsqu'elle est inséré dans l'un des emplacements du Ziku-Driver, il émet des sons avec les mots "Ride Striker" à l'écran.

## Drivers

### Ziku-Driver
C'est le Driver utilisé par les Kamen Riders Zi-O et Geiz.

#### Design
Le Ziku-Driver est composé des éléments suivants :
- La D '9 Slot (Ｄ‘9スロット, D ‘9 Surotto?) est la fente de droite pour l'insertion des Ridewatches de transformation, donc soit la Zi-O Ridewatch ou la Geiz Ridewatch.
- La D '3 Slot (Ｄ‘３スロット, D ‘3 Surotto?) est la fente de gauche pour l'insertion des Ridewatches pour accéder aux Rider Armors.
- Le Ride On Ruser (ライドオンリューザー, Raido On Ryūzā?) est un bouton qui déverrouille le Ziku Circular et la clé d'approbation de chaque Ridewatch qui a été inséré.
- Le Ziku Circular (ジクウサーキュラー, Jikū Sākyurā?) est l’unité principale du Ziku Driver. En le faisant pivoter à 360 degrés, il répartit et charge les données des Ridewatches dans les fentes situées aux deux extrémités dans des cercles concentriques et les transfère vers le Ziku Matrix. L'énergie générée par son mouvement rotatif qui est accéléré et amplifié pour une utilisation dans la transformation et les attaques finales.
- La Ziku Matrix (ジクウマトリクス, Jikū Matorikusu?)est le dispositif de réalisation théorique du Ziku-Driver situé derrière le Ziku Circular. Il réalise les données insérées des Ridewatches, transmis par le Ziku Circular, comme l'équipement et de l'armure.
- La Sight Window (ザイトウインドー, Zaito Uindō?) est l'écran du Ziku-Driver. Il affiche les coordonnées temporelles des Ridewatches et la forme actuelle du Kamen Rider[40].

#### Transformation
Pour se transformer, l’utilisateur insère le Ridewatch dans le D '9 Slot avant d’appuyer sur le Ride On Ruser et de faire pivoter le Ziku Circular de 360 degrés. Le Ziku-Driver annonce lors de la transformation: "Rider Time! Kamen Rider (Nom du Kamen Rider)!"
Pour enfiler une Rider Armor, l'utilisateur insère une deuxième Ridewatch dans le D '3 Slot et effectue la même procédure. Le Ziku-Driver dira:"Rider Time! Kamen Rider (Nom du Kamen Rider)! Armor Time! (Expression en lien avec le Kamen Rider suivi de son nom de Kamen Rider)!"
Il est possible d'y insérer une Miridewatch dans le D '9 Slot ou dans le D'3 Slot avant d’appuyer sur le Ride On Ruser et de faire pivoter le Ziku Circular de 360 degrés. Le Ziku-Driver prononcera alors: " Future Time! (Phrase)"..

#### Attaques finales
Pour réaliser une attaque finale, Zi-O/Geiz appuie sur le Ride On Starter de n'importe quelle Ridewatch insérée dans le Ziku-Driver avant d'appuyer sur le Ride On Ruser et de faire pivoter le Ziku Circular de 360 degrés.
Le Ziku-Driver annonce "Finish Time! Time Break!" pour Zi-O et "Finish Time! Time Burst!" pour Geiz.

### Neo Decadriver
C'est le Driver utilisé par Kamen Rider Decade en 2018-2019.
Le Neo Decadriver (ネオディケイドライバー Neo Dikeidoraibā) est une version magenta du Decadriver (ディケイドライバー Dikeidoraibā) avec les symboles de tous les Kamen Riders de l'ère Heisei sauf celui de Decade et de Zi-O.
Il lui permet à Decade de se transformer en tous les Kamen Riders de l'ère Heisei, y compris de W à Zi-O,.

#### Transformation
Lorsqu'une carte Kamen Ride est insérée, le Neo Decadriver dit "Kamen Ride ! (Nom du Kamen Rider)".

#### Attaque finale
Lorsqu'une carte Final Attack Ride est insérée, il dit "Final Attack Ride ! (Nom du Kamen Rider)".

### BeyonDriver
C'est le Driver utilisé par Kamen Rider Woz.

#### Design
Le BeyonDriver est composé des parties suivantes :
- Mapping Slot (マッピングスロット, Mappingu Surotto?)- Une fente qui est utilisée pour insérer les Miridewatches.
- Crank-in Handle (クランクインハンドル, Kuranku In Handoru?) - La poignée utilisée pour pousser la Miridewatch dans le côté du BeyonDriver. Lorsque vous appuyez sur cette touche, la Miridewatch commence à transmettre des données au BeyonDriver.
- Prime Frame Circuit (プライムフレームサーキット, Puraimu Furēmu Sākitto?) - Le cadre vert du BeyonDriver qui entoure la fenêtre. Il est composé du même matériau durable qui recouvre le reste du BeyonDriver. La forme du BeyonDriver lui permet d’envelopper des mécanismes internes vitaux, les protégeant ainsi des combats intenses.
- Beyond Future Riser (ビヨンドフューチャーライザー, Biyondo Fuyūchā Raizā?)- La bande bleue située dans les trois boutons verts à droite. C'est un dispositif de réalisation théorique qui matérialise la combinaison et l'armure de Kamen Rider Woz en utilisant des données contenues dans la Miridewatch insérée.
- Miride Scope (ミライドスコープ, Miraido Sukōpu?)- La fenêtre située au milieu. Sa structure est spécialement conçue pour permettre une communication optique à haute vitesse avec une Miridewatch. Elle contient un mécanisme de projection de données qui projette les équipements de Kamen Rider Woz dans les airs avant qu’ils ne soient réalisés. Pour faire face aux grandes quantités de données émises par le Miridewatch inséré, le Miride Scope projette la combinaison et l'arme dans les airs sous différentes parties avant de les compiler ensemble.
- Winding Belt (ワインディングベルト, Waindingu Beruto?)- La sangle. Il analyse le physique et les vêtements du porteur afin de s’ajuster de manière à assurer une prise ferme, mais confortable[42].

#### Transformation
Lorsqu'une Miridewatch est insérée, il annonce "Action!" puis "Touei!" quand la Miridewatch est poussée avec la poignée suivi de "Future Time! (Annonce de transformation)!".

#### Attaques finales
Lorsque la Woz Miridewatch est insérée, il annonce "Beyond The Time! Time Explosion ! ".
Lorsque la Shinobi Miridewatch est insérée, il annonce "Beyond The Time! Ninpō: Jikan Shibari no Jutsu (忍法・時間縛りの術)!"
Lorsque la Quiz Miridewatch est insérée, il annonce "Beyond The Time! Quiz Shock Break!"
Lorsqu'une Ridewatch est insérée, il annonce "Ridewatch Break!".

### Mirai Driver
Le Mirai Driver (ミライドライバー, Mirai Doraibā) est un dispositif de transformation des Kamen Riders de la chronologie du Woz Blanc. Après avoir été équipé de différents accessoires, il devient le Shinobi Driver de Kamen Rider Shinobi avec le Menkyo Kaiden Plate, le Quiz Driver de Kamen Rider Quiz avec le Quiz Topper Question Mode ou le Kikai Driver de Kamen Rider Kikai avec le Spanneder et le Screwder. Il est esthétiquement similaire au Ziku-Driver original, mais en noir et sans affichage d’horloge numérique. Bien que les variations du Driver soient esthétiquement identiques, elles fonctionnent différemment et présentent une technologie différente à raison du fait que les chronologies ont divergé.

#### Shinobi Driver
C'est le Mirai Driver de Kamen Rider Shinobi. Lorsqu'elle n'est pas utilisée, la totalité de la ceinture est liquéfiée et stockée dans une petite gourde.

##### Design
Le Shinobi Driver est composé des parties suivantes :
- Gama Element (ガマエレメント, Gama Eremento?): Le corps principal du Shinobi Driver. En utilisant les éléments du bois, du feu, de la terre, du métal et de l'eau, le Gama Elementest capable de matérialiser une armure et des armes par l'intermédiaire du robot crapaud Kurogane Oogama (クロガネオオガマ, Kurogane Oogama?). Le Gama Element crée également une énergie du Shinobi (シノビエナジー, Shinobi Enajī?), qui augmente considérablement les capacités physiques de l'utilisateur, lui donnant une force et une agilité surhumaines.
- Shinobi Engine (シノビエンジン, Shinobi Enjin?): La source d'alimentation du Shinobi Driver. Lorsque le Shuriken Starter est tourné, le pouvoir de Gama Element se jette dans le Shinobi Engine, qui amplifie à l'aide de la Super Hazumi Wheel (スーパーハズミホイール, Sūpā Hazumi Hoīru?, lit. 'Super Inertie de la roue').
- Shuriken Starter (シュリケンスターター, Shuriken Sutātā?) - Une clé de démarrage utilisée pour initier la transformation en Kamen Rider Shinobi. Une fois tourné, il collecte les cinq éléments nécessaires à la transformation de l'environnement.
- Menkyo Kaiden Plate (メンキョカイデンプレート, Menkyo Kaiden Purēto?): Un dispositif violet intégré dans le Shuriken Starter. Il identifie l'utilisateur du Shinobi Starter, ne permettant qu'à Rentaro de se transformer en Kamen Rider Shinobi. Il stocke également les données de combat de Shinobi.

##### Transformation
Pour se transformer en Kamen Rider Shinobi, Rentaro place le Shuriken Starter sur le visage du Shinobi Driver et le fait tourner.
Le Shinobi Driver annonce: "Dare ja? Ore ja? Ninja! Shinobi kenzan!".

#### Quiz Driver
C'est le Mirai Driver de Kamen Rider Quiz. Avant utilisation, il est convoqué par la Question Pendant (クエスチョンペンダント, Kuesuchon Pendanto), un pendentif en forme de point d'interrogation que Mondo Douan porte autour de son cou.

##### Design
Le Quiz Driver est composé des éléments suivants :
- Prodigy Engine (プロディジーエンジン, Purodijī Enjin?) - La source d'alimentation principale du Quiz Driver. Il est construit des deux côtés du Driver et fournit de l'électricité lorsqu'une production suffisante est impossible ou lorsqu'il est question de coups mortels.
- RB Vibration (RBバイブレーション, RB Baiburēshon?) - Le générateur de vibrations situé à l'avant prend la forme de points d'interrogation rouges et bleus. Les points d'interrogation sont des convertisseurs qui convertissent les vibrations de la surface en énergie via des moyens piézoélectriques. Bien que l'énergie produite soit faible, la combinaison de Kamen Rider Quiz a la capacité d'augmenter considérablement la quantité d'électricité, annulant ainsi ce problème.
- Quiz Topper (クイズトッパー, Kuizu Toppā?) - La principale commande de la ceinture. Il se positionne au milieu du pilote du quiz, permettant ainsi la transformation. Le Quiz Topper change de forme en fonction de la raison pour laquelle il est utile. Pour se transformer, le Quiz Topper prend une forme de point d'interrogation appelée le Question Mode (クエスチョンモード, Kuesuchon Mōdo?). Pour activer les coups mortels, le Quiz Topper prend une forme semblable à un point d’exclamation appelée Symbolic Mode (シンボリックモード, Shinborikku Mōdo?).

##### Transformation
Pour se transformer en Kamen Rider Quiz, Mondo insère le Quiz Topper dans le Quiz Driver en mode Question.
Pour lancer une attaque finale, Mondo supprime le Quiz Topper et le change en mode symbolique avant de le réinsérer.

#### Kikai Driver
C'est la Mirai Driver de Kamen Rider Kikai. Rento appelle la ceinture par la volonté de son esprit.

##### Design
Le Kikai Driver est composé des éléments suivants :
- Destructo Reactor (デストラクトリアクター, Desutorakuto Riakutā?) - Le commutateur du Kikai Driver pour exécuter des coups mortels. En plaçant la main sur les poignées gauche et droite, le pilote passera en mode deathblow et la charge d’énergie commencera.
- Spannerder (スパナーダー, Supanādā?) - Une clé plate utilisée pour se transformer en Kamen Rider Kikai. La transformation commence par le chargement en combinaison avec Screwder. La haute sécurité est sécurisée par une vérification en deux étapes.
- Screwder (スクリューダー, Sukuryūdā?) - Un tournevis utilisée pour se transformer en Kamen Riken Kikai. La transformation commence par le chargement en combinaison avec Spannerder. La haute sécurité est sécurisée par une vérification en deux étapes.
- Kikai Factory (スクリューダー, Kikai Fakutorī?) - L'unité principale du Kikai Driver. C’est une unité que l’on peut qualifier de mini-usine construite dans le Mirai Driver (ミライドライバー, Miraido Raibā?), commence l'opération en chargeant les deux clés de contact et produit l'armure et l'équipement de Kamen Rider Kikai conformément à un manuel de fabrication prédéterminé. Cela prend 0,8 seconde (environ 0,05 seconde) jusqu'à la fin du trait.

##### Transformation
Rento se transforme en Kamen Rider Kikai en combinant le Spannerder et le Screwder au centre du Kikai Driver.

#### Ginga Driver
Lorsqu'il est équipé du Ginga Scope, le Mirai Driver appartenant à Kamen Rider Ginga devient le Ginga Driver (ギンガドライバー, Ginga Doraibā).

##### Design
Le Ginga Driver est composé des éléments suivants:
- Power Pure Fi  (パワーピュアフィ, Pawā Pyua Fi?) - Le corps du Driver principal. C'est un équipement qui purifie l'énergie. On suppose que le pouvoir pur (ピュアパワー, Pyua Pawā?) extrait de la lumière du soleil (recueilli par Gingascope et SolReceiver (Sur son corps) de Kamen Rider Ginga), est purifié ici.
- Elemen Fix (エレメンフィックス, Eremen Fikkusu?) - Le «bouton» situé en haut du pilote Ginga. C'est un dispositif générateur d'équipement. On suppose que l'équipement de Ginga est généré en sélectionnant des éléments trouvés dans l'espace et en les immobilisant via le pouvoir pur.
- Ginga Scope (ギンガスコープ, Ginga Sukōpu?) - Le globe au milieu. Il s’agit d’un système de navigation qui sélectionne une planète présentant des conditions favorables sur un total de 12 000 planètes. Cette information est ensuite envoyée à Ginga. Le Ginga Scope change en fonction de la planète ciblée, agissant comme un indicateur cible. En outre, il est supposé qu'il a pour rôle de capter la lumière du soleil sur sa lentille de surface et la couronne en or qui l'entoure, en la fournissant au Power Pure Fi.
- Anasty Amiller (アナスティアーミラー, Anasutiāmirā?) - La demi-anneau en argent entoure le Ginga Scope. En observant constamment les coordonnées du centre de la galaxie et en apportant des corrections aux informations (telles que la correction de trajectoire d'itinéraires prévus et la correction d'aberration d'une lentille), il s'agit d'un équipement qui minimise le rapport d'erreur entre valeur théorique et valeur réelle. Il s’agit essentiellement d’un dispositif de correction d’erreur.

##### Transformations et attaques finales
Le Ginga Driver a trois attaques finales :
- Gigantic Ginga (équivalent au Cho Ginga Explosion de Woz Ginga Finaly)
- Dynamite Sunshine (équivalent du Burning Sun Explosion de Woz Ginga Taiyo)
- Strike the Planet Nine (équivalent de Sui-kin-chi-ka-moku-do-ten-kai Explosion de Woz Ginga Wakusei)

## Rider Armors
Les Rider Armors (ライダーアーマー, Raidā Āmā) sont des armures basées sur les Kamen Riders accessibles via les Ridewatches.
Lorsque la DecadeArmor est associé à l'une des Ridewatches d'une Rider Armor, elle crée la Final Form Armor, qui permet à Kamen Rider Zi-O d'utiliser le pouvoir des formes évoluées (et dans certains cas les formes finales) des précédents Riders.
- BuildArmor (ビルドアーマー, Birudo Āmā?): Une armure basée sur la forme RabbitTank de Kamen Rider Build accessible avec la Build Ridewatch. Elle a pour arme la Drill Crusher Crusher (ドリルクラッシャークラッシャー, Doriru Kurasshā Kurasshā?) basée sur le DrillCrusher de Build. Lorsqu'elle est invoquée, elle est projetée dans une Fullbottle holographique et elle fait la pose signature de Build avant de se disperser pour s'attacher à l'utilisateur. La Build Armor a à ses épaules les Fullbottle Shoulders (フルボトルショルダー, Furubotoru Shorudā?) inspirées de la Rabbit Fullbottle et de la Tank Fullbottle, et sa visière indique "Build" (ビルド, Birudo?) en katakana quand Zi-O l'utilise[47] et "Build" (びるど, Birudo?) en hiragana quand c'est Geiz[48]. Son attaque finale est le Vortex Time Break/Burst, inspiré du Vortex Finish de Build.
- Ex-AidArmor (エグゼイドアーマー, EguzeidoĀmā?): Une armure basée sur Kamen Rider Ex-Aid Action Gamer Level 2 accessible avec l'Ex-Aid Ridewatch. Elle a pour armes les Gashacon BreakerBreakers (ガシャコンブレイカーブレイカー, Gashakon Bureikā Bureikā?) basées sur le Gashacon Breaker d'Ex-Aid. Lorsqu'elle est invoquée, elle est projetée dans un Gashat holographique et elle fait la pose signature d'Ex-Aid avant de se disperser pour s'attacher à l'utilisateur. L'Ex-AidArmor a à ses épaules les Gashat Shoulders (ガシャットショルダー, Gashatto Shorudā?) inspirées de la Rider Gashat, Mighty Action X. Sa visière indique "Ex-Aid" (エグゼイド, Eguzeido?) en katakana quand Zi-O l'utilise[49] et "Ex-Aid" (えぐぜいど, Eguzeido?) en hiragana quand c'est Geiz[50]. Tout comme Ex-Aid, l'armure peut créer des zones de jeu et créer des blocs d'objets que Zi-O ou Geiz peuvent utiliser comme plates-formes et tout comme Action Gamer Level 2, confère à ses utilisateurs une grande agilité et une grande capacité de saut. La seule différence par rapport à Ex-Aid est que, lorsque le Rider utilisant l’armure attaque, le "Hit!" et les autres mots à effet projetés sont en katakana (ヒット！) ou hiragana (ひっと！) plutôt qu'en anglais. Son attaque finale est le Critical Time Break/Burst, inspiré du Mighty Critical Strike d'Ex-Aid.
- GenmArmor (?)|ゲンムアーマー|GenmuĀmā: Une armure basée sur Kamen Rider Genm Action Gamer Level 2 accessible avec la Genm Ridewatch. Lorsqu'elle est invoquée, elle est projetée dans un Gashat holographique et elle fait la pose signature de Genm avant de se disperser pour s'attacher à l'utilisateur. La GenmArmor a à ses épaules les Proto Gashat Shoulders (プロトガシャットショルダー, Puroto Gashatto Shorudā?) inspirées de la Rider Gashat, Proto Mighty Action X. Sa visière indique "Genm" (ゲンム, Genmu?) en katakana quand Zi-O l'utilise et "Genm" (げんむ, Genmu?) en hiragana quand c'est Geiz[51]. Sous cette forme, l'utilisateur gagne les pouvoirs de Kamen Rider Genm, y compris la capacité de générer des copies des volants d'inertie de Sports Gamer. Son attaque finale est le Critical Time Break/Burst, inspiré du Shakakiri Critical Strike de Genm.
- Ghost Armor (ゴーストアーマー, GōsutoĀmā?): Une armure basée sur la forme Ore Damashii de Kamen Rider Ghost accessible avec la Ghost Ridewatch. Lorsqu'elle est invoquée, elle est projetée dans un Eyecon holographique et elle fait la pose signature de Ghost avant de se disperser pour s'attacher à l'utilisateur. La GhostArmor a à ses épaules les Eyecon Shoulders (眼魂ショルダー, Aikon Shorudā?) inspirées des Eyecons. Sa visière indique "Ghost" (ゴースト, Gōsuto?) en katakana quand c'est Zi-O l'utilise[52] et "Ghost" (ごーすと, Gōsuto?) en hiragana quand c'est Geiz[53]. Une fois équipé, l'utilisateur acquiert certains des pouvoirs de Ghost, notamment le vol, l'intangibilité d'un fantôme et la possibilité d'invoquer les Parka Ghosts. Son attaque finale est l'Omega Time Break/Burst, inspiré de l'Omega Drive de Ghost.
- DriveArmor (ドライブアーマー, Doraibu Amā?): Une armure basée sur le Type Speed de Kamen Rider Drive accessible avec la Drive Ridewatch. Lorsqu'elle est invoquée, elle est projetée dans un Shift Tire holographique et elle fait la pose signature de Drive avant de se disperser pour s'attacher à l'utilisateur. La DriveArmor a à ses épaules les Speed Tire Shoulders (スピードタイヤルショルダー, Supīdo Taiya Shorudā?) inspirées des Shift Tires. Sa visière indique "Drive" (ドライブ, Doraibu?) en katakana quand c'est Zi-O qui l'utilise et "Drive" (どらいぶ, Doraibu?) en hiragana quand c'est Geiz[54]. La DriveArmor offre à son utilisateur les capacités ultra-rapides de la forme Type Speed de Drive, ainsi que des armes aux bras qui tirent des projectiles énergétiques qui ressemblent à la Shift Car Type Speed. L’armure est également équipée de la technologie Core Driviar dans son empennage. Son attaque finale est l'Hissatsu Time Break/Burst, inspiré du Full Throttle de Drive.
- GaimArmor (鎧武アーマー, Gaimu Āmā?): Une armure basée sur la forme Orange Arms de Kamen Rider Gaim accessible avec la Gaim Ridewatch. Elle a pour arme six Daidaimaru Z (大橙丸Z, Daidaimaru Zetto?) basées sur le Daidaimaru de Gaim. Lorsqu'elle est invoquée, elle prend la forme d'une tête de Gaim géante avant de se fixer à l'utilisateur et de se transformer en armure. La GaimArmor a à ses épaules les Lockseed Shoulders (ロックシードショルダー, Rokkushīdo Shorudā?) inspirées de l'Orange Lockseed. Sa visière indique "Gaim" (ガイム, Gaimu?) en katakana quand c'est Zi-O qui l'utilise[55] et "Gaim" (がいむ, Gaimu?) en hiragana quand c'est Geiz. Son attaque finale est le Squash Time Break/Burst, inspiré de l'Orange Squash de Gaim.
- WizardArmor (ウィザードアーマー, Wizādo Āmā?): Une armure basée sur la forme Flame Style de Kamen Rider Wizard accessible avec la Wizard Ridewatch. Lorsqu'elle est invoquée, un portail magique passe partiellement au-dessus du porteur avant de se transformer en armure sur lui. La WizardArmor a à ses épaules les Flame Ring Shoulders (フレイムリングショルダー Fureimu Ringu Shorudā) inspirées de la Flame Wizard Ring. Sa visière indique "Wizard" (ウィザード Wizādo) en katakana quand c'est Zi-O qui l'utilise et "Wizard" (うぃざーど Wizādo) en hiragana quand c'est Geiz[56]. La WizardArmor donne à son utilisateur la possibilité d'utiliser les pouvoirs magiques de Wizard. Son attaque finale est le Strike Time Break/Burst, inspiré du Strike Wizard de Wizard.
- FourzeArmor (フォーゼアーマー, Fōze Amā?): Une armure basée sur la forme Base States de Kamen Rider Fourze accessible avec la Fourze Ridewatch. Lorsqu'elle est invoquée, elle est projetée dans une Astroswitch holographique et elle fait la pose signature de Fourze avant de se transformer en une fusée tandis que les parties se séparent pour être attachées à l'utilisateur. La FourzeArmor a à ses épaules le Booster Module (ブースターモジュール, Būsutā Mojūru?) inspiré du Rocket Module. Sa visière indique "Fourze" (フォーゼ, Fōze?) en katakana quand c'est Zi-O qui l'utilise[57] et "Fourze" (ふぉーぜ, Fōze?) en hiragana quand c'est Geiz. Le FourzeArmor donne à son utilisateur la possibilité de se transformer en une fusée, ce qui lui permettra de voler. Son attaque finale est le Limit Time Break/Burst, inspiré du Limit Break de Fourze.
- OOO Armor (ＯＯＯアーマー, Ōzu Āmā?): Une armure basée sur la forme Tatoba Combo de Kamen Rider OOO accessible avec la OOO Ridewatch. Lorsqu'elle est invoquée, un faucon, un tigre et une sauterelle robotiques se combinent en armure et s'attachent à l'utilisateur. Sa visière indique "OOO" (オーズ, Ōzu?) en katakana quand c'est Zi-O qui l'utilise[58] et "OOO" (おーず, Ōzu?) en hiragana quand c'est Geiz. Il est écrit sur sa poitrine "Taka" (タカ?), "Tora" (トラ?) et "Batta" (バッタ?). Comme OOO est principalement noir avec des accents de rouge, de jaune et de vert, la coloration rouge, jaune et verte de la OOOArmor avec des accents de noir et ses proportions volumineuses la font ressembler au Super Tatoba Combo. Son attaque finale est le Scanning Time Break/Burst, inspiré du Scanning Charge d'OOO.
- DoubleArmor (ダブルアーマー, DaburuĀmā?): Une armure basée sur la forme CycloneJoker de Kamen Rider W accessible avec la W Ridewatch. Sa visière indique "Double" (ダブル, Daburu?) en katakana quand Zi-O l'utilise[59]. La DoubleArmor est la première RiderArmor où la moitié supérieure est la seule partie de l’armure. Son attaque finale est le Maximum Time Break/Burst, inspiré du Maximum Drive de W.
- KivaArmor (キバアーマー, KibaĀmā?): Une armure basée sur Kamen Rider Kiva accessible avec la Kiva Ridewatch. Sa visière indique "Kiva" (キバ, Kiba?). Ses épaulettes sont inspirées de Kivat-bat III. C'est la seule forme de Zi-O avec une visière jaune, comme la forme de base de Kiva (tandis que les visières des autres formes de Zi-O sont roses). Son attaque finale est le Wake Up Time Break/Burst, inspiré du Wake Up de Kiva.
- Den-OArmor (電王アーマー, Den'ōĀmā?): Une armure basée sur la Sword Form de Kamen Rider Den-O accessible avec la Den-O Ridewatch. Sa visière indique "Den-O" (デンオウ, Den Ō?). Ses épaulettes sont inspirées du DenLiner Gouka. Son attaque finale est l'Ore no Time Break/Burst, inspiré du Full Charge de Den-O.
- KabutoArmor (カブトアーマー, KabutoĀmā?): Une armure basée sur la Rider Form de Kamen Rider Kabuto accessible avec la Kabuto Ridewatch. Sa visière indique "Kabuto" (カブト, Kabuto?). Ses épaulettes sont inspirées du Kabuto Zecter. Son attaque finale est le Clock Time Break/Burst, inspiré du Clock Up des ZECT Riders.
- HibikiArmor (響鬼アーマー, HibikiĀmā?): Une armure basée sur Kamen Rider Hibiki accessible avec l'Hibiki Ridewatch. Sa visière indique "Hibiki" (ヒビキ, Hibiki?). Ses épaulettes sont inspirées du Ongekikou - Kaentsuzumi. Son attaque finale est l'Ongeki Time Break/Burst, inspiré de l'Ongeki d'Hibiki.
- BladeArmor (ブレイドアーマー, BureidoĀmā?): Une armure basée sur l'Ace Form de Kamen Rider Blade accessible avec la Blade Ridewatch. Sa visière indique "Blade" (ブレイド, Bureido?). Ses épaulettes sont inspirées du Blay Rouze. Son attaque finale est le Lightning Time Break/Burst, inspiré du Lightning Blast de Blade.
- FaizArmor (ファイズアーマー, Faizu Āmā?): Une armure basée sur Kamen Rider Faiz accessible avec la Faiz Ridewatch. Lorsqu'elle est invoquée, elle est projetée dans un Faizphone holographique et elle fait la pose signature de Faiz avant de se disperser pour s'attacher à l'utilisateur. La FaizArmor a à ses épaules les Phone Gear Shoulders (フォンギアショルダー, Fon Gia Shorudā?) inspirées du Faizphone. Sa visière indique "Faiz" (ファイズ, Faizu?) en katakana quand c'est Zi-O qui l'utilise et "Faiz" (ふぁいず, Faizu?) en hiragana quand c'est Geiz[60]. Le Faizphone X peut interagir avec la FaizArmor, permettant à l'armure d'accéder au Faiz Shot Shot (ファイズショットショット, Faizu Shotto Shotto?) et au Faiz Pointer Pointer (ファイズポインターポインター, Faizu Pointā Pointā?), répliques su SB-555C Faiz Shot et du SB-555L Faiz Pointer. Son attaque finale est l'Exceed Time Break/Burst, inspiré de l'Exceed Charge de Faiz.
- RyukiArmor (龍騎アーマー, RyūkiĀmā?): Une armure basée sur Kamen Rider Ryuki accessible avec la Ryuki Ridewatch. Ses épaulettes sont inspirées du Drag Visor. Sa visière indique "Ryuki" (リュウキ, Ryūki?). Son attaque finale est le Final Time Break/Burst, inspiré du Final Vent de Ryuki.
- AgitoArmor (アギトアーマー, AgitoĀmā?): Une armure basée sur la Ground Form de Kamen Rider Agito accessible avec l'Agito Ridewatch. Sa visière indique "Agito" (アギト, Agito?). Son attaque finale est le Ground Time Break/Burst.
- KuugaArmor (クウガアーマー, KūgaĀmā?): Une armure basée sur la forme Mighty de Kamen Rider Kuuga accessible avec la Kuuga Ridewatch. Sa visière indique "Kuuga" (クウガ Kūga)[61]. Son attaque finale est le Mighty Time Break/Burst, inspiré du Mighty Kick de Kuuga.

### DecadeArmor
La DecadeArmor (ディケイドアーマー, DikeidoĀmā) est une armure basée sur Kamen Rider Decade accessible avec la Decade Ridewatch. Lorsqu'elle est invoquée, les parties de l'armure sont passées à travers le mur dimensionnel avant d'être fixées à l'utilisateur et transformées en armure. Sa visière et son torse indique "Decade" (ディケイド, Dikeido) en katakana quand c'est Zi-O qui l'utilise,. Son attaque finale est l'Attack Time Break.
D'autres Ridewatches peuvent être ajoutées pour augmenter le pouvoir de la Decade Armor et accéder aux formes évoluées des Riders du passé. Ce procédé s'appelle Final Form Time. L'attaque finale de la DecadeArmor pendant un Final Form Time s'appelle le Final Attack Time Break, précédé par le nom du Rider.
La DecadeArmor, sous toutes ses formes est armée de l'Épée rotative à super aiguille Ride HeiSaber (超針回転剣ライドヘイセイバー, Chō Hari Kaiten Ken Raido Heiseibā, littéralement Ride HeiSaber), une épée contenant le pouvoir des Riders de l'ère Heisei précédant Zi-O en y tournant les aiguilles de l'épée.

#### Formes
- DecadeArmor Build Form (ディケイドアーマービルドフォーム, Dikeido Āmā Birudo Fōmu?): En insérant la Build Ridewatch dans la Decade Ridewatch, Zi-O peut accéder à la forme Build de la DecadeArmor, inspirée de la forme RabbitTank Sparkling de Kamen Rider Build. Le torse et l'épaule gauche de l'armure indique Sparkling (スパークリング, Supākuringu?) en katakana et l'épaule droite "Build" (ビルド, Birudo?)[64]. Sous cette forme, Zi-O acquiert non seulement les pouvoirs de RabbitTank Sparkling, mais bénéficie également d'une augmentation équilibrée de toutes ses statistiques et peut utiliser le Drill Crusher Crusher de la BuildArmor.
- DecadeArmor Ghost Form (ディケイドアーマーゴーストフォーム, Dikeido Āmā Gōsuto Fōmu?): En insérant la Ghost Ridewatch dans la Decade Ridewatch, Zi-O peut utiliser la forme Ghost de la DecadeArmor, inspirée de la forme Grateful Damashii de Kamen Rider Ghost. Le torse et l'épaule gauche indique ''Grateful'' (グレイトフル, Gureitofuru?) en katakana et l'épaule droite "Ghost" (ゴースト, Gōsuto?)[65]. Sous cette forme, Zi-O a les pouvoirs de Grateful Damashii et peut appeler les 15 Parka Ghosts.
- DecadeArmor Ex-Aid Form L (ディケイドアーマーエグゼイドフォームＬ, Dikeido Āmā Eguzeido Fōmu Eru?) et DecadeArmor Ex-Aid Form R (ディケイドアーマーエグゼイドフォームＲ, Dikeido Āmā Eguzeido Fōmu Ā?): En insérant l'Ex-Aid Ridewatch dans la Decade Ridewatch, Zi-O peut utiliser la forme Ex-Aid de la DecadeArmor, inspirée de la forme Double Action Gamer de Kamen Rider Ex-Aid au level 20. Comme Ex-Aid Double Action Gamer, Zi-O peut se scinder en deux Riders différents: Decade Armor Ex-Aid Form L et Decade Armor Ex-Aid Form R. Le torse et l'épaule gauche de la DecadeArmor Ex-Aid Form R indiquent "Double Action XX R" (ダブルアクションＸＸＲ, Daburu Akushon Daburu Ekkusu Āru?) en katakana[66] alors que le torse et l'épaule gauche de la DecadeArmor Ex-Aid Form L indiquent "Double Action XX L" (ダブルアクションＸＸＬ, Daburu Akushon Daburu Ekkusu Eru?) en katakana[67]. Les deux Zi-O indiqueront "Ex-Aid" (エグゼイド Eguzeido) en katakana sur leur épaule droite[67],[66].
- DecadeArmor OOO Form (ディケイドアーマーオーズフォーム, Dikeido Āmā Ōzu Fōmu?): En insérant l'OOO Ridewatch dans la Decade Ridewatch, Zi-O peut utiliser la forme OOO de la DecadeArmor, inspirée de la forme Tajador Combo de Kamen Rider OOO. Le torse et l'épaule gauche de la DecadeArmor OOO Armor indique "Tajador" (タジャドル, Tajadoru?) en katakana, alors que l'épaule droite indiquera "OOO" (オーズ, Ōzu?) en katakana. Sous cette forme, Zi-O acquiert les pouvoirs du Tajador Combo et peut ainsi voler[68].
- DecadeArmor Faiz Form (ディケイドアーマーファイズフォーム, Dikeido Āmā Faizu Fōmu?): En insérant la Faiz Ridewatch dans la Decade Ridewatch, Zi-O peut utiliser la forme Faiz de la DecadeArmor, inspirée de l'Axel Form de Kamen Rider Faiz. Le torse et l'épaule gauche de la DecadeArmor Faiz Form indique "Axel" (アクセル, Akuseru?) en katakana, alors que l'épaule droite indiquera "Faiz" (ファイズ, Faizu?) en katakana. Sous cette forme, Zi-O acquiert la vitesse de l'Axel Form.
- DecadeArmor Ryuki Form (ディケイドアーマー龍騎フォーム, Dikeido Āmā Ryūki Fōmu?): En insérant la Ryuki Ridewatch dans la Decade Ridewatch, Zi-O peut utiliser la forme Ryuki de la DecadeArmor, inspirée de la forme Survive de Kamen Rider Ryuki. La poitrine et l'épaule gauche de Decade Armor Ryuki Form indique "Survive" (サバイブ, Sabaibu?) en katakana, tandis que l'épaule droite indiquera "Ryuki"  (リュウキ, Ryuki?) en katakana. Sous cette forme, Zi-O est non seulement armé du Ride Heisaber, mais il est également équipé du Dragvisor Zwei de Ryuki.

### Hyper Battle
La BibillArmor (ビビルアーマー, BibiruĀmā, littéralement Armure effrayée) est une Rider Armor introduite dans l'Hyper Battle DVD Kamen Rider Bibibi no Bibill Geiz accessible avec la Bibill Ridewatch. La BibillArmor a à ses épaules des épaulettes modelées et inspirées de Yurusen de Kamen Rider Ghost. Sa visière indique Bibill (びびる, Bibiru) en hiragana. La Bibill Armor est un recyclé de la GhostArmor avec les parties rouge et orange recolorées en bleu.

## Futurering
Futurering est un jeu de mots sur les mots anglais "featuring" et "future".
Les formes Futurering de Woz ne modifient que la bande s'étendant verticalement sur son torse, les épaules, la région du cou et le blason du casque, les éléments empruntés aux Riders du futur étant utilisés dans leurs conceptions.
Les modifications sont inversées par rapport aux Rider Armors, où les formes prises affectent l'armure à tout le corps, la bande verticale étant la seule partie intacte dans les Rider Armors principales en dehors des formes évoluées de Zi-O et de Geiz.
- Futurering Shinobi (フューチャーリングシノビ, Fyūchāringu Shinobi?): Une forme de Woz basée sur Kamen Rider Shinobi accessible avec le BeyonDriver via la Shinobi Miridewatch. Sa visière indique "Shinobi" (シノビ?) en katakana[69]. En utilisant ce Futurering, Kamen Rider Woz peut exploiter les pouvoirs et les capacités de Kamen Rider Shinobi grâce à la Shinobi Miridewatch. Sous cette forme, il utilise des techniques et des compétences de ninja pour lutter contre ses ennemis. Cela permet également à Woz de se transformer en une brume ombreuse pouvant se déplacer à travers les surfaces. Son attaque finale est Ninpô: Technique de la contrainte de temps (忍法：時間縛りの術, Ninpou: Jikan Shibari no Jutsu?).
- Futurering Quiz (フューチャーリングクイズ, Fyūchāringu Kuizu?): Une forme de Woz basée sur Kamen Rider Quiz accessible avec le BeyonDriver via la Quiz Miridewatch. Sa visière indique "Quiz" (クイズ, Kuizu?) en katakana[70]. En utilisant ce Futurering, Kamen Rider Woz peut exploiter les pouvoirs et les capacités du Kamen Rider Quiz grâce à la Quiz Miridewatch. Sous cette forme, répondre correctement ou incorrectement à ces questions aura une incidence sur l'issue de la bataille, dans laquelle un nuage frappera l'ennemi avec de la foudre. Cependant, les énigmes de Futurering Quiz possèdent une faiblesse, ses questions se retourneront contre lui en fonction de la force de son adversaire, comme le montre le combat de Woz avec Another Ryuga. Son attaque finale est le Quiz Shock Break (クイズショックブレイク, Kuizu Shokku Bureiku?).
- Futurering Kikai (フューチャーリングキカイ, Fyūchāringu Kikai?): Une forme de Woz basée sur Kamen Rider Kikai accessible avec le BeyonDriver via la Kikai Miridewatch. En utilisant ce Futurering, Kamen Rider Woz peut exploiter les pouvoirs et les capacités du Kamen Rider Kikai grâce à la Kikai Miridewatch. Sous cette forme, Woz peut prendre le contrôle des formes de vie à sa proximité, y compris les êtres humains, pour faire ce qu'il désire. Sa visière indique "Kikai" (キカイ?) en katakana. Son attaque finale est le Full Metal Break (フルメタルブレイク, Furumetarubureiku?).

### Woz Ginga
Kamen Rider Woz Ginga Finaly (仮面ライダーウォズギンガファイナリー, Kamen Raidā Wozu Ginga Fainarī) est la forme finale de Kamen Rider Woz accessible avec la Ginga Miridewatch. Sa visière indique "Ginga" (ギンガ) en katakana. Son attaque finale est le Chou Ginga Explosion (超ギンガエクスプロージョン, Chō Ginga Ekusuprōjon).
Cette forme peut également accéder à d'autres formes :
- Kamen Rider Woz Ginga Wakusei Form (仮面ライダーウォズギンガワクセイフォーム, Kamen Raidā Wozu Ginga Wakusei Fōmu?) est la forme que prend Woz Ginga quand il active le Wakusei Mode de la Ginga Miridewatch. Sa visière indique le mot "Planète" (ワクセイ, Wakusei?) en katakana. Son attaque finale est le Sui-kin-chi-ka-moku-do-ten-kai Explosion (水金地火木土天海エクスプロージョン, Sui-kin-chi-ka-moku-do-ten-kai Ekusuprōjon?, lit."Explosion de Mercure-Vénus-Terre-Mars-Jupiter-Saturne-Uranus-Neptune")[71].
- Kamen Rider Woz Ginga Taiyo Form (仮面ライダーウォズギンガタイヨウフォーム, Kamen Raidā Wozu Ginga Taiyō Fōmu?) est la forme que prend Woz Ginga quand il active le Taiyo Mode de la Ginga Miridewatch. Sa visière indique le mot "Soleil" (タイヨウ, Taiyou?) en katakana. Son attaque finale est le Burning Sun Explosion (バーニングサンエクスプロージョン, Bāningu Sun Ekusuprōjon?, lit. "Explosion du Soleil brûlant")[72].

## Mechas

### Time Mazine
Les Time Mazines (タイムマジーン, Taimu Majīn) sont un type de machine à voyager dans le temps ayant la forme de mechas qui peut transformer entre soit un véhicule volant en mode véhicule (ビークルモード, Bīkuru Mōdo) ou sinon un robot de combat en mode robot (ロボモード, Robo Mōdo). Ce sont les moyens pour voyager dans le temps de Kamen Rider Zi-O et Kamen Rider Geiz, ainsi que de modèles spéciaux utilisés par les combattants de la Résistance et les Time Jackers. En effet, pendant l'année 2068, elles sont produites en série par la Résistance pour leur guerre contre Ohma Zi-O.

### Dai Mazine
Les Dai Mazines (ダイマジーン, Daimajīn) sont des mechas controlés par Ohma Zi-O pour diriger le monde en l'an 2018.
Le nom de Dai Mazine est une référence à Daimajin (en), une série de films tokusatsu créé par Daiei.

## Distribution
- Sougo Tokiwa (常磐 ソウゴ, Tokiwa Sōgo?): So Okuno  (奥野 壮, Okuno Sō?)
- Geiz Myoukouin (明光院 ゲイツ, Myōkōin Geitsu?): Gaku Oshida (押田 岳, Oshida Gaku?)
- Tsukuyomi (ツクヨミ?): Shieri Ohata  (大幡 しえり, Ōhata Shieri?)
- Woz (ウォズ, Wozu?): Keisuke Watanabe (渡邊 圭祐, Watanabe Keisuke?)
- Heure (ウール, Ūru?): Rihito Itagaki (板垣 李光人, Itagaki Rihito?)
- Ora (オーラ, Ōra?): Ayaka Konno (紺野 彩夏, Kon'no Ayaka?)
- Sworz (スウォルツ, Suworutsu?): Kentarou Kanesaki  (兼崎 健太郎, Kanesaki Kentarō?)
- Junichirō Tokiwa (常磐 順一郎, Tokiwa Jun'ichirō?): Katsuhisa Namase (生瀬 勝久, Namase Katsuhisa?)
- Narration lors du générique du début, voix d' Ohma Zi-O (オーマジオウ, Ōma Jiō?): Rikiya Koyama (小山 力也, Koyama Rikiya?)
- Voix du Ziku-Driver: Rikya Koyama, Yohei Onishi (大西 洋平, Ōnishi Yōhei?)
- Narration: Naohiko Fujino (藤野 直彦, Fujino Naohiko?)

## Épisodes
Cette série est divisée en quatre arcs narratifs:
- Rider Time, le roi démoniaque du futur (「ライダータイム、未来の魔王」編, Raidā Taimu, Mirai no Maō Hen?) (épisodes 1-16): Cet arc introduit les personnages principaux et l'intrigue. Après avoir vu Zi-O combattre les Another Riders et protéger des innocents, Geiz demeure convaincu que Sougo finira par devenir Ohma Zi-O, mais est confus par la grande différence d'humanité entre Sougo (qu'il voit) et Ohma Zi-O (qu'il connaît). Geiz et Tsukuyomi prennent la décision de surveiller les faits et gestes de Sougo pour le moment. Au fil des épisodes, Sougo et Geiz continuent de se battre côte-à-côte contre les Another Riders et héritent les uns après les autres des pouvoirs des Kamen Riders. Toutefois, alors que Sougo continuait à suivre son rêve de devenir roi, Kadoya Tsukasa apparaît et surpasse Sougo et Geiz avec une force écrasante. Tsukasa en profite pour envoyer Sougo 50 ans dans le futur pour qu'il rencontre le tyrannique Ohma Zi-O[73].

- Trinity Time, Serviteur et Roi démoniaque et Sauveur (「トリニティタイム、従者と魔王と救世主」編, Toriniti Taimu, Jūsha to Maō to Kyūseishu Hen?) (épisodes 17-30) : cet arc commence en janvier 2019; alors que Zi-O et Geiz se confrontent à la menace des Another Riders qui sont basés sur des Kamen Riders du futur, le mystérieux Woz blanc arrive d'un futur alternatif pour aider Geiz à tuer Zi-O et faire de Geiz le sauveur connu sous le nom de Geiz Revive. En parallèle, Sougo développe un grand pouvoir qui le rapproche d'Ohma Zi-O : Zi-O II. Pour préparer le Jour d'Ohma et trouver un adversaire de taille à Zi-O II, Sworz a créé Another Zi-O, poussant Woz noir et Tsukuyomi à enquêter sur le passé de Sougo[73].

- Grand Time, un nouvel avenir (「グランドタイム、新たなる未来」編, Gurando Taimu, Aratanaru Mirai Hen?) (épisodes 31-43) : Après que Sougo ait acquis le pouvoir de Zi-OTrinity lors du Jour d'Ohma (au lieu de devenir Ohma Zi-O ou d'être éliminé par Geiz Revive), Tsukuyomi réveille ses pouvoirs temporels et enquête sur son passé tandis que les Time Jackers changent d'approche avec les Another Riders[73].

- La fin des temps, la destruction et la renaissance du monde (終焉の時、世界の破壊と再生」編, Shūen no Toki, Sekai no Hakai to Saisei?) (épisodes 44-49) : Après une bataille décisive entre le groupe de Sougo et l'armée d'Another Riders dirigés par Hiryu Kakogawa, les ambitions de Sworz se révèlent! Sworz veut devenir roi et sauver son monde (qui est voué à la destruction). Pour atteindre ses fins, il a banni sa sœur cadette, Alpina (qui est le vrai nom de Tsukuyomi) et cherche à détruire tous les autres mondes pour préserver son monde de l'annihilation. Pour détruire les mondes, il a fait en sorte que Sougo collecte les pouvoirs des Heisei Riders car il est apte à régner, ce qui cause la convergence des mondes[73].

| Numéro | Titre | Scénariste      | Date de sortie    | Hommage |
| ------ | --- | --------------- | ----------------- | --- |
| 1      | Royaume 2068 (キングダム2068, Kingudamu Nisen-rokujū-hachi)                                                      | Kento Shimoyama | 2 septembre 2018  | Kamen Rider Build |
| 2      | Best Match 2017 (ベストマッチ2017, Besuto Matchi Nisen-jū-nana)                                                  | Kento Shimoyama | 9 septembre 2018  | Kamen Rider Build |
| 3      | Doctor Gamer 2018 (ドクターゲーマー2018, Dokutā Gēmā Nisen-jū-hachi)                                             | Kento Shimoyama | 16 septembre 2018 | Kamen Rider Ex-Aid |
| 4      | No Continue 2016 (ノーコンティニュー2016, Nō Kontinyū Nisen-jū-roku)                                             | Kento Shimoyama | 23 septembre 2018 | Kamen Rider Ex-Aid |
| 5      | Switch On! 2011 (スイッチオン！2011, Suitchi On! Nisen-jū-ichi)                                                  | Kento Shimoyama | 30 septembre 2018 | Kamen Rider 555 et Kamen Rider Fourze |
| 6      | 555・913・2003 (555・913・2003, Faizu Kaiza Nisen-san)                                                           | Kento Shimoyama | 7 octobre 2018    | Kamen Rider 555 et Kamen Rider Fourze |
| 7      | Magic Showtime 2018 (マジック・ショータイム2018, Majikku Shōtaimu Nisen-jū-hachi)                                | Kento Shimoyama | 14 octobre 2018   | Kamen Rider Wizard |
| 8      | La Belle et la Bête 2012 (ビューティ＆ビースト2012, Byūti Ando Bīsuto Nisen-jū-ni)                               | Kento Shimoyama | 21 octobre 2018   | Kamen Rider Wizard |
| 9      | Genm Master 2016 (ゲンムマスター2016, Genmu Masutā Nisen-jū-roku)                                                | Nobuhiro Mouri  | 28 octobre 2018   | Kamen Rider OOO et Kamen Rider Ex-Aid |
| 10     | Faucon, Tigre et Sauterelle 2010 (タカとトラとバッタ2010, Taka to Tora to Batta Nisen-jū)                        | Nobuhiro Mouri  | 11 novembre 2018  | Kamen Rider OOO et Kamen Rider Ex-Aid |
| 11     | Zi-O on Parade 2018 (ジオウ・オン・パレード2018, Jiō On Parēdo Nisen-jū-hachi)                                   | Nobuhiro Mouri  | 18 novembre 2018  | Kamen Rider Gaim |
| 12     | Moi x Ma scène 2013 (オレ×オレのステージ2013, Ore Ore no Sutēji Nisen-jū-san)                                    | Nobuhiro Mouri  | 25 novembre 2018  | Kamen Rider Gaim |
| 13     | Ghost Hunter 2018 (ゴーストハンター2018, Gōsuto Hantā Nisen-jū-hachi)                                            | Nobuhiro Mouri  | 2 décembre 2018   | Kamen Rider Ghost et Kamen Rider Decade |
| 14     | Go! Go! Ghost 2015 (GO！GO！ゴースト2015, Gō! Gō! Gōsuto Nisen-jū-go)                                            | Nobuhiro Mouri  | 9 décembre 2018   | Kamen Rider Ghost et Kamen Rider Decade |
| 15     | Back to 2068 (バック・トゥ・2068, Bakku Tu Nisen-rokujū-hachi)                                                   | Nobuhiro Mouri  | 16 décembre 2018  | Kamen Rider Decade |
| 16     | Forever King 2018 (フォーエバー・キング2018, Fōebā Kingu Nisen-jū-hachi)                                         | Nobuhiro Mouri  | 23 décembre 2018  | Kamen Rider Decade |
| 17     | Happy New Woz 2019 (ハッピーニューウォズ2019, Happī Nyūu Wozu Nisen-kyūhyaku),                                   | Kento Shimoyama | 6 janvier 2019    | |
| 18     | Incroyable! Epoque! Futur! 2022 (スゴイ！ジダイ！ミライ！2022, Sugoi! Jidai! Mirai! Nisen-nijū-ni)               | Kento Shimoyama | 13 janvier 2019   | |
| 19     | The Quiz Shock 2040 (ザ・クイズショック2040, Za Kuizu Shokku Nisen-yonjū)                                        | Kento Shimoyama | 20 janvier 2019   | |
| 20     | Final Answer? 2040 (ファイナルアンサー？2040, Fainaru Ansā? Nisen-yonjū)                                         | Kento Shimoyama | 27 janvier 2019   | |
| 21     | Mirror World 2019 (ミラーワールド2019, Mirā Wārudo Nisen-jūkyū)                                                  | Kento Shimoyama | 3 février 2019    | Kamen Rider Ryuki |
| 22     | Zi-O le plus fort! 2019 (ジオウサイキョウー！2019, Jiou Saikyoū! Nisen-jūkyū)                                    | Kento Shimoyama | 10 février 2019   | Kamen Rider Ryuki |
| 23     | Je suis Kikai ! 2121 (キカイだー！2121, Kikai dā! Nisen-hyaku-nijū-ichi)                                         | Kento Shimoyama | 17 février 2019   | |
| 24     | Best Friend 2121 (ベスト・フレンド2121, Besuto Furendo Nisen-hyakunijūichi)                                      | Kento Shimoyama | 24 février 2019   | |
| 25     | Another Zi-O 2019 (アナザージオウ2019, Anazā Jiō Nisen-jūkyū)                                                    | Kento Shimoyama | 3 mars 2019       | |
| 26     | Geiz Revive! 2019 (ゲイツリバイブ！2019, Geitsu Ribaibu! Nisen-jūkyū)                                            | Kento Shimoyama | 10 mars 2019      | |
| 27     | Tout commence 2009 (すべてのはじまり2009, Subete no Hajimari Nisen-kyū)                                          | Kento Shimoyama | 17 mars 2019      | |
| 28     | '"Notre objectif 2019 (オレたちのゴール2019, Ore-tachi no Gōru Nisen-jū-kyū)                                     | Kento Shimoyama | 24 mars 2019      | |
| 29     | Blade Joker!? 2019 (ブレイド・ジョーカー!?2019, Bureido Jōkā!? Nisen-jū-kyū)                                     | Kento Shimoyama | 31 mars 2019      | Kamen Rider Blade et Kamen Rider Decade |
| 30     | 2019: Trinity a commencé! (2019：トリニティはじめました！, Nisen-jūkyū: Toriniti Hajimemashita!)                 | Kento Shimoyama | 7 avril 2019      | Kamen Rider Blade et Kamen Rider Decade |
| 31     | 2001: Réveillez, l'Agito (2001：めざめろ、そのアギト！, Nisen-ichi: Mezamero, Sono Agito!)                       | Nobuhiro Mouri  | 14 avril 2019     | Kamen Rider Agito |
| 32     | 2001: Souvenirs inconnus (2001：アンノウンなキオク, Nisen-ichi: An'nōn na Kioku)                                 | Nobuhiro Mouri  | 21 avril 2019     | Kamen Rider Agito |
| 33     | 2005: Réjouissez-vous! Echo! Rugissement! (2005：いわえ！ひびけ！とどろけ！, Nisen-go: Iwae! Hibike! Todoroke!)  | Nobuhiro Mouri  | 28 avril 2019     | Kamen Rider Hibiki |
| 34     | 2019: Oni d'Heisei, Oni de Reiwa (2019：ヘイセイのオニ、レイワのオニ, Nisen-jū-kyū: Heisei no Oni, Reiwa no Oni) | Nobuhiro Mouri  | 5 mai 2019        | Kamen Rider Hibiki |
| 35     | 2008: Premier amour, Wake Up! (2008：ハツコイ、ウェイクアップ！, Nisen-hachi: Hatsukoi, U~eikuappu!)             | Toshiki Inoue   | 12 mai 2019       | Kamen Rider Kiva |
| 36     | 2019: Premier amour, Finally! (2019：ハツコイ、ファイナリー！, Nisen-jūkyū: Hatsukoi, Fainarī!)                  | Toshiki Inoue   | 19 mai 2019       | Kamen Rider Kiva |
| 37     | 2006: Next Level Kabuto (2006：ネクスト・レベル・カブト, Nisen-roku: Nekusuto Reberu Kabuto)                     | Nobuhiro Mouri  | 26 mai 2019       | Kamen Rider Kabuto et Kamen Rider Decade |
| 38     | 2019: L'élu de Kabuto (2019：カブトにえらばれしもの, Nisen-jūkyū: Kabuto ni Eraba Reshi Mono)                    | Nobuhiro Mouri  | 2 juin 2019       | Kamen Rider Kabuto et Kamen Rider Decade |
| 39     | 2007: DenLiner Crash! (2007：デンライナー・クラッシュ！, Nisen-nana: Denrainā Kurasshu!)                         | Nobuhiro Mouri  | 9 juin 2019       | Kamen Rider Den-O |
| 40     | 2017ː Grand Climaxǃ (2017：グランド・クライマックス！, Ni-sen jū-nana: Gurando Kuraimakkusu!?)                   | Nobuhiro Mouri  | 23 juin 2019      | Kamen Rider Den-O |
| 41     | 2019: Monde, Reset (2019：セカイ、リセット, Nisen-jūkyū: Sekai, Risetto)                                         | Nobuhiro Mouri  | 30 juin 2019      | |
| 42     | 2019: Monde manquant (2019：ミッシング・ワールド, Nisen-jū-kyū: Misshingu Wārudo)                                | Nobuhiro Mouri  | 7 juillet 2019    | |
| 43     | 2019: Tsukuyomi Confidential (2019：ツクヨミ・コンフィデンシャル, Nisen-jūkyū: Tsukuyomi Konfidensharu)          | Nobuhiro Mouri  | 14 juillet 2019   | |
| 44     | 2019: L'appel d'Aqua (2019：アクアのよびごえ, Nisen-jūkyū: Akua no Yobi go e)                                    | Kento Shimoyama | 21 juillet 2019   | Kamen Rider × Kamen Rider Fourze & OOO: Movie War Mega Max, Kamen Rider Decade et Kamen Rider Drive                                                                          |
| 45     | 2019: Eternal Party (2019：エターナル・パーティ, Nisen-jūkyū: Etānaru Pāti)                                      | Kento Shimoyama | 28 juillet 2019   | Kamen Rider × Kamen Rider Fourze & OOO: Movie War Mega Max,Kamen Rider W Forever: A to Z/The Gaia Memories of Fate, Kamen Rider Drive: Surprise Future et Kamen Rider Decade |
| 46     | 2019: Opération Woz (2019：オペレーション・ウォズ, Nisen-jūkyū: Operēshon Wozu)                                  | Kento Shimoyama | 4 août 2019       | Kamen Rider × Kamen Rider Fourze & OOO: Movie War Mega Max,Kamen Rider W Forever: A to Z/The Gaia Memories of Fate et Kamen Rider Decade                                     |
| 47     | 2019: Les montres qui disparaissent (2019：きえるウォッチ, Nisen-jūkyū: Kieru Wotchi)                            | Kento Shimoyama | 11 août 2019      | Kamen Rider Drive et Kamen Rider Decade |
| 48     | 2068: Oma Time (2068：オーマ・タイム, Nisen-rokujūhachi: Ōma Taimu)                                              | Kento Shimoyama | 18 août 2019      | Kamen Rider Drive et Kamen Rider Decade |
| 49     | 2019: Apocalypse (2019：アポカリプス, Nisen-jūkyū: Apokaripusu)                                                  | Kento Shimoyama | 25 août 2019      | Kamen Rider Zi-O et Kamen Rider Decade |

## Épisodes spéciaux

### Kamen Rider Zi-O: Plan de complémentarité
Kamen Rider Zi-O: Plan de complémentarité (仮面ライダージオウ 補完計画, Kamen Raidā Jiō Hokan Keikaku) est une série web diffusée sur Toei Tokusatsu Fan Club. Il accompagne la diffusion de l'épisode de la série principale le lendemain.
- Épisode 1.5: Mystère des noms (ネーミングの謎, Nēmingu no Nazo?)[82]
- Épisode 2.5: Règles du monde (世界のルール, Sekai no Rūru?)
- Épisode 3.5: Spoilers royaux (王位なるネタバレ, Ōi Naru Netabare?)
- Épisode 4.5: Confession À des légendes (Aレジェンドの告白, Ē Rejendo no Kokuhaku?)
- Épisode 5.5: Sougo Tokiwa et le mystérieux téléphone (トキワ荘ゴと謎電話, Tokiwa Sōgo to Nazo Denwa?)
- Épisode 6.5: Le secret de Fourze 555 (フォーゼ555の秘密, Fōze Faizu no Himitsu?)
- Épisode 7.5: Qui exploite le plus? (最悪のブラックは誰だ, Saiaku no Burakku wa Dare da?)
- Épisode 8.5: Le terrifiant paradoxe temporel! (恐怖のタイムパラドックス！, Kyōfu no Taimu Paradokkusu!?)
- Épisode 9.5: Rois, Dieux et serviteurs (王と神とオトナ, Ō to Kami to Otona?)
- Épisode 10.5: Mouri vs. Shimoyama (モーリ対シモヤマ, Mōri Tai Shimoyama?)
- Épisode 11.5: Les mystères du Kujigojidō! (謎の95DO！, Nazo no Kujigojidō!?)
- Épisode 12.5: Interview avec un Time Jacker (インタビュー・ウィズ・未来人, Intabyū Wizu Miraijin?)
- Épisode 13.5: Professeur fantôme (ユーレイの先生, Yūrei no Sensei?)
- Épisode 14.5: Diable rose (ピンクの悪魔, Pinku no Akuma?)
- Épisode 15.5: Plan de complémentarité FOREVER: Partie 1 (補完計画よ永遠に（前編）, Hokan Keikaku yo Eien ni (Zenpen)?)
- Épisode 16.5: Plan de complémentarité FOREVER: Partie 2 (補完計画よ永遠に（後編）, Hokan Keikaku yo Eien ni (Kōhen)?)

### Kamen Rider Zi-O Spin-off
Rider Time sont une série web tournant autour des Kamen Riders apparaissant dans la série principale:

#### Rider Time: Kamen Rider Shinobi
Rider Time: Kamen Rider Shinobi  (RIDER TIME 仮面ライダーシノビ, Raida Taimu Kamen Raidā Shinobi) est une série dérivée de Kamen Rider Shinobi et explorera les origines de ce dernier. L'acteur Hideya Tawada jouera à nouveau le rôle principal. Il est diffusé sur le Toei Tokusatsu Fan Club du 31 mars au 14 avril 2019.

#### Rider Time: Kamen Rider Ryuki
Rider Time: Kamen Rider Ryuki (RIDER TIME 仮面ライダー龍騎, Raida Taimu Kamen Raidā Ryūki) tournera autour de Kamen Rider Ryuki de 2002. 17 ans plus tard, une nouvelle Battle Royale entre Riders a commencé avec pour Rider supplémentaire, Another Ryuki.
L'acteur Takamasa Suga reprend le rôle de Shinji Kido / Kamen Rider Ryuki pour ce spin-off. En outre, Toshiki Inoue (qui a écrit plusieurs épisodes de Ryuki, y compris le long métrage EPISODE FINAL) et écrivain chevronné de tokusatsu, est responsable du scénario de ce projet.
Il est disponible sur Video Pass du 31 mars au 14 avril 2019.

## Films
Kamen Rider Zi-O a fait sa première apparition dans le film Kamen Rider Build the Movie: Be the One. Il revient dans le film crossover Kamen Rider Heisei Generations Forever.

### Heisei Generations Forever
Kamen Rider Heisei Generations Forever (仮面ライダー平成ジェネレーションズ FOREVER, Kamen Raidā Heisei Jenerēshonzu Fōebā) est un Movie Taisen qui est sorti dans les salles de cinéma japonaises le 22 décembre 2018, mettant en vedette les distributions de Kamen Rider Zi-O, Kamen Rider Build et de Kamen Rider Den-O. L'acteur Shunsuke Daitō joue le rôle du Super Time Jacker Tid, et l'acteur Kenichi Takitō fait la voix l'Imagin Futaros.
Hormis Build, les acteurs Toshiki Kashu (Kamen Rider Agito), Takamasa Suga (Kamen Rider Ryuki), Masahiro Inoue (Kamen Rider Decade) et Shun Nishime (Kamen Rider Ghost) expriment également leurs rôles respectifs repris pour le film, tandis que Takeru Satoh (Kamen Rider Den-O) reprend son rôle.

### Over Quartzer
Kamen Rider Zi-O: Over Quartzer  (劇場版 仮面ライダージオウ Over Quartzer（オーヴァー クォーツァー）, Gekijō-ban Kamen Raidā Jiō Ōvā Kwōtsā) est un film narrant l'obtention de la Drive Ridewatch. Il sortira dans les cinémas japonais le 26 juillet 2019. Après avoir obtenu tous les Heisei Ridewatches, Sougo Tokiwa se retrouve confronté aux Quartzers, une mystérieuse organisation se définissant comme les gardiens du temps. Over Quartzer présentera trois nouveaux Kamen Riders (qui sont joués par des membres du groupe Da Pump) et une nouvelle forme de Zi-O. De plus, Yu Inaba et Chris Peppler de Kamen Rider Drive reprennent leurs rôles de Go Shijima et de Krim Steinbelt. Les événements du film feront hommage à Kamen Rider Drive, Kamen Rider Black RX, Kamen Rider ZO, Kamen Rider Shin, Kamen Rider J et Kamen Rider Amazons.

### Reiwa The First Generation
Un projet de film, intitulé Kamen Rider Next Generations 2020 (仮面ライダー ネクストジェネレーションズ 2020, Kamen Raidā Nekusuto Jenerēshonzu 2020) est prévu pour sortir en hiver 2019. Le film est finalement intitulé Kamen Rider Reiwa The First Generation (仮面ライダー 令和 ザ・ファースト・ジェネレーション, Kamen Raidā Reiwa Za Fāsuto Jenerēshon). C'est un cross-over entre Kamen Rider Zi-O et le premier Reiwa Rider, Kamen Rider Zero-One. Il fait suite à l'épisode final de la série,.

### NEXT TIME: Geiz Majesty
Kamen Rider Zi-O NEXT TIME: Geiz, Majesty  (仮面ライダージオウNEXT TIME Geiz Majesty, Kamen Raidā Jiō Nekusuto Taimu Geitsu Majesutī) est un film V-Cinema prévu se déroulant après l'épisode final de la série avec pour personnage principal, Geiz,.

## Jeux vidéos
Kamen Rider: Climax Scramble au Japon appelé Kamen Rider: Climax Scramble Zi-O (Kamen Raida Kuraimakkusu Sukuranburu Jiō) est la septième édition de la série Kamen Rider: Climax, sortie le 29 novembre 2018 pour Nintendo Switch.

## Thèmes musicaux

### Générique de début
- "Over "Quartzer"[94]
  - Lyrics: Shuta Sueyoshi, Takaki Mizoguchi
  - Composition: MiNE, Atsushi Shimada
  - Arrangement: Atsushi Shimada
  - Artistes: Shuta Sueyoshi feat. ISSA

### Insert themes
- "Zi-O Toki no Ōja" (ジオウ 時の王者, Jiō Toki no Ōja?, littéralement "Zi-O le Roi du temps")[95]
  - Lyrics: Shōko Fujibayashi
  - Composition & Arrangement: Toshihiko Sahashi
  - Artiste: Sougo Tokiwa (So Okuno)
  - Épisodes: 16, 22
- "FUTURE GUARDIAN"[96]
  - Lyrics: Shōko Fujibayashi
  - Composition & Arrangement: Toshihiko Sahashi
  - Artiste: Geiz Myokoin (Gaku Oshida)
  - Épisodes: 19
- "Black & White"[97]
  - Lyrics: Megane Hirai
  - Composition & Arrangement: Go Sakabe
  - Artiste: Woz (Keisuke Watanabe)
  - Épisode: 38
- "Next New Wφrld"[98]
  - Lyrics: Ricky
  - Composition & Arrangement: nishi-ken
  - Artiste: Rider Chips
  - Épisode: 40

Des génériques et des insert themes de précédentes séries sont utilisés comme insert themes: "BELIEVE YOURSELF" de Kamen Rider Agito dans l’épisode 32, "Kagayaki" de Kamen Rider Hibiki dans l'épisode 34 et "NEXT LEVEL" de Kamen Rider Kabuto dans l'épisode 38.